# Mayotte
Pour l’article ayant un titre homophone, voir Maillotte.
Pour les articles homonymes, voir Mayotte (homonymie).

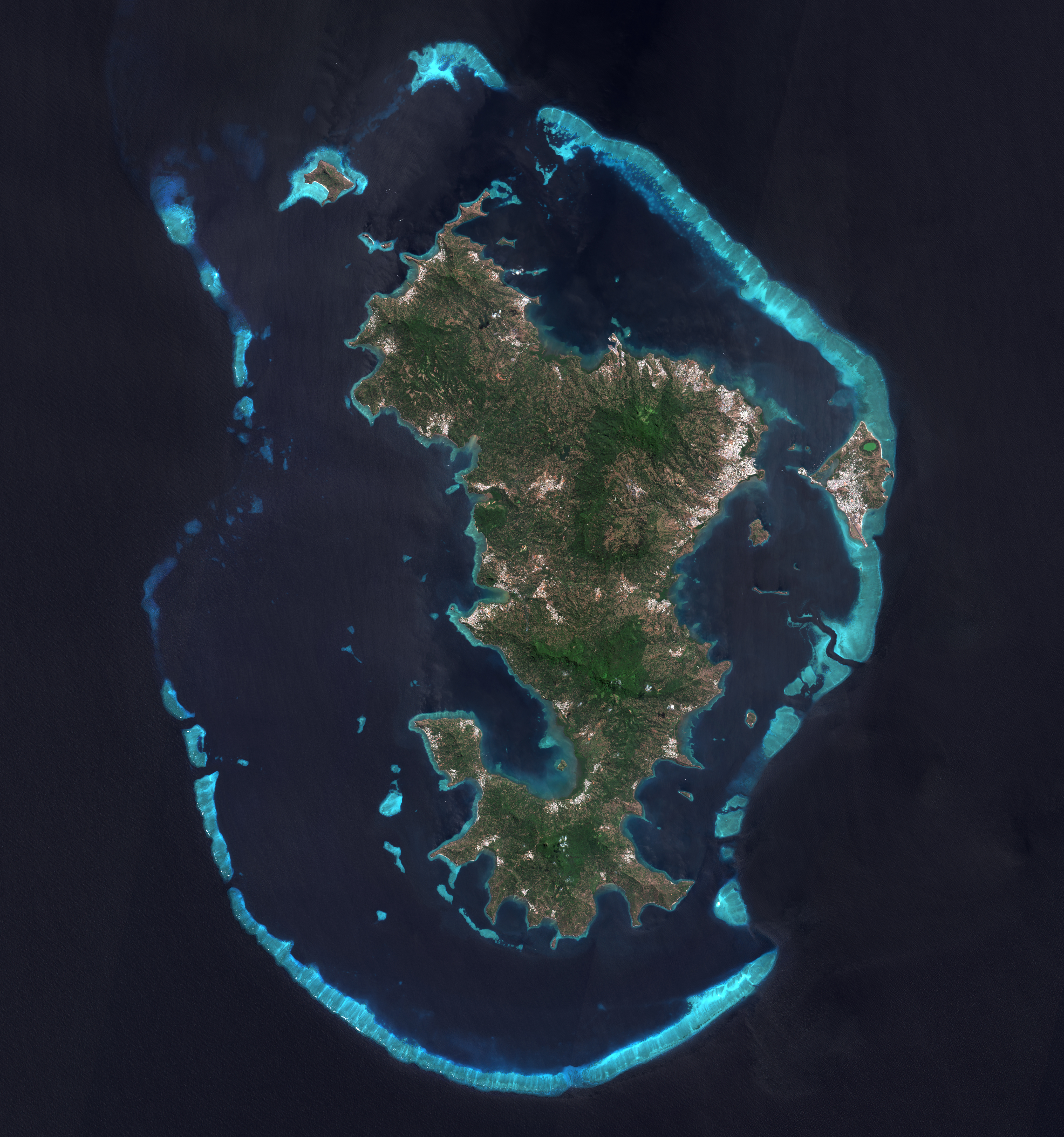
Mayotte vue par le satellite Sentinel 2.

Mayotte (en mahorais : Maoré), officiellement nommée département de Mayotte, est une collectivité territoriale unique d'outre-mer, regroupant les compétences d'une région et celles d'un département, dirigée par le conseil départemental de Mayotte.
Sur le plan géographique, Mayotte fait partie de l'archipel des Comores, dans le Nord du canal du Mozambique (océan Indien) et au nord-ouest de Madagascar,,,,. Mayotte est constituée de deux îles principales, Grande-Terre et Petite-Terre, et de plusieurs autres petites îles dont Mtsamboro, Mbouzi et Bandrélé. Son code départemental officiel est « 976 ».
Depuis août 2023, le chef-lieu du territoire est Mamoudzou, sur Grande-Terre, qui est aussi la ville la plus peuplée de Mayotte (c'était auparavant Dzaoudzi, situé en Petite-Terre),,. Le siège du conseil départemental et les services administratifs de la préfecture sont tous deux à Mamoudzou. Du fait de son statut de département et région d'outre-mer, Mayotte est également une région ultrapériphérique de l'Union européenne. Ses habitants sont appelés les Mahorais et les langues locales sont le mahorais (shimaoré) et le shibushi.
Le 25 avril 1841, sous le règne de Louis-Philippe Ier, le dernier sultan de Mayotte Andriantsoly, menacé par les royaumes voisins, vend son île au royaume de France en échange de sa protection. En 1848, l'île intègre la République française. En 1886, la France établit un protectorat sur le reste de l'archipel des Comores, composé de la Grande Comore, Mohéli et Anjouan qui se retrouvent placées sous la direction du gouverneur de Mayotte. Toutefois, à partir de 1958, l'administration du territoire quitte Mayotte pour Moroni (en Grande Comore), ce qui provoque le mécontentement des Mahorais, qui réclament la départementalisation.
Dans les années 1960 et 1970, Zéna M'Déré et le mouvement des chatouilleuses militent pour le rattachement définitif de Mayotte à la République française. En 1974, la France organise sur l'ensemble de l'archipel des Comores, une Consultation pour que les populations de l'archipel décident d'une éventuelle indépendance, mais les Mahorais ne votant qu'à 36,78 % pour l'indépendance, l’État français décide finalement de considérer le résultat île par île. Une seconde consultation est organisée par la France uniquement à Mayotte en 1976,, qui confirme largement ce choix de la population de demeurer française, au contraire des trois îles qui formeront la République des Comores. À la suite du référendum de 2009, Mayotte devient département et région d'outre-mer (DROM) à assemblée délibérante unique : le conseil départemental exerce également les compétences d'un conseil régional en 2011. En 2014, Mayotte change également de statut au niveau européen, devenant une région ultrapériphérique, et fait depuis partie de l'Union européenne. L'État Comorien revendique toujours la souveraineté sur Mayotte depuis son indépendance,.
Du fait de la forte immigration depuis les Comores voisines, Mayotte a au début des années 2020 la plus forte densité de population de la France d'outre-mer. Elle a aussi le plus fort taux de croissance démographique avec près de cinq enfants par femme en moyenne.
En 2022, le département comptait 310 000 habitants selon le dernier recensement, contre 256 518 habitants en 2017 et 212 645 en 2012, répartis sur 376 km2, soit une densité de plus de 800 habitants par km2.
Ce jeune département, dont la population a quasiment augmenté de moitié en une décennie, doit faire face à des difficultés sociales de taille. Selon un rapport de l'INSEE publié en 2018, 77 % de la population vit sous le seuil de pauvreté national, comparé à 14 % pour la France métropolitaine.
La priorité pour la France est de transformer 40 % des résidences principales, aujourd'hui des cases en tôle, en maisons de bois ou de briques séchées et raccorder les 29 % de ménages mahorais qui n'ont pas l'eau courante. Améliorer toutes les infrastructures, ports et adductions d'eau. Et surtout aider TPE et PME pour aider les 66 % des 15–64 ans chercheurs d'emploi à en trouver un.
Seuls un tiers des actifs ont un emploi,. Le taux de pauvreté défini par ce même rapport est de 84 %. Le niveau de vie médian des habitants de Mayotte est sept fois plus faible qu'au niveau national selon l'Insee. En 2019, avec une croissance démographique de 3,8 %, la moitié de la population avait moins de 17 ans. En outre, en raison de l'arrivée massive des migrants en kwassa kwassa, petits bateaux des passeurs, en provenance des Comores,, chaque année, des centaines de personnes périssent en tentant de rallier les côtes de l'île, de manière illégale, en dépit du danger de la mer, qui est réputée pour être particulièrement périlleuse. De ce fait, plus de 50 % des résidents du département sont des Comoriens ou des Africains de l'est,,.

## Géographie

Carte de Mayotte, l'île-hippocampe.

### Toponymie
Le nom de Mayotte vient du nom portugais « Mayotta », transcription du swahili « Maouti », qu'on dit lui-même calqué sur l'arabe « Jazirat al Mawet » (جزيرة الموت) qui signifie « île de la mort » (probablement en raison de la barrière de corail qui entoure l'île, et a longtemps constitué un danger mortel pour les navires). En shimaoré (dialecte local issu du kiswahili), l'île est appelée «Maoré».
C'est l'île la plus au sud de l'archipel des Comores, en arabe « Jouzour al qamar » (جزرالقمر), c'est-à-dire les « îles de la Lune » — cette étymologie populaire est cependant apocryphe, ce dernier nom venant plutôt de l'ancien nom arabe de Madagascar, « Ķ(u)mr’ » (ce qui en ferait les « îles malgaches »),.
Mayotte est souvent surnommée « l'île aux parfums », du fait de la culture autrefois intense de fleurs odoriférantes, notamment l'ylang-ylang, symbole de l'île. Du fait de sa forme vue du ciel, elle est parfois aussi surnommée «l'île-hippocampe», ou éventuellement «l'île au lagon» selon certaines brochures publicitaires, formule cependant moins spécifique.
Le premier nom européen de Mayotte fut apparemment « île du Saint-Esprit », attribué par les navigateurs portugais au début du XVIe siècle. Cette appellation n'a pas perduré, même si elle a continué de figurer sur les cartes marines jusqu'au XVIIe siècle, associée à une île inexistante au sud de Mayotte et à côté de l'autre île fantôme de « Saint-Christophe » (erreurs probablement liées à la topographie de la péninsule au sud de l'île, aperçue de loin en mer avec une approximation des distances, puis au report sommaire des observations sur une carte d'exploration, mais corrigées seulement en 1665 par John Burston).

### Situation
L'île est la plus orientale de l'archipel des Comores et la plus proche des côtes nord-ouest de Madagascar distantes d'environ 300 km.

### Topographie

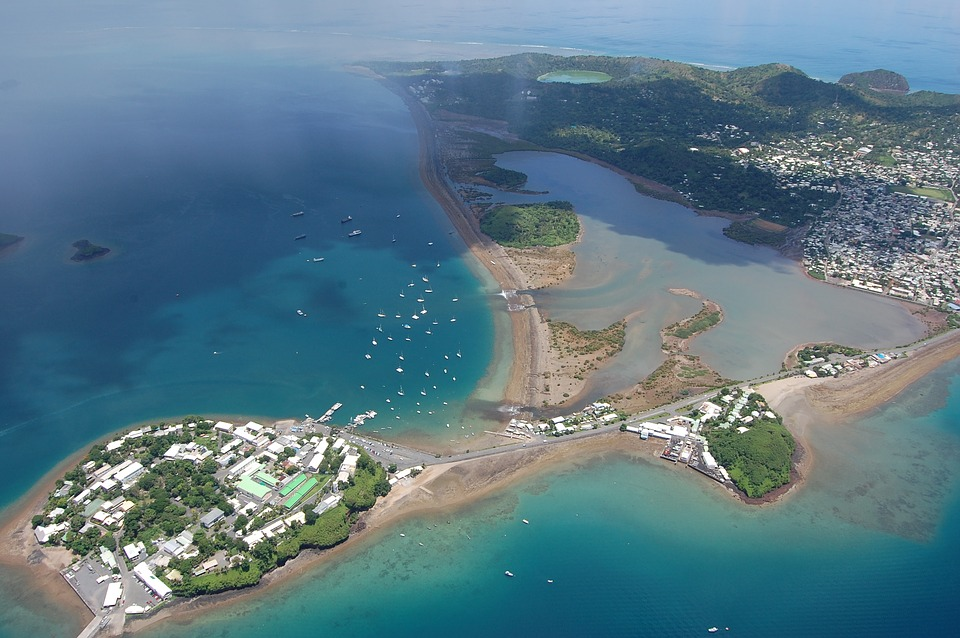
Le rocher de Dzaoudzi, le boulevard des Crabes, la vasière des Badamiers et une partie de Petite-Terre, vus d'avion.

Mayotte est la plus ancienne des quatre grandes îles de l'archipel des Comores, chapelets de terres qui émergent au-dessus d'un relief sous-marin en forme de croissant de lune, dans le Nord du canal du Mozambique, qui sépare Madagascar du continent africain.
Située à 295 km à l'ouest de Madagascar et à 67 km au sud-est d'Anjouan, parfois visible le soir en ombre chinoise, elle est composée de plusieurs îles et îlots couverts d'une végétation exubérante. Les deux plus grandes îles sont Grande-Terre et Petite-Terre, entourées par une barrière de corail vaste et complexe.
Ce récif corallien de 160 km de long entoure un lagon de 1 100 km2, un des plus grands et des plus profonds au monde. On trouve, sur une partie de la barrière de corail, une double barrière qu'il est rare d'observer sur la planète. Il protège des courants marins et de la houle océanique la quasi-totalité de Mayotte, à l'exception d'une douzaine de passes, dont une à l'est appelée « passe en S ». Le lagon, d'une largeur moyenne de 5 à 10 km, a une profondeur pouvant atteindre jusqu'à une centaine de mètres. Il est parsemé d'une centaine d'îlots coralliens comme Mtsamboro. Ce récif procure un abri aux bateaux et à la faune océanique.
L'ensemble des terres émergées de Mayotte couvre une superficie d'environ 380 km2, ce qui en fait de loin le plus petit département d'outre-mer français, derrière la Martinique, déjà trois fois plus grande avec 1 128 km2. Cette surface est cependant difficile à évaluer avec précision, étant donné le nombre de petits îlots inhabités, dont une partie sont totalement sous l'eau à marée haute, mais peuvent révéler des surfaces importantes à marée basse. Les principales îles sont :
- Grande-Terre, 363 km2, qui mesure 39 km de long par 22 km de large. Ses points culminants sont : le mont Bénara ou Mavingoni (660 m), le mont Choungui (594 m), le mont Mtsapéré (572 m) et le mont Combani (477 m). Elle abrite Mamoudzou, qui est la capitale économique de Mayotte et qui abrite le siège du conseil départemental et la préfecture ;
- Petite-Terre (ou îlot Pamanzi), avec Dzaoudzi et Pamandzi (où se situe l'aéroport). Elle fait 11 km2 ;
- l'îlot Mtsamboro, qui est la troisième île par sa dimension (2 km2). Il est habité de façon permanente essentiellement par des pêcheurs ;
- l'îlot Mbouzi (84 ha), classé en réserve naturelle ;
- l'îlot Bandrélé, la cinquième île la plus grande ;
- l'îlot de Sable Blanc, situé à proximité du parc marin de Saziley (aire marine protégée).

Îlots de Mayotte
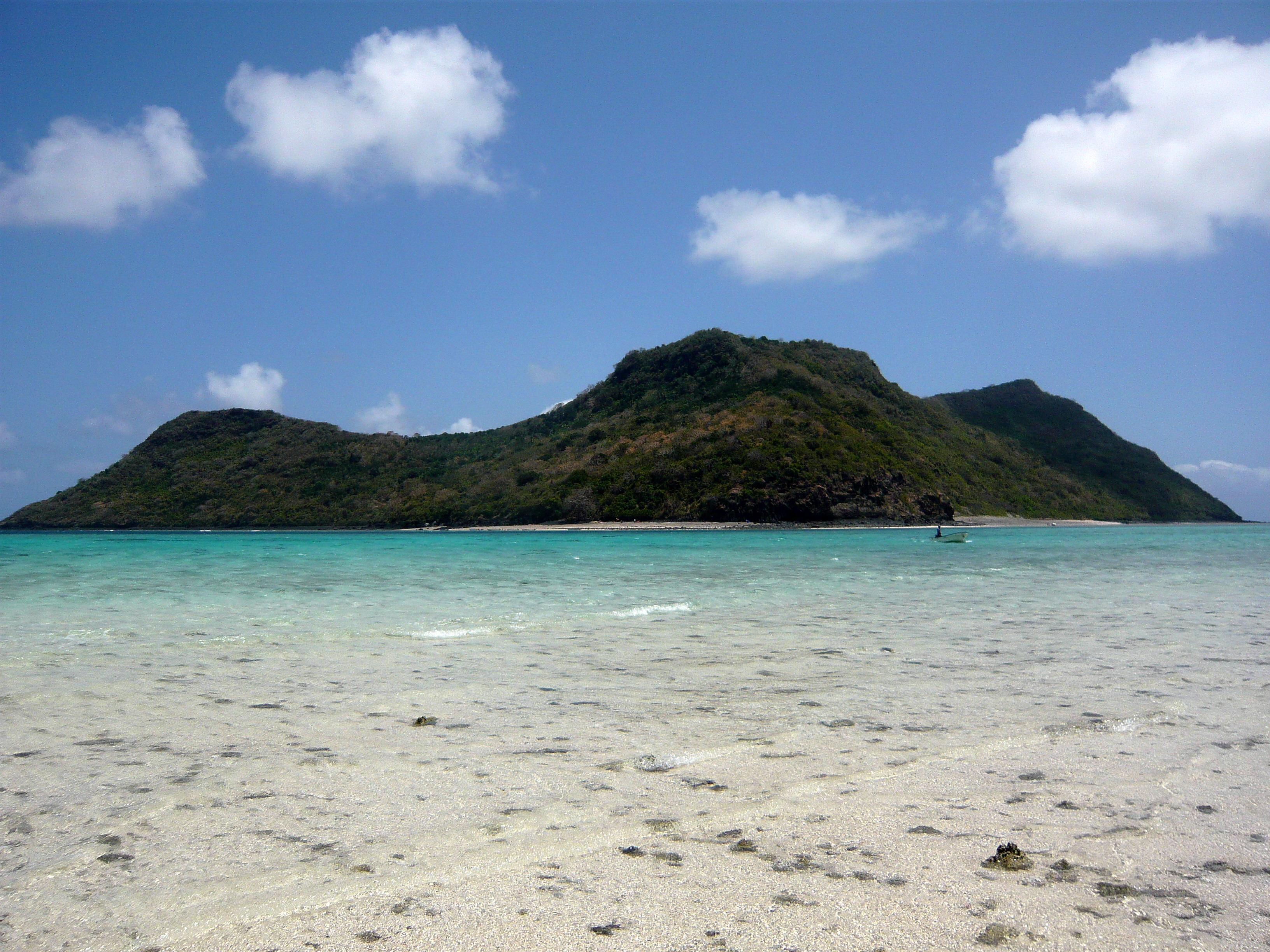
Îlot M'tsamboro.
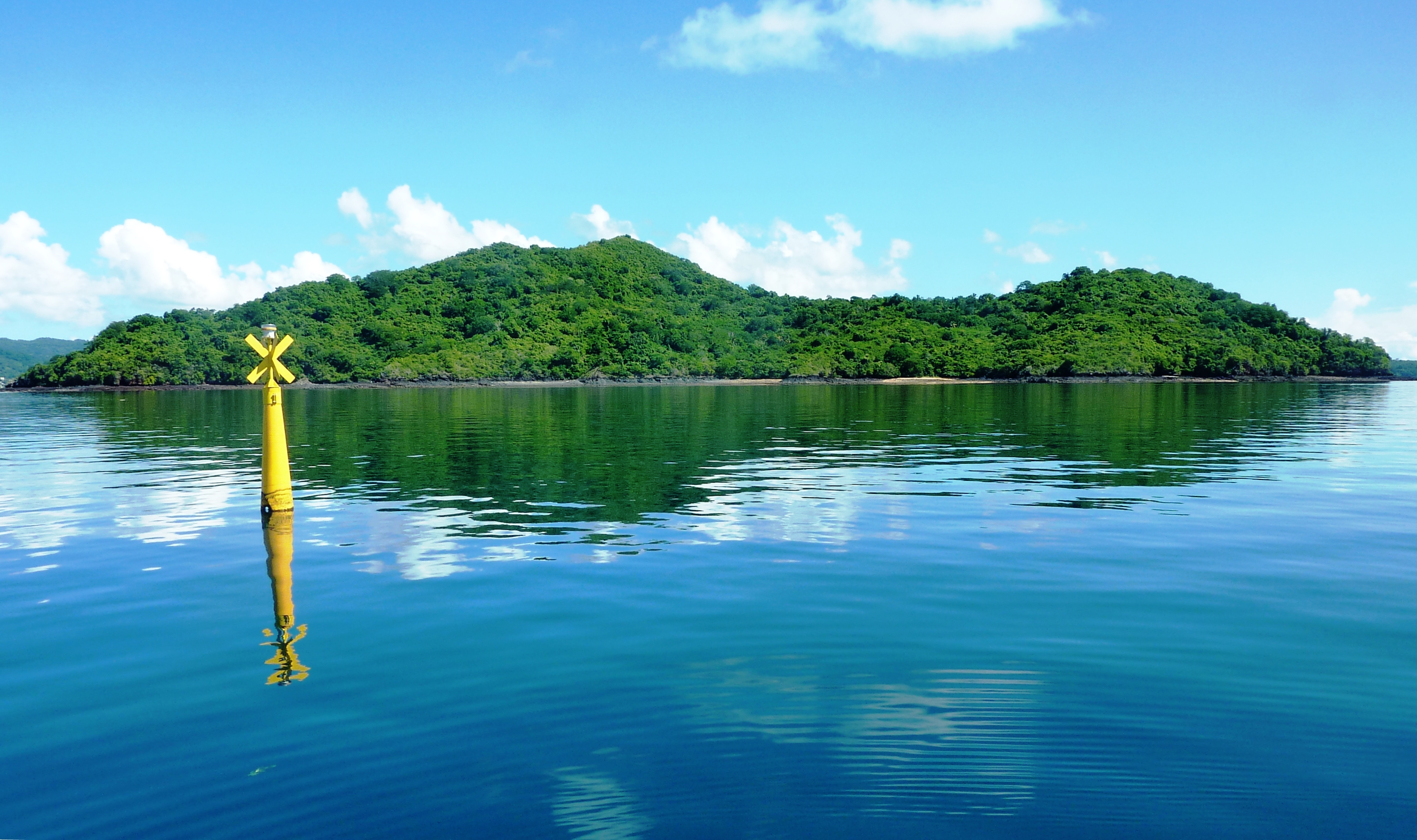
Îlot M'bouzi.
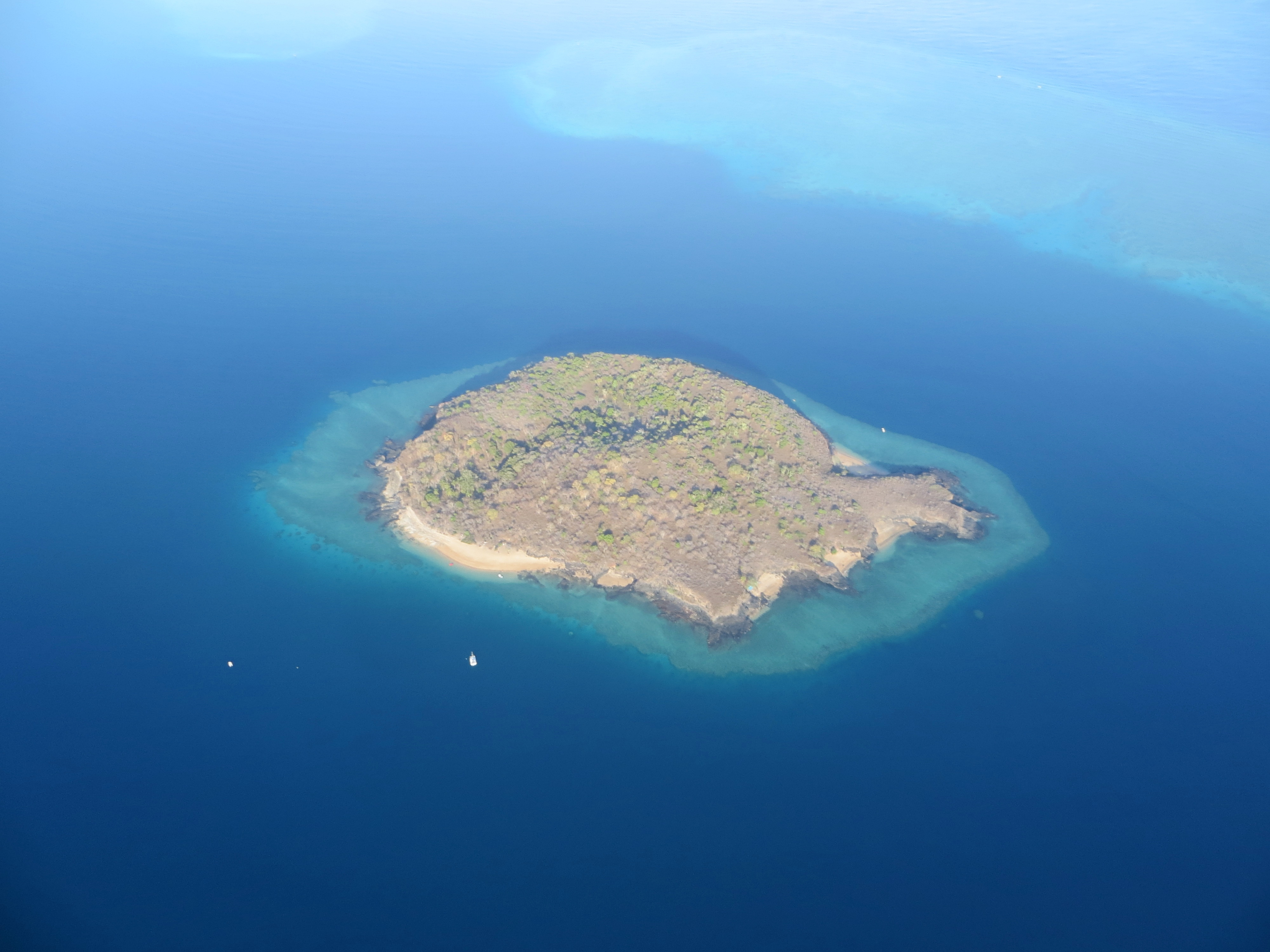
Îlot Bandrélé.
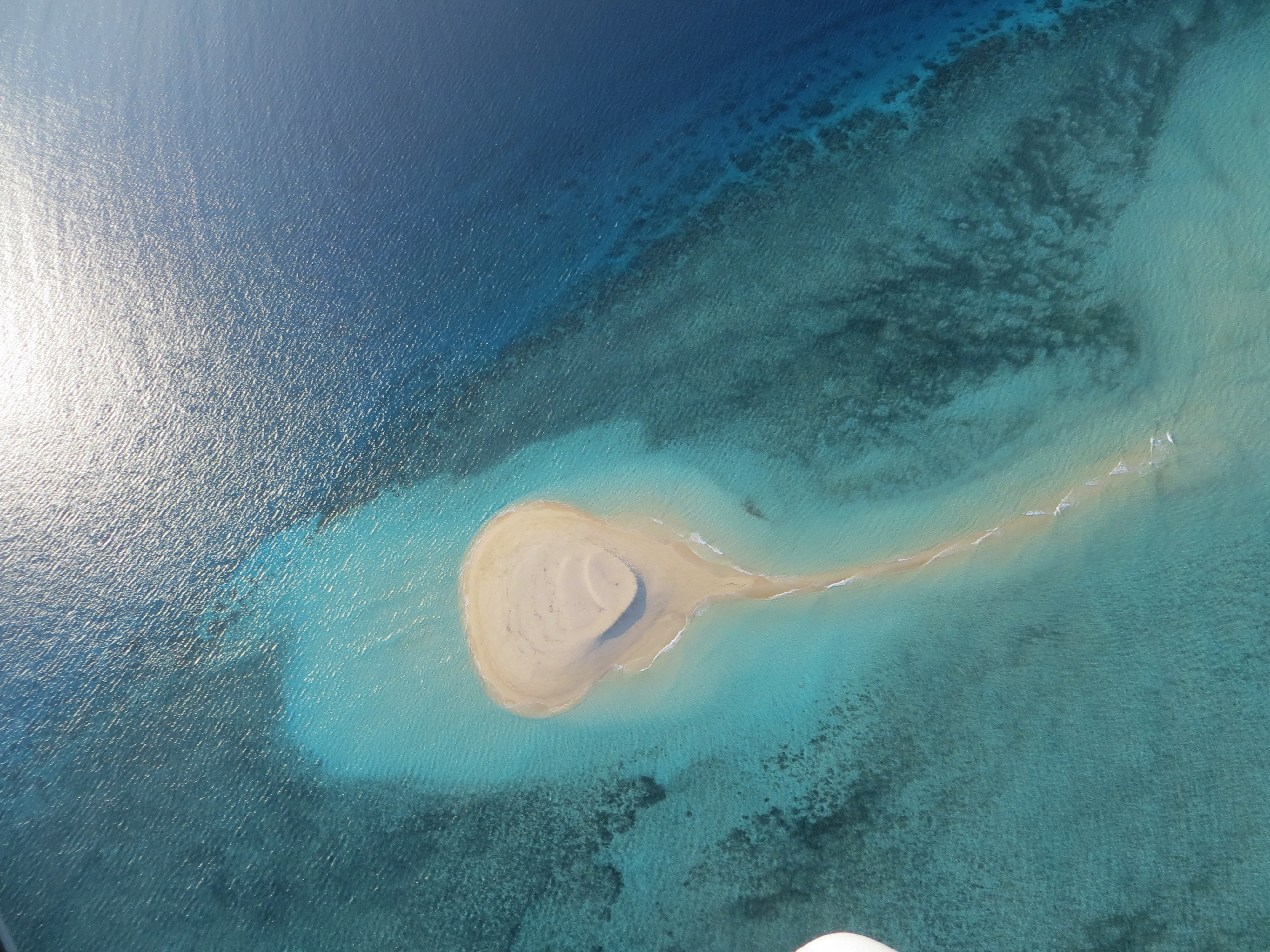
Îlot de Sable Blanc.
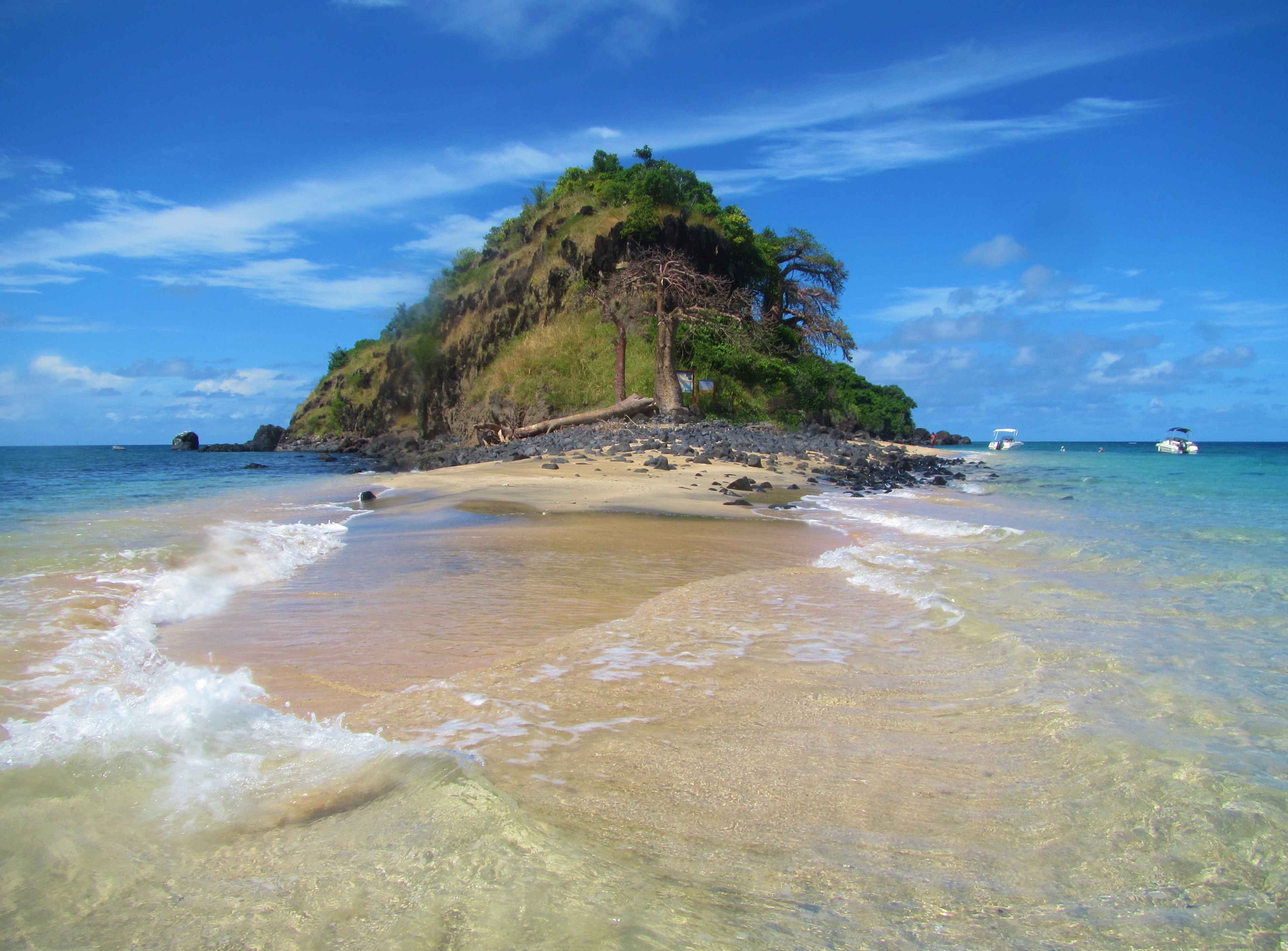
Îlot Bambo.

### Hydrographie
Du fait de la petite taille de l'île, aucun cours d'eau n'est navigable : si certains atteignent parfois ponctuellement un débit impressionnant au plus fort de la mousson, la plupart sont presque totalement à sec pendant la saison sèche.
Mayotte compte deux lacs naturels :
- le lac Dziani, lac de cratère (« maar ») en Petite-Terre, dont les eaux sont impropres à la baignade, car chargées en minéraux marins et volcaniques et saturées de phytoplancton. Sa superficie est d'environ 17,5 ha[44] ;
- le lac Karihani, sur la commune de Tsingoni, seule étendue naturelle d'eau douce permanente[45]. Il s'étend sur une surface de 5 ha en saison des pluies, qui se réduit à 0,25 ha en fin de saison sèche[44].

Il existe aussi un lac artificiel à Doujani (d'origine minière), et deux grandes retenues collinaires (lacs de barrage) servant au pompage d'eau potable : à Combani (1,5 Mio de m3, construite en 1998, voir Tsingoni) et à Dzoumogné (2 Mio de m3, construite en 2001, voir Bandraboua). On compte aussi en Petite-Terre la vasière des Badamiers, étang marin abritant une importante mangrove, qui se connecte à la mer à marée haute.
L'approvisionnement de Mayotte en eau potable est assuré depuis 1977 par la SMAE (Mahoraise des eaux, filiale de Vinci Construction Dom-Tom et rattachée à la Direction Déléguée de l'Océan Indien). Du fait de la population importante, du peu d'eau douce disponible, du faible taux de retenue de cette eau et surtout des aléas de la saison des pluies, des pénuries d'eau douce peuvent parfois avoir lieu, comme la pénurie d'eau de 2016-2017. 80 % des eaux potables sont issues d'eaux captées en surface (principalement les deux retenues collinaires), 18% proviennent de forages profonds et 2 % d'une station de dessalement d'eau de mer installée en Petite-Terre. Les infrastructures étant loin d'être suffisantes pour satisfaire une demande en croissance forte (+10 % par an), plusieurs grands projets sont à l'étude, notamment une troisième retenue collinaire qui aurait dû voir le jour à l'horizon 2022.

### Climat

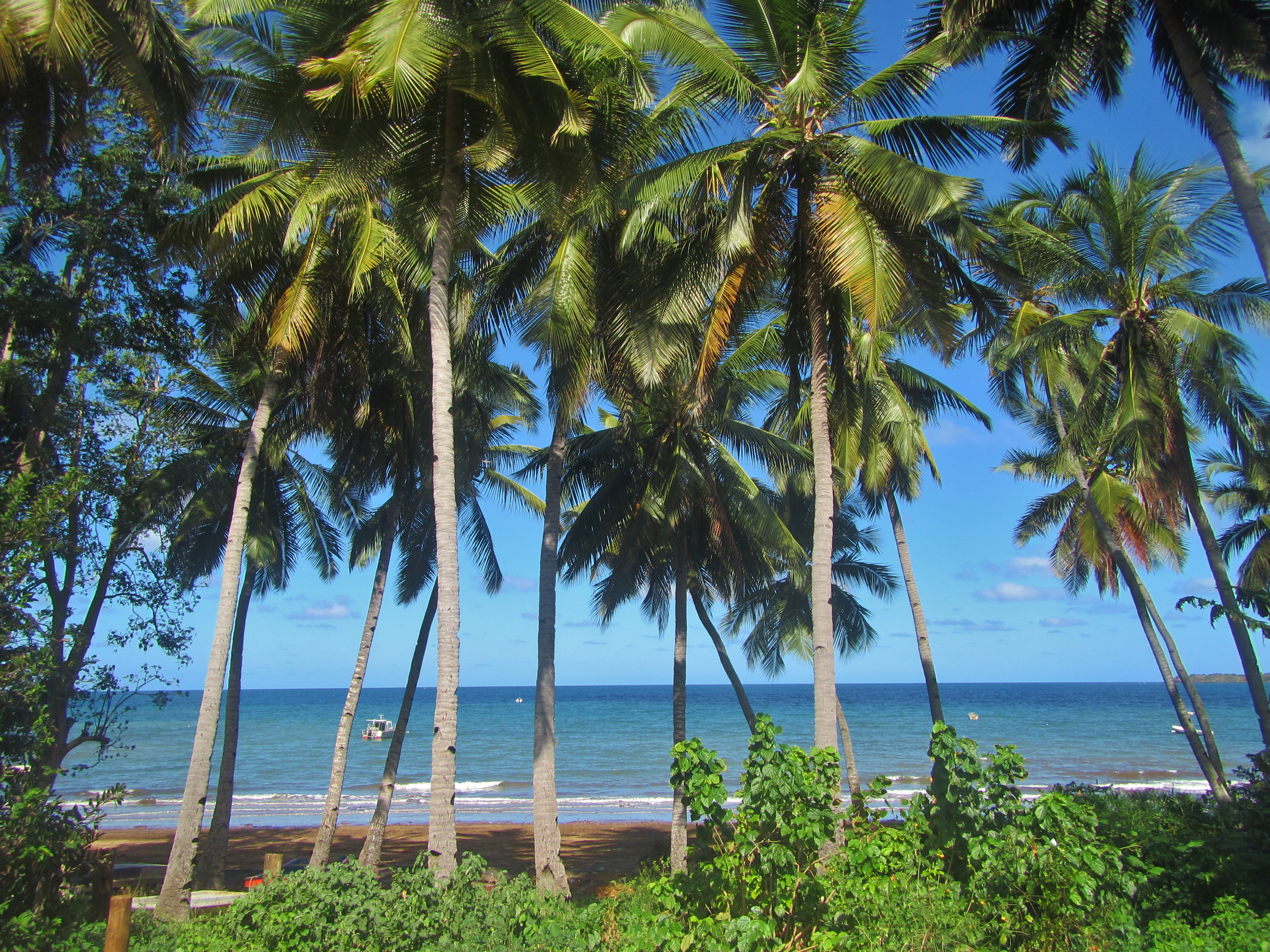
Le climat de Mayotte est résolument tropical (d'alizé maritime).

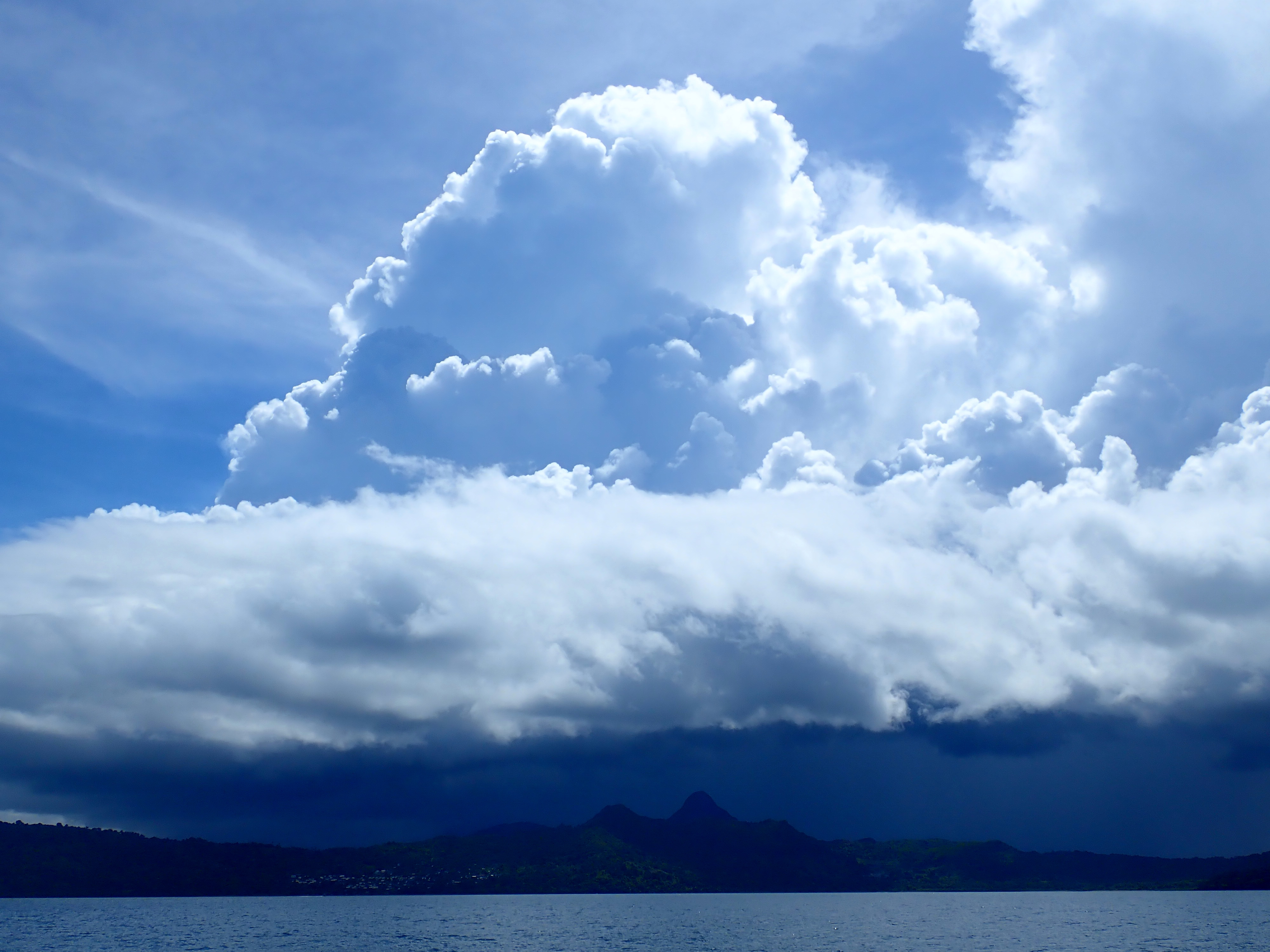
La saison des pluies (février 2018).

Le climat est tropical d'alizé maritime. Les températures moyennes oscillent entre 23 et 30 °C (25,6 °C de moyenne annuelle) et le taux d'hygrométrie dépasse souvent 85 %. On distingue deux principales saisons séparées par deux intersaisons plus brèves :
- la saison des pluies ou kashkasini, qui s'étale officiellement du 1er novembre au 30 avril[50], avec un cœur de mousson de décembre à mars, culminant en janvier. La température moyenne est de 27,4 °C. L'humidité s'élève à 85 % le jour et à 95 % la nuit. Les fortes précipitations sont apportées par les vents de Nord-Est. Dzaoudzi reçoit ainsi plus d'un mètre d'eau durant une année dont 80 % pendant la saison des pluies[41], et les inondations sont fréquentes, notamment dans la région de Mamoudzou. Cette saison se distingue par l'abondance des fruits tropicaux et une verdure couvrant toute l'île ;
- la saison sèche ou kussini, qui s'étale de juin à septembre. La saison est plus sèche et les alizés apparaissent. La température moyenne est de 24,7 °C. Les légumes prennent la place des fruits, l'herbe sèche et certains arbres (notamment les baobabs) perdent leurs feuilles ;
- l'intersaison d'avril à mai ou matulahi. Les températures chutent et les précipitations se font plus rares ;
- l'intersaison d'octobre à novembre ou m'gnombéni. les températures et l'humidité augmentent. C'est la période des plantations (manioc, bananes, maïs…). Les arbres fleurissent.

Les vents dominants selon les saisons sèches et humides sont l'alizé du Sud-Ouest et la mousson du Nord-Ouest. La température de la mer oscille autour de 25,6 °C, mais peut dépasser 30 °C à la saison la plus chaude.
Les cyclones tropicaux, accrus tout au long de leur parcours par la chaleur échangée avec les eaux maritimes de surface chaudes, sont assez rares à Mayotte, protégée par Madagascar. Cependant, il arrive parfois que certaines dépressions parviennent à contourner l'île-continent, et elles peuvent alors dévaster végétation et habitations ; ainsi, les cyclones de 1819, 1829 (avec l'effondrement du mont Kwale), 1836, 1858, 1864, 1898 (deux fois), 1920, 1934, 1950, 1962, 1975, 1978, d'avril 1984 (Kamisy, qui dévaste l'île) ou de janvier 1987 ont presque rasé l'île et fait des centaines de victimes,.
Le premier cyclone significatif du XXIe siècle est Chido, qui frappe l'île le 14 décembre 2024, avec des pointes de vents enregistrées à 226 km/h : c'est le plus puissant depuis 1934, qui rase complètement les bidonvilles et une partie des habitations, ainsi qu'une grande partie de la végétation. Le préfet de Mayotte craint des centaines de morts.

### Environnement et patrimoine naturel

#### Environnement terrestre
Mayotte est une île tropicale pourvue d'une biodiversité sensationnelle : en particulier, la flore mahoraise est une des plus riches au monde par rapport à la superficie de l'île, avec au moins 1 300 espèces recensées dont la moitié sont indigènes ou endémiques. 5 577 ha (soit environ 15 % de la surface de l'île) ont le statut de « réserves forestières », protégeant la quasi-totalité des forêts naturelles humides — protection essentiellement théorique cependant, la déforestation sauvage étant importante.
À proximité des herbiers à tortues et de leurs plages, poussent des baobabs Adansonia digitata qui abritent parfois des colonies de roussettes, une chauve-souris géante et frugivore. Certains de ces baobabs ont été datés par les scientifiques à plus de 400 ans ; Mayotte et Madagascar sont par ailleurs les seules terres au monde à héberger plusieurs espèces de baobabs. Les paysages les plus préservés se trouvent dans le sud de la Grande-Terre, notamment à la pointe de Saziley ou à N’Gouja, et également dans l'est de Petite Terre. Les estuaires et certaines baies abritent également d'importantes mangroves, avec pas moins de 7 espèces différentes de palétuviers.
Dans les forêts et agro-forêts de l'archipel, le lémur brun ou « maki de Mayotte », lémurien agile qui se nourrit de fruits et de feuilles, vit en groupe de sept à douze individus, parfois plus dans les zones où il est nourri par les touristes. Ces animaux ont vraisemblablement été importés par les premières populations humaines pour servir de gibier, tout comme le tangue ou hérisson malgache. On peut aussi croiser, plus rarement, la civette malgache. Seules 15 espèces de mammifères sont présentes sur l'île, probablement toutes importées par l'Homme, à l'exception des chauves-souris.
On dénombre environ 140 espèces d'oiseaux à Mayotte, la plupart typiques des terres africaines et malgaches voisines, comme le martin triste, la grande Aigrette ou encore le paille-en-queue et le crabier blanc, espèce en danger critique d'extinction.
Quant aux reptiles, on en compte à Mayotte environ 18 espèces, avec notamment plusieurs espèces de geckos dont le beau mais invasif Gecko diurne à poussière d'or (Phelsuma laticauda), de nombreux scinques et des caméléons, ainsi que quelques petits serpents endémiques (inoffensifs), essentiellement dans les montagnes – dont au moins une espèce endémique, Madatyphlops eudelini. Les amphibiens sont représentés par deux espèces de grenouilles.
Chez les invertébrés, on recense à l'heure actuelle 23 espèces de mollusques terrestres (escargots et limaces), 116 espèces de papillons (dont 12 endémiques), 38 espèces de libellules, 50 espèces d'orthoptères (grillons, criquets et sauterelles, dont 31 endémiques), et 150 espèces de coléoptères.
Mayotte est très riche en biodiversité végétale et compte de nombreuses espèces endémiques ou très rares, comme le Namoulohna (Foetidia comorensis), le Foudi de Mayotte (Foudia eminentissima algondae) ou encore l'arbuste Eugenia chounguiensis, qui n'est connu que du Mont Choungui.
Toutefois, la forêt primaire y régresse au profit des cultures et des habitations, pour ne plus couvrir que 5 % de l'île, le reste étant dévolu à l'agriculture (légale ou non) et aux espèces introduites ou invasives.
Cette déforestation engendre des risques d'instabilité pour les terrains et le littoral ainsi qu'une pollution et dégradation du lagon, alors que la pression foncière et la démographie ne cessent de croître. Au rythme actuel de déforestation, la totalité des forêts naturelles de Mayotte risque de disparaître d'ici trente ans selon l'association Les Naturalistes de Mayotte qui surveille l'évolution écologique de l'île. C'est notamment pour enrayer ce phénomène qu'est créé en 2021 une « réserve naturelle nationale des forêts », visant à protéger la forêt primaire de Mayotte sur 2 801 hectares répartie sur six massifs forestiers qui s'étendent sur 11 des 17 communes du département.

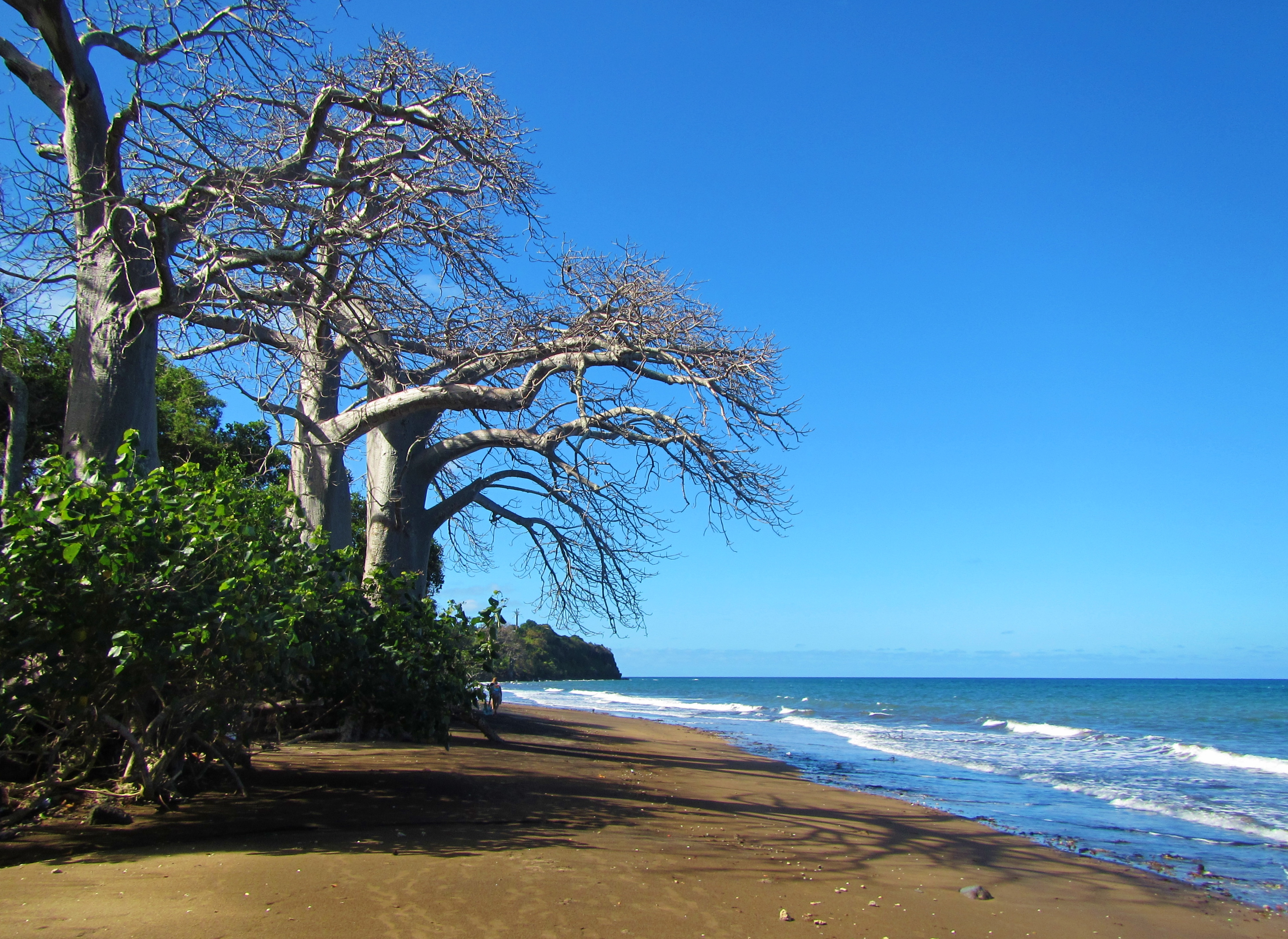
Plage de Sakouli et ses baobabs.
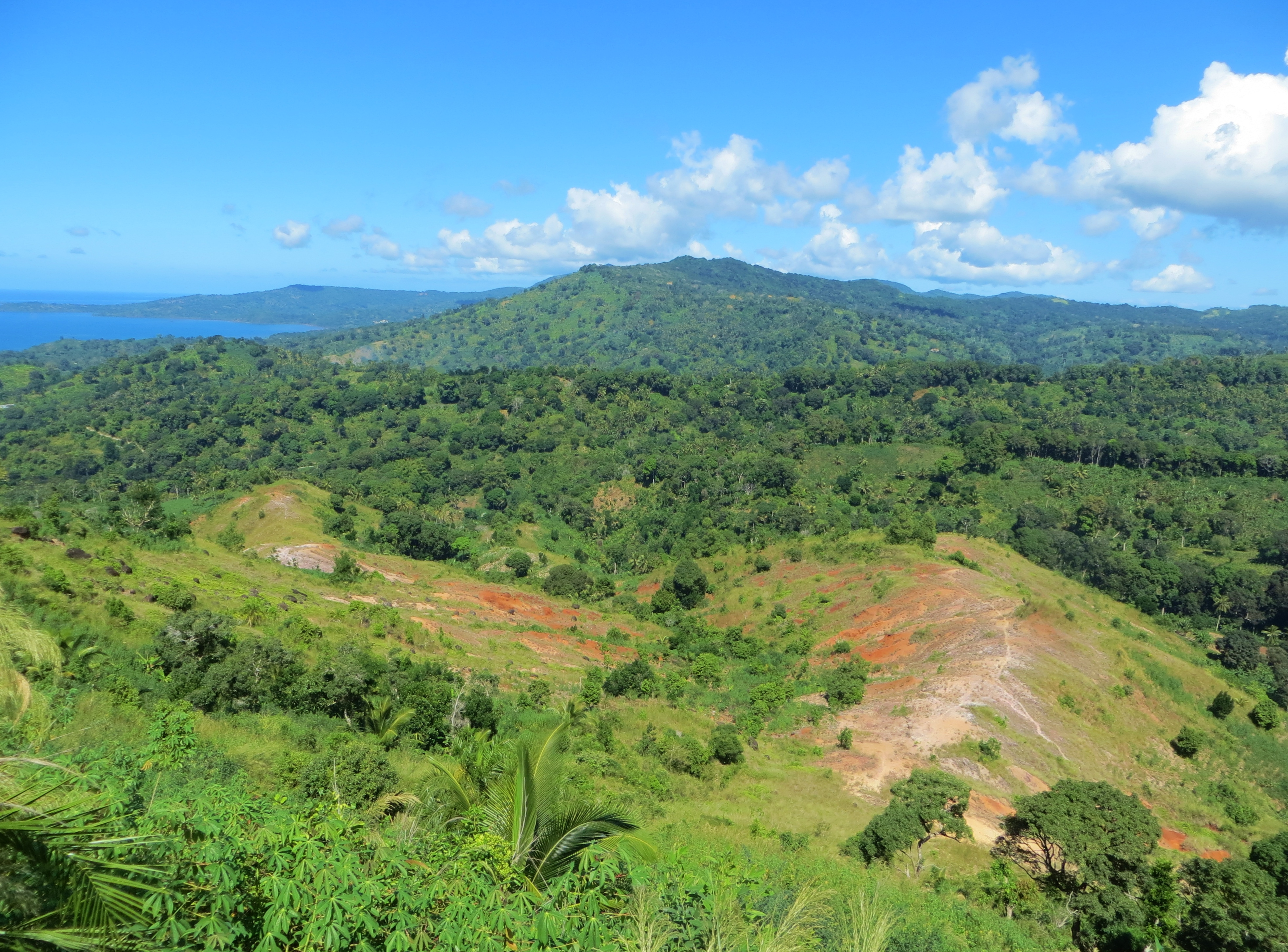
Paysages de padzas surplombant Passamaïnty.
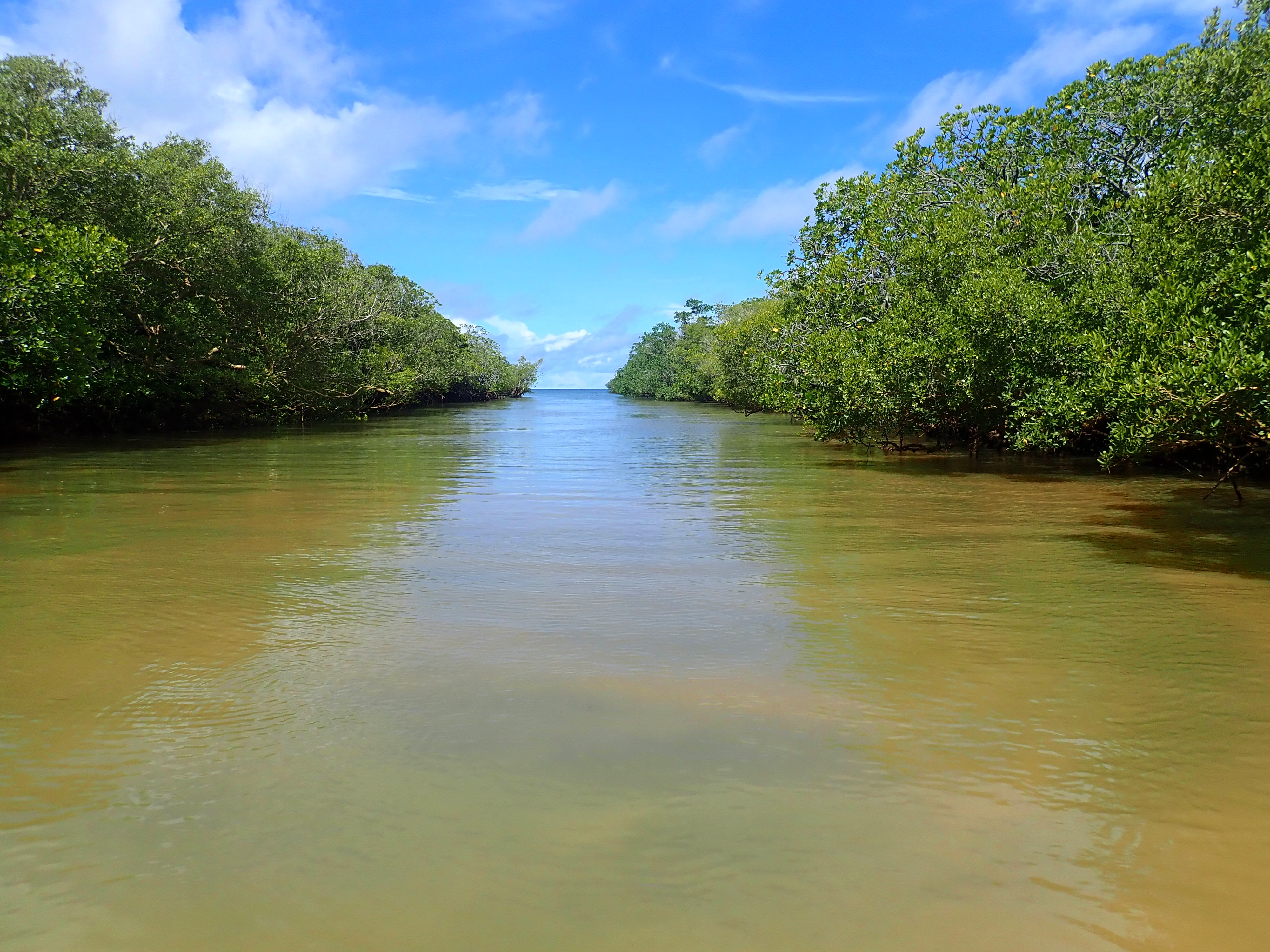
Mangrove à Hajangoua.
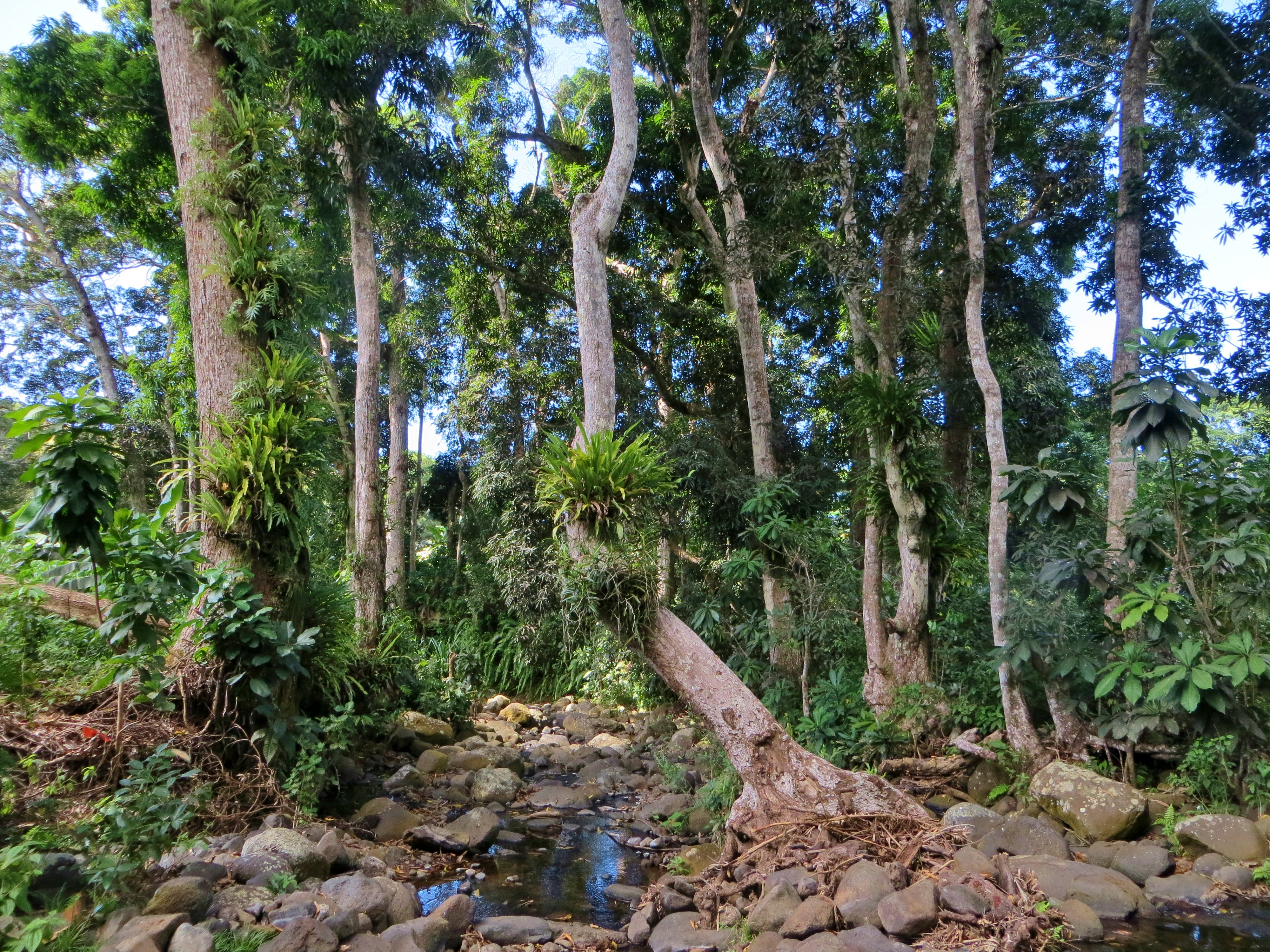
Ripisylve tropicale caractéristique à Mayotte, avec de grands manguiers couverts d'épiphytes.
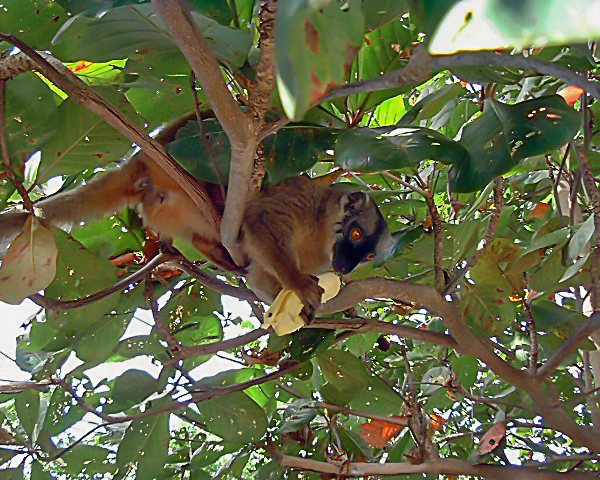
Un maki de Mayotte (Eulemur fulvus mayottensis).

#### Environnement marin
Le récif corallien de Mayotte est particulièrement spectaculaire, et détenteur de plusieurs records probables, comme celui de plus grand lagon du monde, du plus profond, et de l'un des seuls à disposer d'une double barrière. La barrière corallienne externe est longue de 195 km de long, abritant 1 500 km2 de lagon, dont 7,3 km2 de mangrove. On y trouve entre 250 et 300 espèces de coraux différentes, 760 espèces de poissons tropicaux, et l'Inventaire national du patrimoine naturel recense 3 616 espèces marines, mais ce chiffre est probablement très loin du compte réel, de nombreux groupes n'ayant pas encore fait l'objet d'un inventaire significatif. Cette région du monde étant encore bien mal inventoriée par les scientifiques, les eaux de Mayotte continuent de receler de nombreuses espèces inconnues de la science, et permettent des découvertes scientifiques importantes chaque année.
Les eaux chaudes du lagon accueillent chaque hiver austral des baleines accoucheuses vivant sur leurs réserves de graisses antarctiques, puis leurs petits en lactation, et accueillent plus de vingt espèces de mammifères marins, soit un quart des espèces connues (ce qui est exceptionnel), dont de très nombreux bancs de dauphins.
Mayotte héberge encore une petite population de dugongs (la seule de France), estimée à moins de dix individus, et donc en danger critique d'extinction, qui fait l'objet depuis 2021 d'un plan national d'action.
Parmi les autres espèces emblématiques du lagon, on compte aussi la raie manta de récif, particulièrement présente d'avril à juin. Treize autres grandes espèces de raies sont également présentes (raies aigle, raies pastenague…). Au moins 24 espèces de requins sont aussi présentes, mais les rencontres sont rares et aucun accident n'a jamais été à déplorer sur le territoire.
Cinq espèces de tortues marines sont recensées à Mayotte, et plusieurs (tortue verte et tortue imbriquée essentiellement) viennent pondre sur les plages : haut lieu de ponte des tortues vertes, Mayotte comptabilise chaque année environ 4 000 « montées » de tortues venues pondre leurs œufs dans le sable d'au moins 150 des plages de Mayotte. Les tortues marines et les mammifères marins emblématiques du lagon sont protégés.
Quelques espèces de poissons et de gros coquillages sont également protégées, et il existe des saisons légales de pêche pour les crustacés et des fermetures temporaires pour la pêche au poulpe (« pwedza »).
Le lagon est nourricier pour les poissons. Les mangroves jouent un rôle de nettoyage écologique, entravant l'écoulement des sédiments, augmentant la densité animale et végétale, notamment des espèces piscicoles au stade juvénile.
Mayotte compte quatre aires marines protégées (où la pêche et les activités destructrices sont interdites) : le parc marin de Saziley, la passe en S (réserve de pêche intégrale), la zone de protection du site naturel de N’Gouja et la réserve naturelle nationale de l'îlot Mbouzi. L'ensemble de l'île et des eaux qui l'environnent est sous la protection du parc naturel marin de Mayotte, qui ne constitue pas une aire marine protégée mais une « aire d'adhésion » où les activités potentiellement nuisibles à l'environnement sont soumises à l'approbation du conseil de gestion.

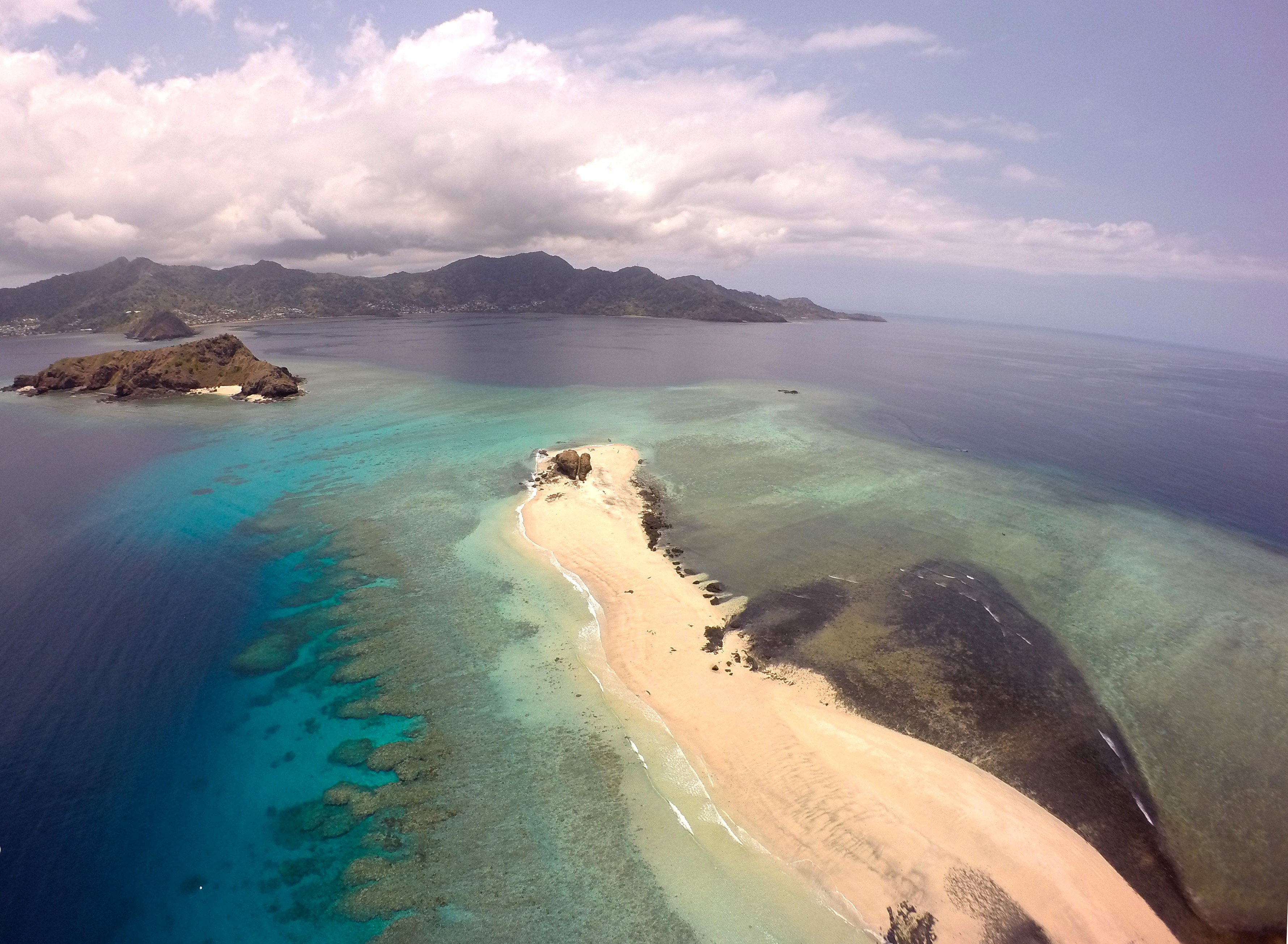
Îlots choisils et récif frangeant.
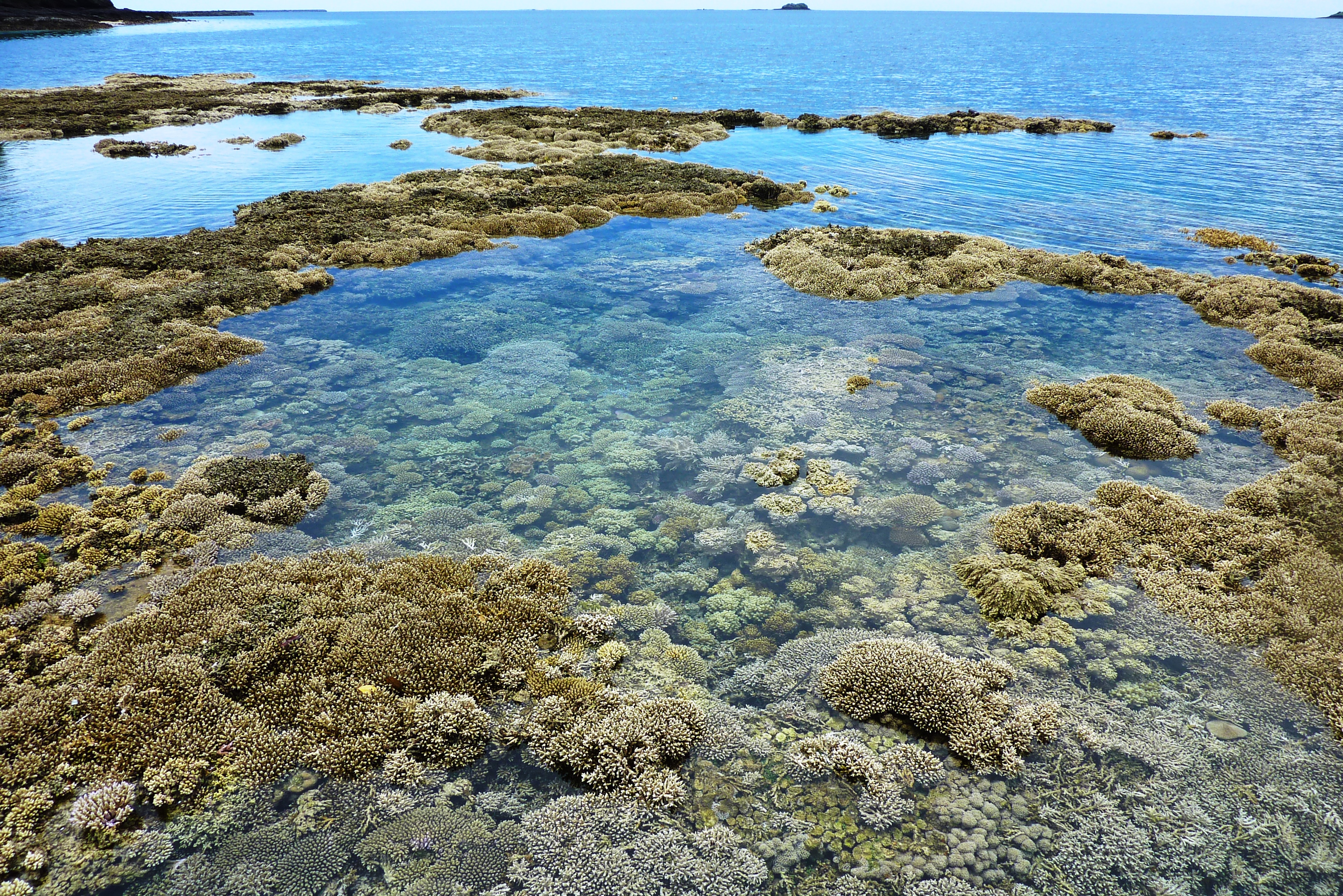
Le récif corallien découvert, à marée basse (îlot M'Bouzi).
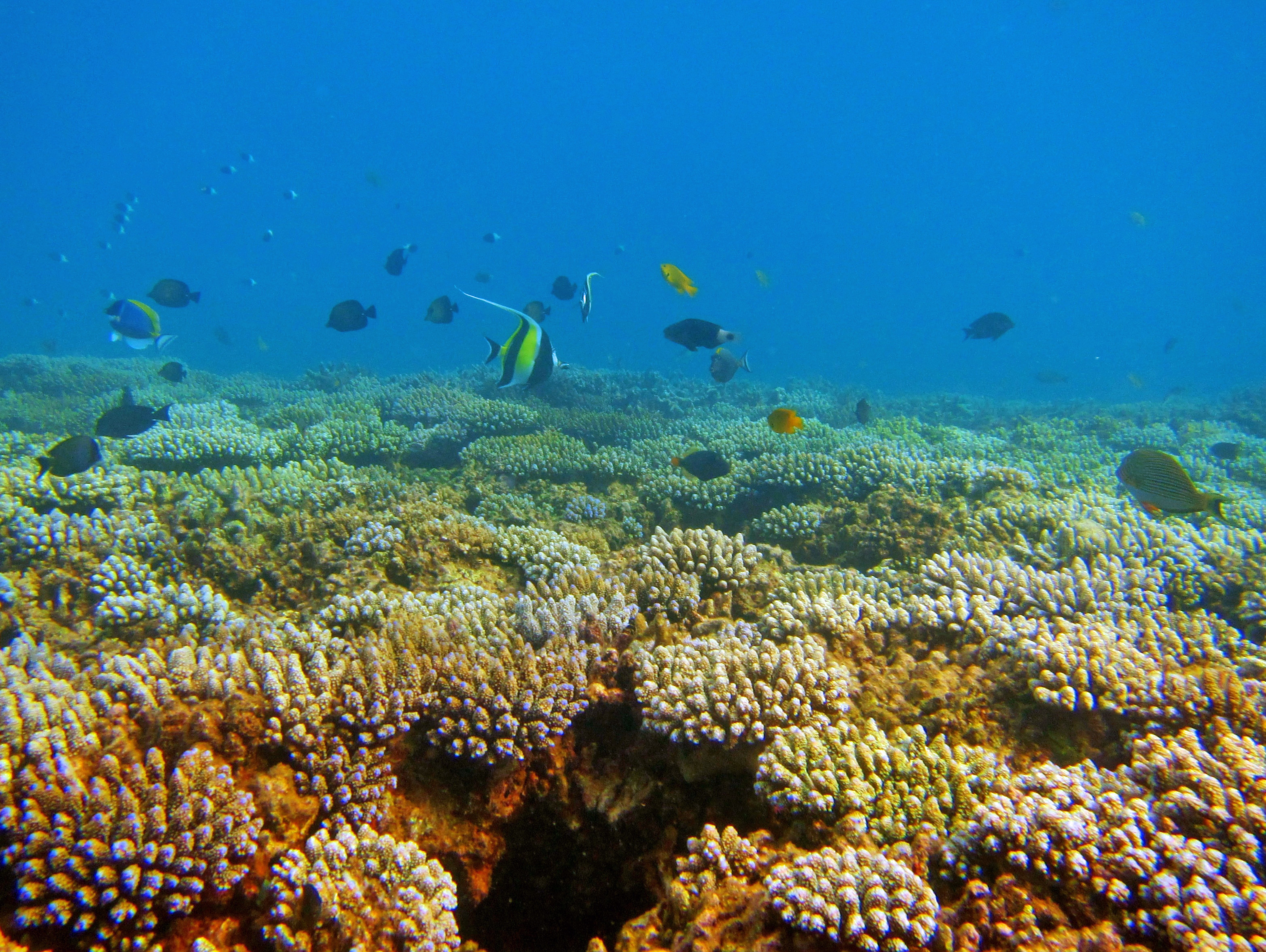
Le récif de corail frangeant à la plage de Sakouli.
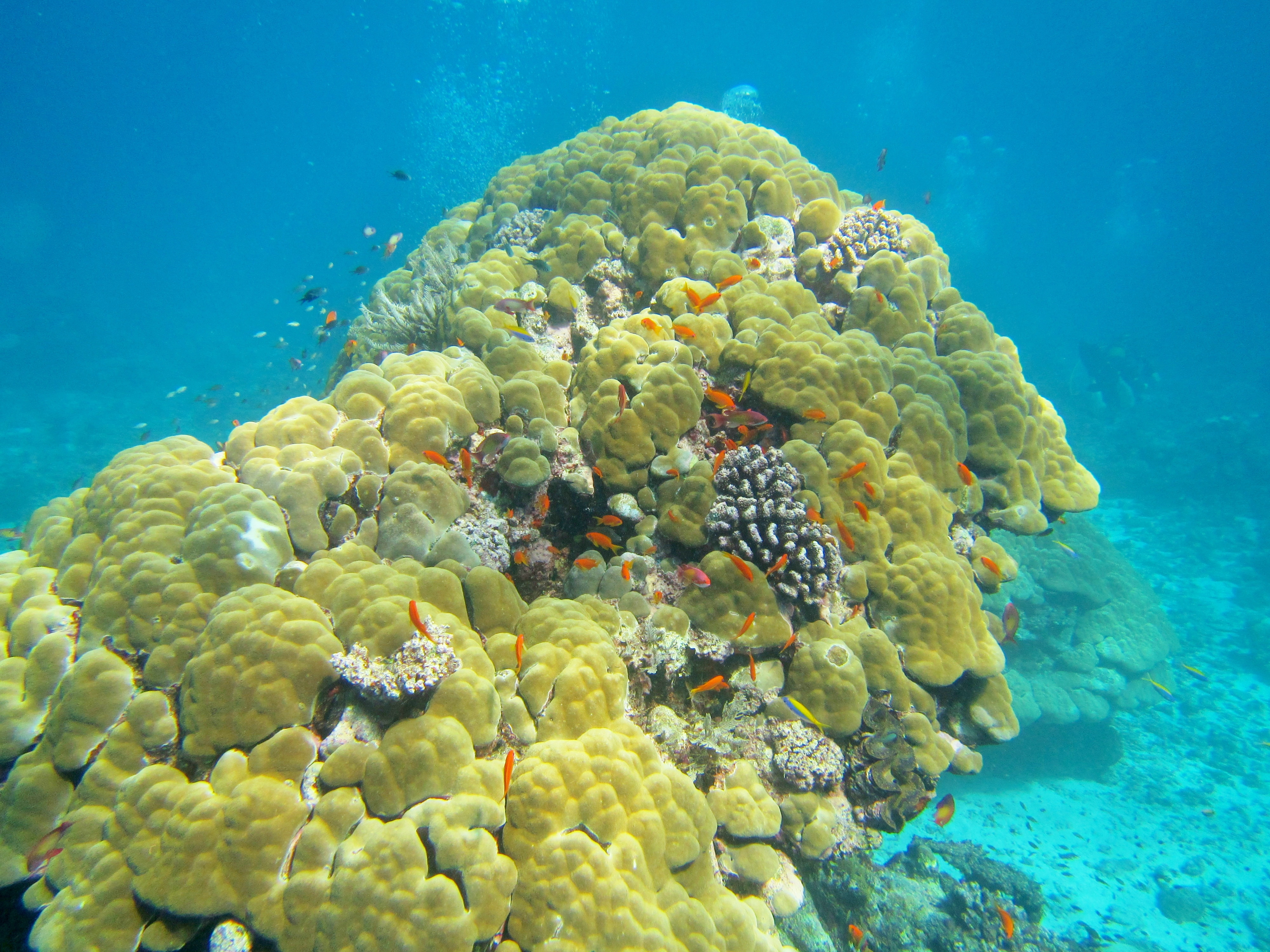
Une très vieille colonie de corail (Porites) sur la barrière ouest.
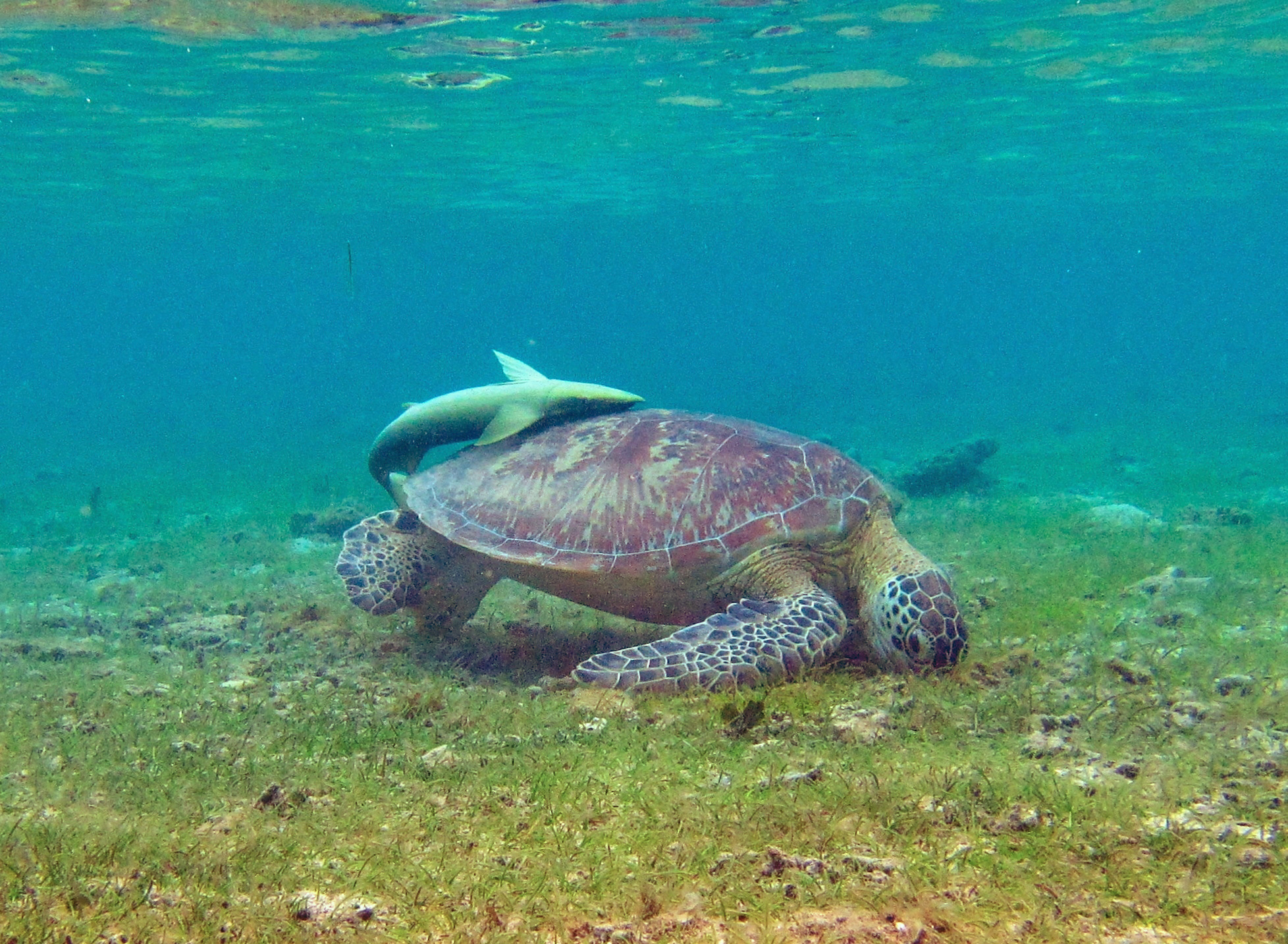
Une tortue verte (Chelonia mydas) à N’Gouja.

#### Menaces

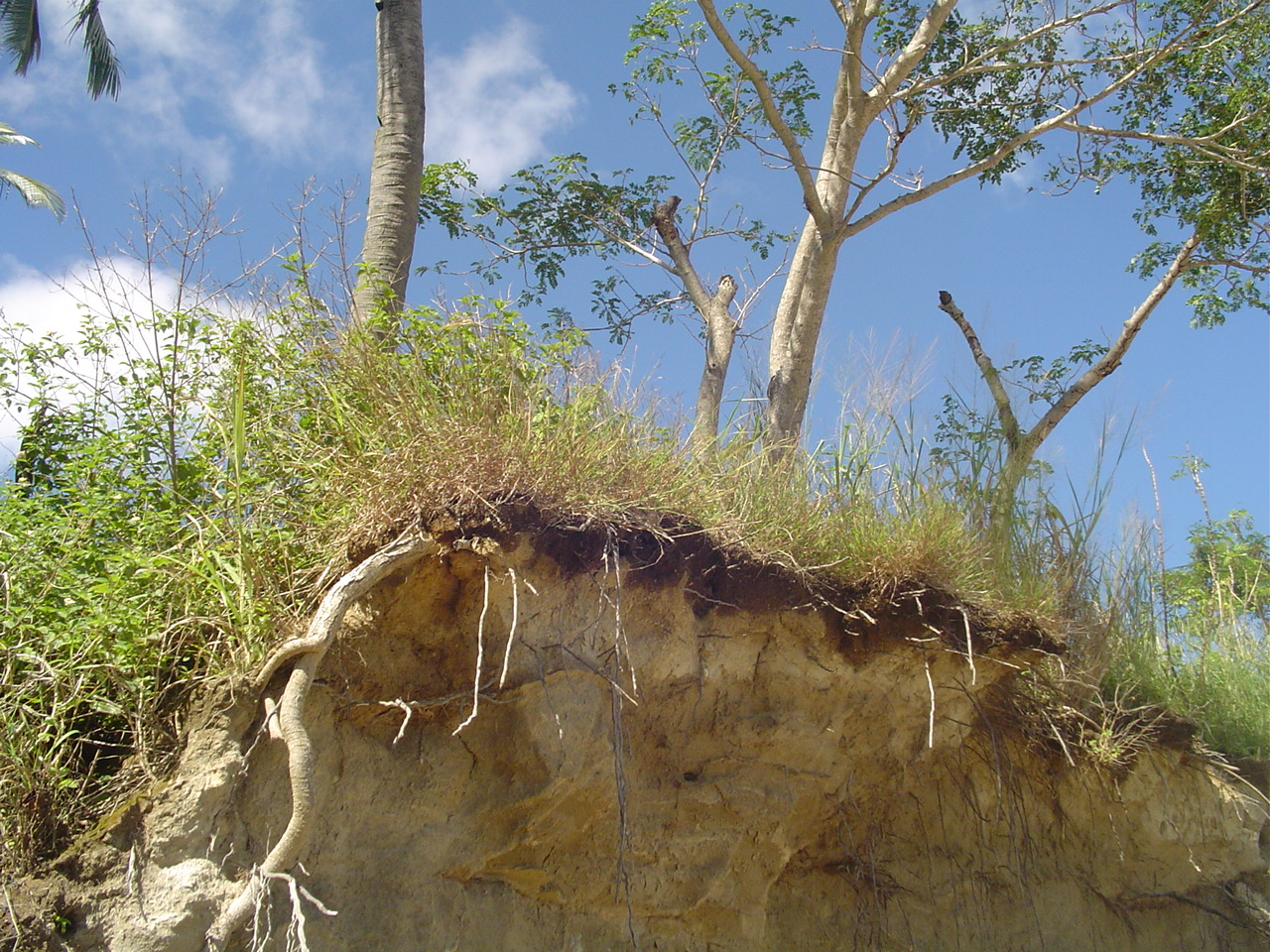
Érosion des sols (Petite-Terre). La terre ruisselle jusqu'au lagon et étouffe le corail.

Mayotte est un haut lieu de biodiversité terrestre et marine. Cependant, cet assemblage est particulièrement vulnérable face à la surpopulation humaine et aux mauvaises pratiques qui l'accompagnent. Les chercheurs estiment que le lagon de Mayotte était un des plus beaux au monde jusque dans les années 1970, mais qu'il a commencé à se dégrader à partir de 1978, avec un envasement progressif et une importante mortalité du corail sur de larges zones, même si son état actuel en fait sans doute toujours le lagon corallien le plus riche de tous les départements d'outre-mer français.
Les menaces qui pèsent sur l'écosystème sont notamment les espèces introduites et éventuellement invasives, avec risques croissants d'invasion biologique, la fragmentation par les routes, qui dégradent l'intégrité écologique de l'île, la dégradation des récifs coralliens par la pollution et par accumulations de sédiments terrigènes (déjà plusieurs kilomètres carrés sont dégradés dans les lagons de Mayotte, à la suite de la destruction des forêts qui protégeaient les sols de l'érosion). Bien que les taux de pesticides mesurés dans l'eau soient (en 2011) moindres qu'en métropole (mais plus élevés qu'en Guyane), les engrais et pesticides, comme le DDT, peuvent aussi être emportés par les eaux pluviales et favoriser, voire rendre permanent, le blanchissement des coraux (coral bleaching), d'autant plus qu'une partie de ces pesticides sont de dangereux produits de contrebande importés des pays voisins, et utilisés sans aucune précaution par des agriculteurs souvent illettrés.
Depuis 2018, un total de 470 espèces sont protégées par arrêté préfectoral : 220 espèces animales (marines ou terrestres) et 250 espèces végétales.
La collecte de coquillages (industrielle dans les années 1970), la pêche excessive, certaines activités extractives (sable corallien), l'agriculture et la divagation d'animaux peuvent aussi avoir des impacts négatifs. Si les derniers dugongs sont désormais relativement bien surveillés, le braconnage des tortues marines est encore féroce à Mayotte,, où on estime que 10 % des tortues venant pondre sur les plages succombent sous les coups de machette des braconniers. Le braconnage ou la pêche déraisonnable touchent également les requins, certains mollusques et les concombres de mer.
L'agriculture sauvage sur brûlis, très répandue, y compris dans les zones forestières classées, met en grave danger les écosystèmes terrestres et marins de l'île. Des arrêtés préfectoraux ont interdit ces pratiques (notamment en 2017), mais ne sont pratiquement pas appliqués par manque de contrôle et de surveillance par l'ONF.
Le problème des déchets est crucial pour l'avenir de l'île, en matière de tourisme, d'écologie et de santé publique. Un problème accentué par différents facteurs : le caractère insulaire et vallonné, la forte densité de population (plus de 500 habitants au km2 en moyenne), l'absence d'un dispositif de collecte approprié (déchetteries, valorisation des déchets, poubelles et containers suffisants…) et un cadrage institutionnel récent (code de l'environnement, plans de gestion des déchets…).
L'épuration des eaux est également très insuffisante, et une grande partie des égouts est déversée directement dans la mangrove.
La perturbation chimique des eaux marines a aussi entraîné des invasions biologiques, notamment par l'étoile dévoreuse de corail Acanthaster planci à partir des années 1980.
Un travail compliqué (au sens des enjeux, budgets et problématiques à croiser pour un tel territoire) est donc à faire, notamment de restauration des milieux écologiques (mangroves, cours d'eau), de nettoyage des abords des routes et des décharges, d'éducation de la population à l'environnement, et d'urbanisme,.
Le parc naturel marin de Mayotte a été créé le 18 janvier 2010 : c'est le premier parc naturel marin créé en France d'outre-mer, couvrant l'ensemble de la zone économique exclusive (68 381 km2). La pêche est autorisée dans les eaux du parc, selon certaines régulations, et des réserves intégrales existent également, comme celle de la « passe en S ». Depuis 2014, les opérateurs marins sont signataires d'une « charte des opérateurs nautiques de Mayotte pour le respect des mammifères marins et de leurs habitats ».
Niveau terrestre, la réserve naturelle nationale des forêts est instituée en 2021, interdisant toute activité touchant la faune et la flore sauvages sur 2 801 hectares de forêt protégée (et en particulier l'agriculture et la coupe de bois) ; l'apiculture y est réglementée, et la randonnée est autorisée sur les chemins balisés.

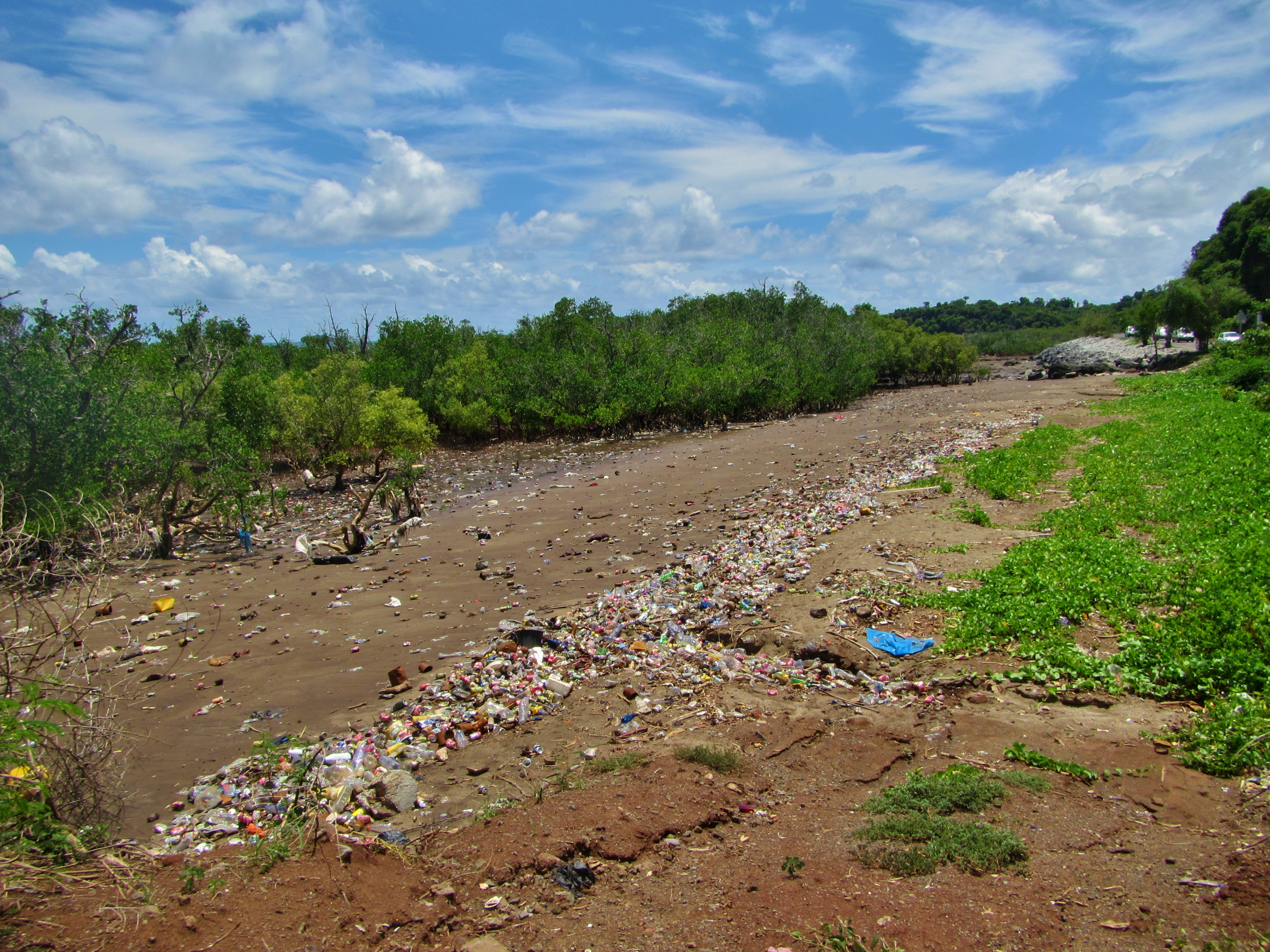
Exemple de plage polluée par des ordures, à Majicavo. L'éducation environnementale est un défi à Mayotte.
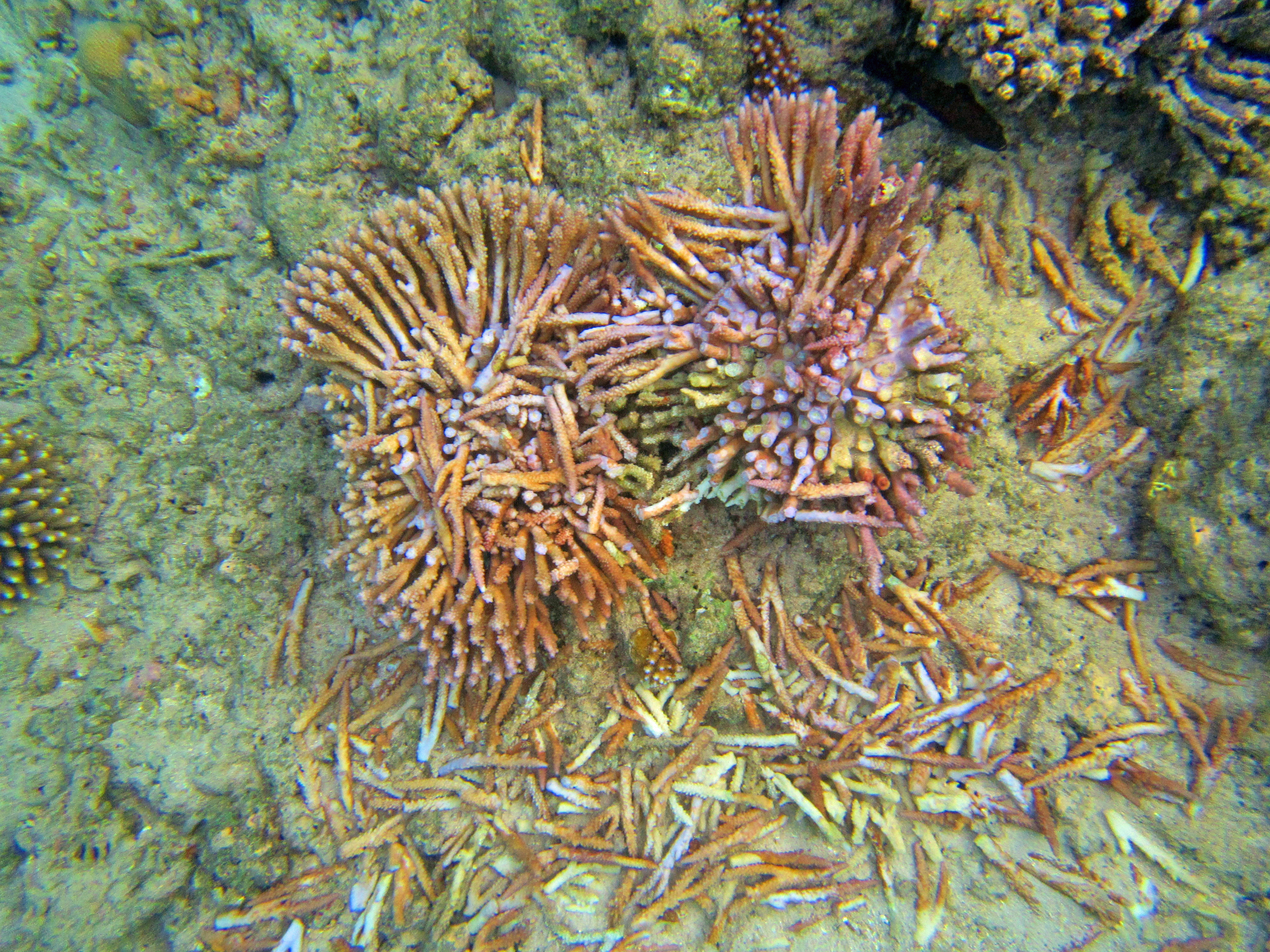
Colonie de corail fracassée, par une ancre ou par un baigneur maladroit. Si elle survit, elle mettra plusieurs longues années à se reconstituer.
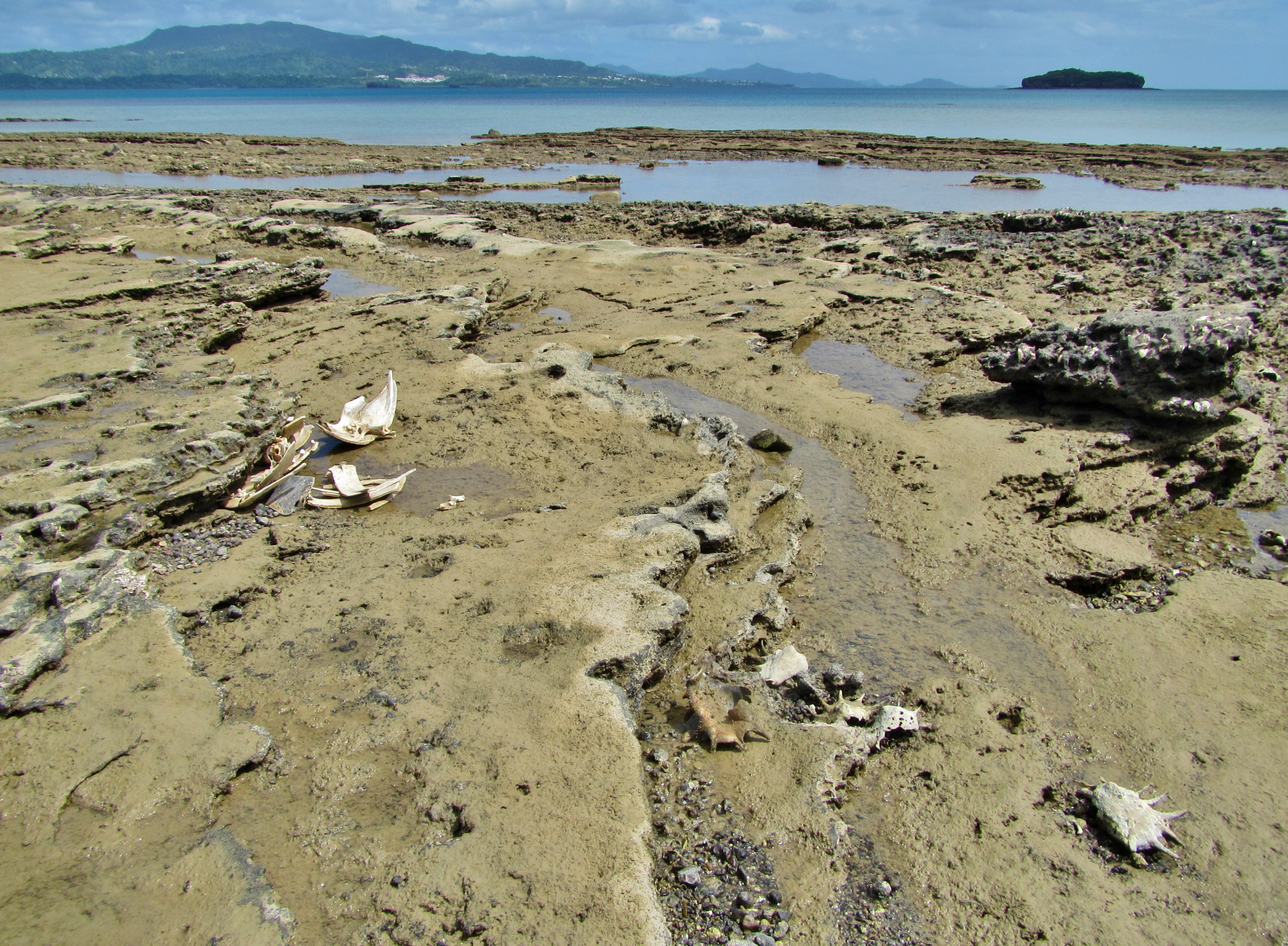
Restes d'une scène de braconnage à Petite-Terre. On voit une carcasse de tortue verte et des coquilles éclatées de strombes.
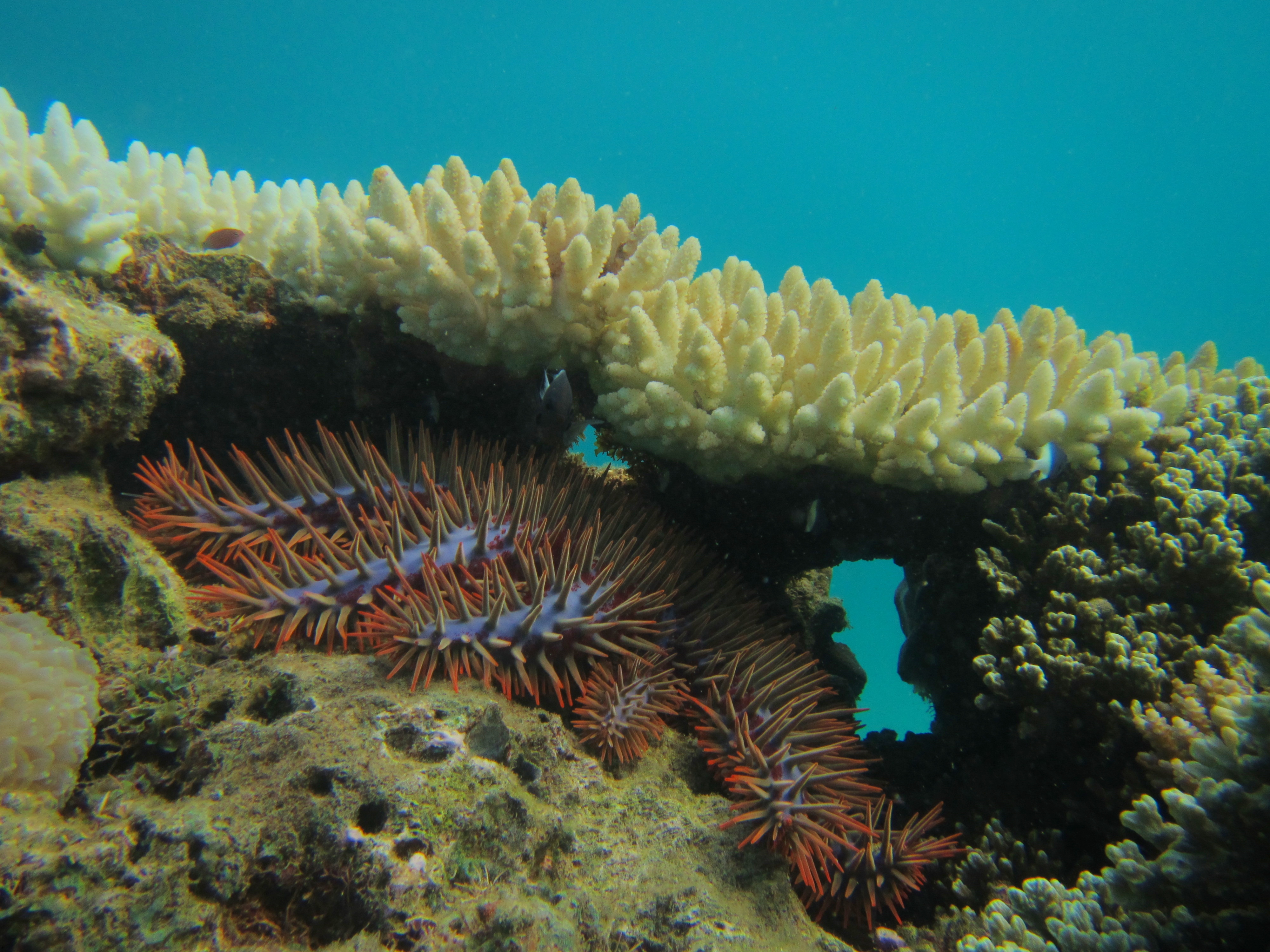
Étoile dévoreuse de corail à Bandrélé. À la suite de perturbations écologiques, elle peut être sujette à des invasions destructrices, comme en 2011.
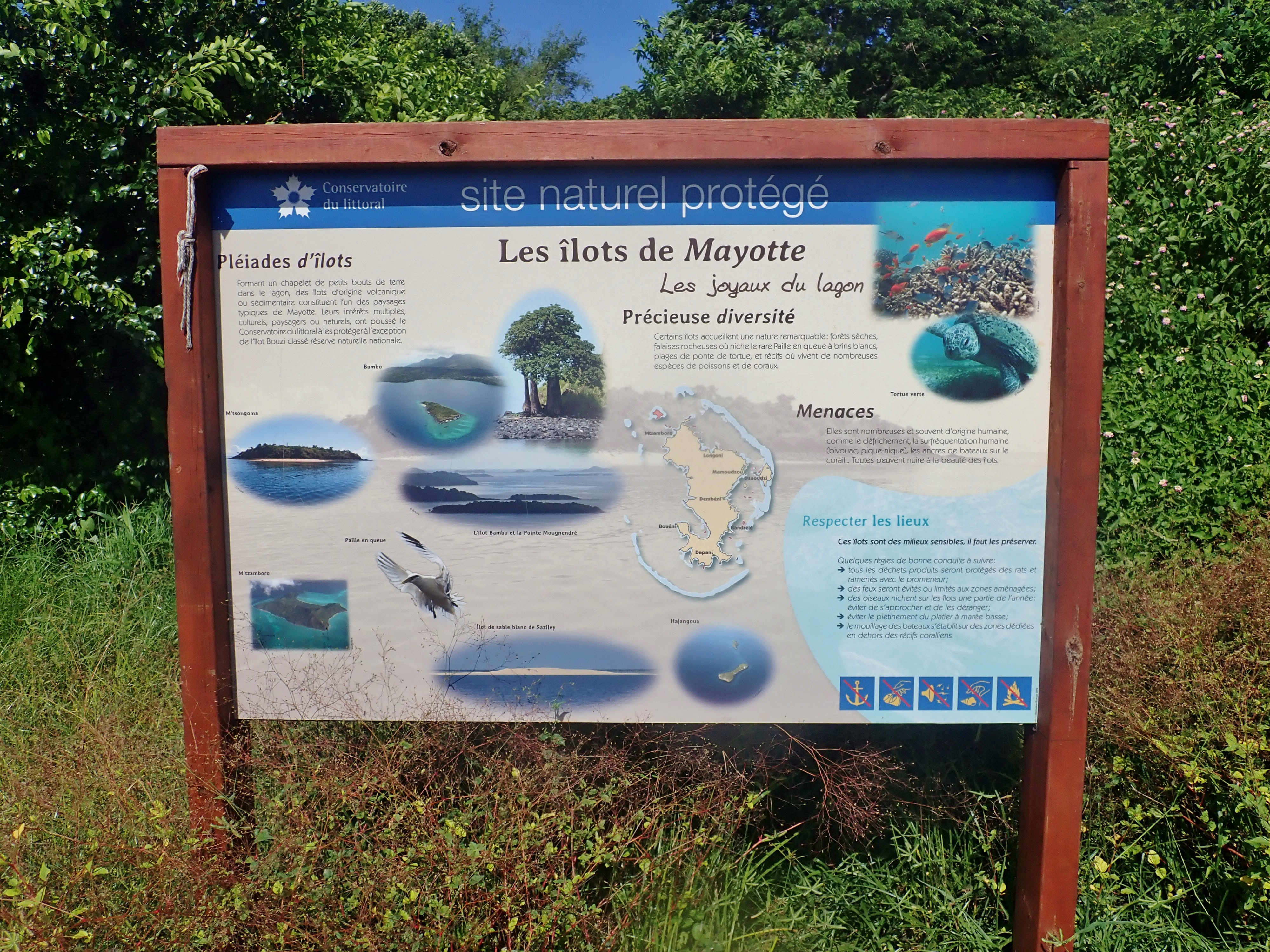
Panneau de réglementation environnementale à destination des usagers des îlots de Mayotte.

## Géologie

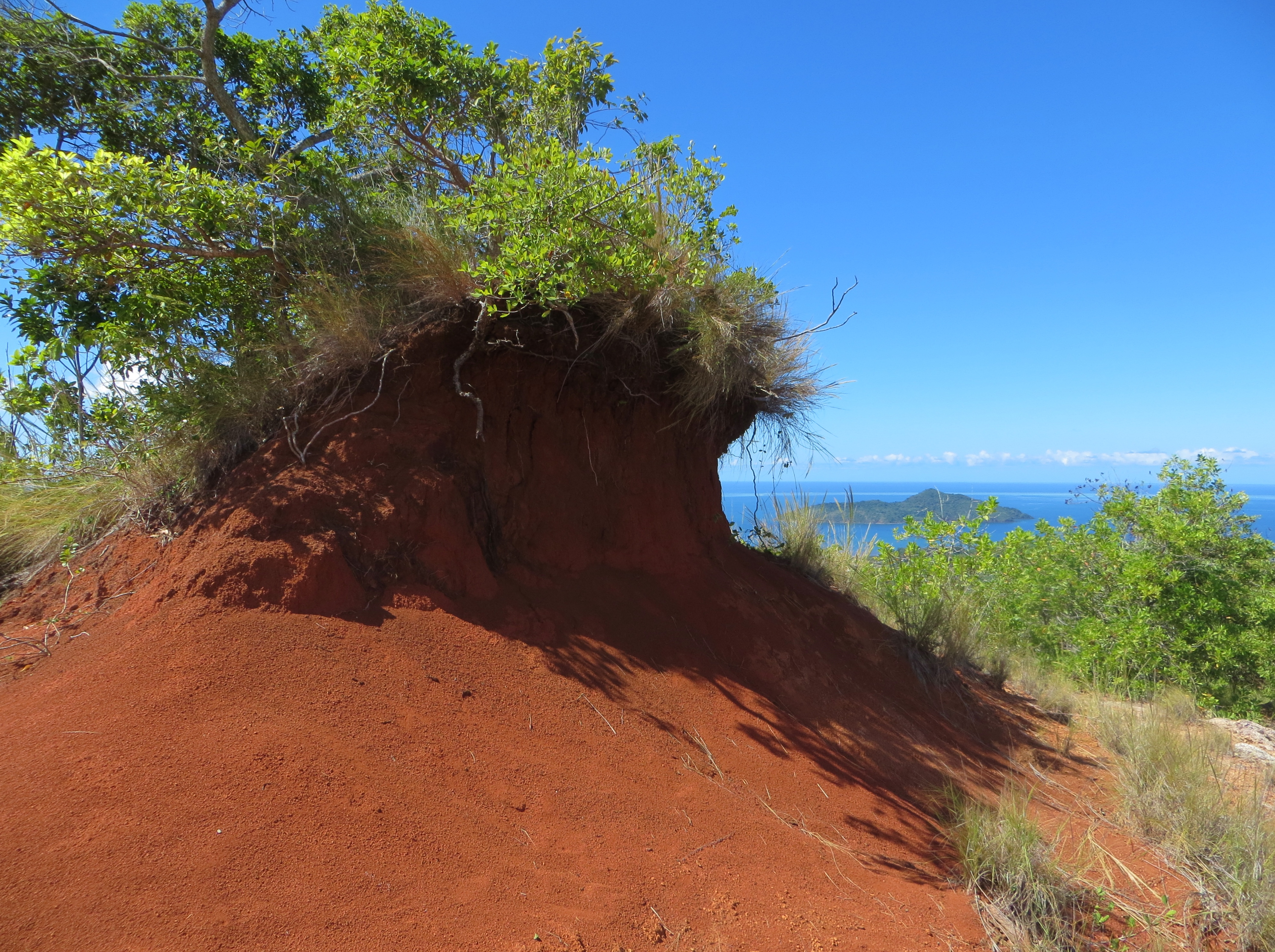
Les padzas forment des terres latéritiques très rouges et très sensibles à l'érosion (ici sur les hauts de Vahibé).

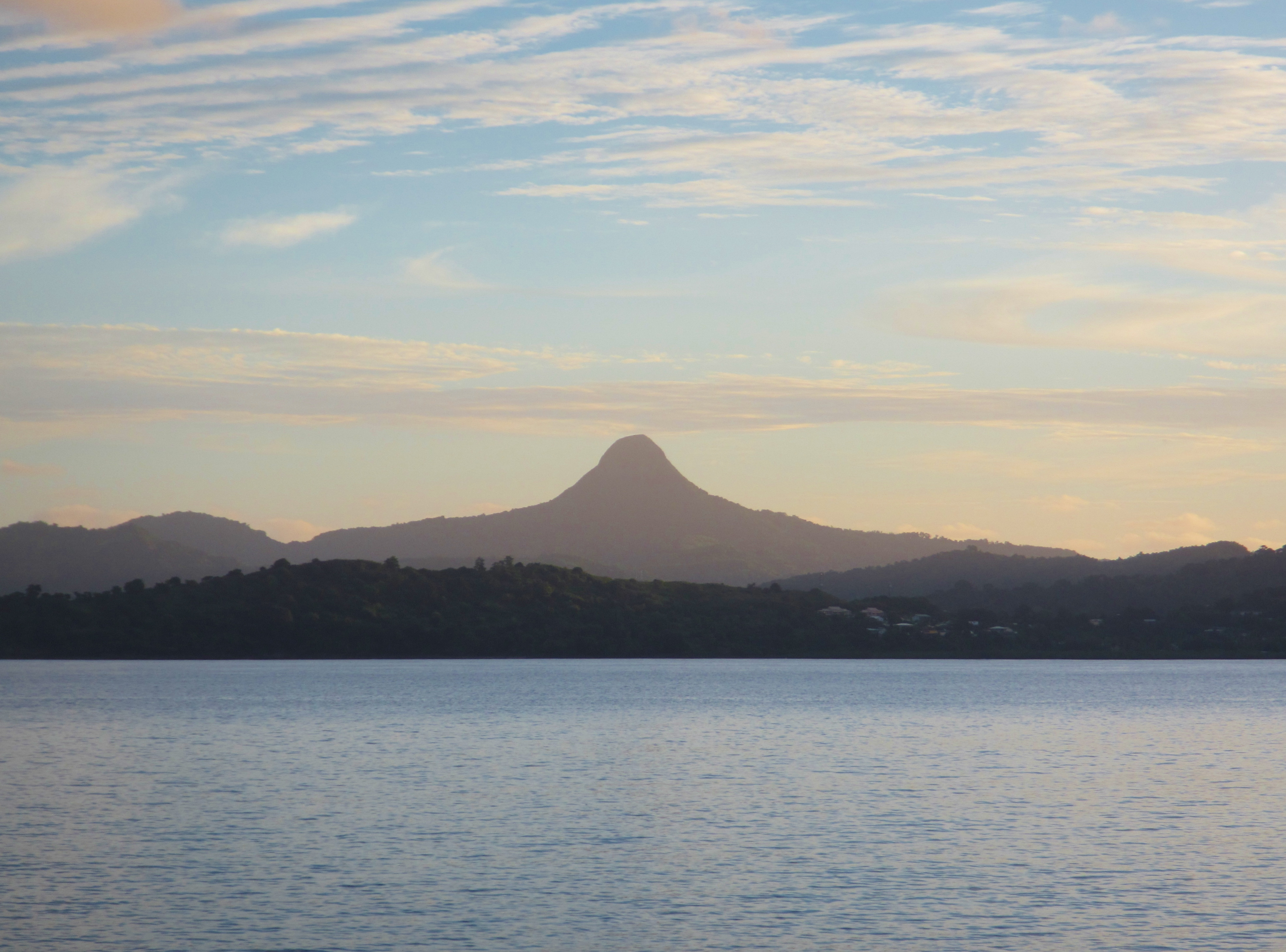
Le mont Choungui vu depuis l'îlot Bandrélé.

La géologie mahoraise est principalement étudiée par l'annexe installée à Mayotte du Bureau de recherches géologiques et minières (BRGM), établissement public à caractère industriel et commercial et « établissement public de référence dans les applications des sciences de la Terre pour gérer les ressources et les risques du sol et du sous-sol ».
Les îles qui forment Mayotte sont géologiquement les plus anciennes de l'archipel des Comores. Leur âge à partir de neuf millions d'années va en décroissant du sud-est (Mayotte) au nord-ouest (Grande Comore), bien que l'on observe tant sur la Grande Terre que sur l'îlot de Pamandzi, des appareils très récents (maars) liés à des explosions phréatiques, et possiblement des éléments plus anciens.

### Origine de l'île
L'ensemble insulaire est un vaste bouclier volcanique de laves alcalines avec extrusions phonolitiques comme au mont Choungui, relief en forme de boule conique dont un cinquième est encore émergé. Le centre de l'appareil se situe en mer, à l'ouest, et son origine est encore incertaine, peut-être liée au Rift est-africain. Une subsidence importante a eu lieu, permettant notamment l'implantation d'une couronne récifale autour des reliefs résiduels.
Mayotte est le fruit de la réunion de deux édifices volcaniques, dont la genèse remonte à au moins 20 millions d'années, mais qui ne seraient sortis de l'eau qu'il y a 9 millions d'années (l'île ne représente que 1 à 3 % du cône volcanique mahorais, qui descend jusqu'à 3 400 m de profondeur). La lave, au départ fluide, devient plus visqueuse il y a 4 millions d'années, stoppant l'élargissement de l'île pour constituer des reliefs plus élevés, qui s'effondrent en grande partie il y a 2 millions d'années. Le dernier grand volcan mahorais, celui de M'Tsapéré, s'est éteint il y a 1,5 million d'années, mais de petites éruptions ponctuelles (essentiellement explosives dans le nord) se sont poursuivies d'il y a 100 000 à 8 000 ans, formant une île cinq fois plus grande qu'aujourd'hui (1 800 km2 contre 374 km2). Petite-Terre se sépare de Grande Terre il y a 7 000 ans - date de la dernière explosion du Dziani -, et l'aspect actuel de l'île date d'il y a environ 3 000 ans,.

### Terrains volcaniques
Les laves de Mayotte ont une minéralogie et une géochimie très originales. Elles sont sous-saturées en silice, certaines très fortement : outre les phonolites, présence de basanites, de téphrites, de néphélinites et de mélilitites à olivine. Ces dernières roches, ultracalciques, se caractérisent par la présence dans la pâte de mélilite, un sorosilicate calcique, et par l'absence de feldspath. Les mélilitites sont des laves que l'on peut considérer comme exceptionnelles. Celles de Mayotte résultent d'un faible taux de fusion partielle d'une source mantellique riche en CO2, contenant des carbonates de calcium (probablement de la dolomite) et de l'apatite.

### Terrains coralliens
La croissance corallienne, créatrice de calcaires blancs (puis de sable de la même couleur), a pris le relais des terres émergées, caractérisées par des roches basaltiques noires, et soumises à l'érosion (elles s'altèrent en terre latéritique rouge, riche en hydroxydes de fer). Pendant les grandes glaciations continentales, il y a 20 000 ans, l'abaissement du niveau marin de plus de cent mètres a vidé les lagons et fait émerger les récifs : ainsi la barrière corallienne externe de Mayotte dessine les contours de l'île il y a 12 000 ans, quand la mer était bien plus basse et l'île moins érodée. Les rivières, un temps retenues, ont percé les passes dans les barrières, notamment la « passe en S ». Puis, avec les remontées marines causées par les réchauffements climatiques post-glaciaires, les coraux ont repris leur ardeur bâtisseuse il y a environ 9 000 à 6 000 ans.
Le contraste entre géochimies corallienne et volcanique est en particulier pleinement visible sur les plages du nord de la Grande Terre, près de l'île de Mtsamboro. Les récifs de pierres noires, annonciateurs de la terre, contrastent fortement avec la plage blanche de sables détritiques coralliens.

### Érosion
L'île de Grande Terre possède de fortes pentes, et surtout au voisinage des crêtes, une érosion tropicale emporte la fragile végétation colonisant les padzas, phénomène aggravé par les incendies de forêts provoqués par des planteurs illégaux de bananiers ou de manioc. Les forestiers essaient de fixer le sol dégradé par des plantations d'acacias.

### Activité volcanique et sismique

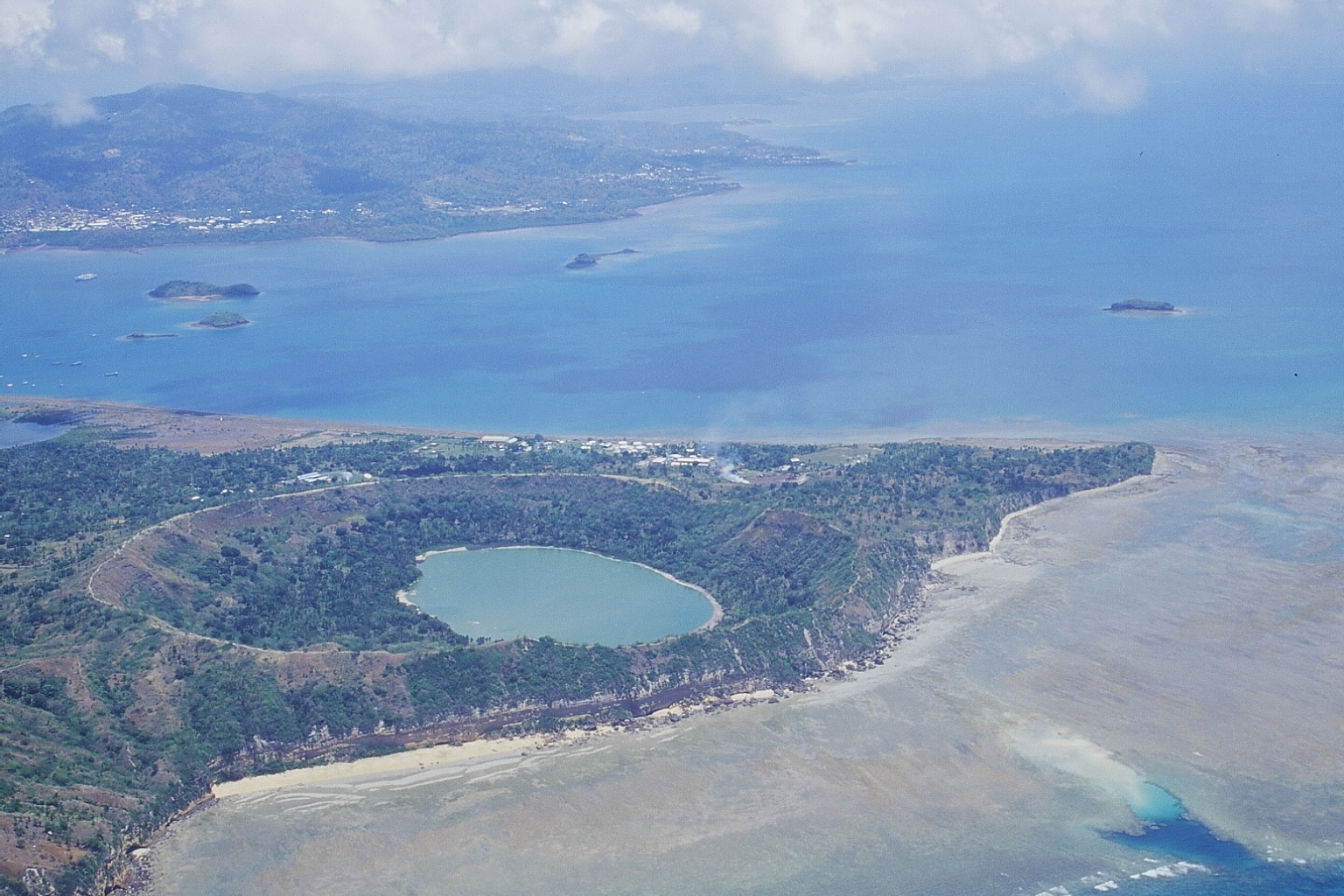
Le lac Dziani est le vestige d'un des derniers cratères volcaniques de Mayotte (éteint il y a environ 500000 ans). C'est à son pied, à une dizaine de kilomètres du rivage et 3.5 km de profondeur, qu'est apparu un nouveau volcan sous-marin début 2019, responsable de nombreux séismes.

Le volcanisme mahorais est éteint à terre depuis plusieurs millénaires (le volcan actif le plus proche est le Karthala, en Grande Comore) mais un volcan sous-marin, actif et en phase de croissance, est découvert lors de la campagne en mer MAYOBS1 en mai 2019, 50 km à l'est de Mayotte. En août 2021, une étude pluridisciplinaire des données de cette campagne révèle une éruption sous-marine hors norme — la plus grande éruption sous-marine jamais documentée à ce jour —, alimentée par un système magmatique très profond qui s'est développé en lien avec la tectonique active régionale.
L'activité sismique est d'ordinaire limitée et réputée à faible risque. Mayotte est classé en zone de sismicité modérée, ce pourquoi elle ne compte que trois stations sismologiques (complétées lorsque nécessaire par d'autres stations régionales plus lointaines, dont aux Comores et à Madagascar). Quelques séismes ponctuels ont été relevés historiquement, comme un de magnitude 5,0 en septembre 2011.
Un essaim de séismes a frappé l'île (à partir du 10 mai 2018 et durant plus d'un an), avec plus de 1 800 secousses ressenties (de magnitude supérieure à 3,5), culminant le 15 mai 2018 avec un séisme d'une magnitude de 5,8 : il s'agit du séisme le plus important jamais recensé dans l'archipel des Comores mais il ne provoqua pas de dégâts majeurs.
À la suite de cet épisode sismique, une campagne scientifique d'investigations sous-marines, baptisée Mayobs, voit le jour début 2019, et révèle en mai 2019 l'existence d'un volcan de 800 m d'altitude situé à 50 km à l'est de Mayotte, à 3 500 m de profondeur, formé en moins d'un an à partir d'une base de 4 à 5 km de diamètre. Les sismomètres sous-marins ont révélé que les foyers des séismes étaient en réalité plus proches de Mayotte mais aussi plus profonds, à 10 km à l'est de Mayotte (contre 50 selon les premières estimations) mais entre 0 et 50 km de profondeur, ce qui est étonnamment profond s'agissant d'une chambre magmatique. En 2020, une étude des données de Mayobs montre que cette poche magmatique est la plus vaste et la plus profonde jamais identifiée dans le monde. L'IGN a aussi noté que l'île se déplaçait vers l'est à la vitesse de 14 mm/mois, tout en s'affaissant légèrement (environ - 7 mm/mois, mais déjà 13 cm en un an), ce qui évoque un phénomène sismo-volcanique.
En octobre 2019, l'enfoncement constaté est de 15 centimètres, ce qui provoque un début de submersion des résidences les plus proches du rivage et entrave l'évacuation des eaux usées.

## Histoire

### Temps anciens

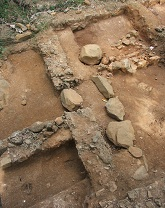
Vestiges archéologiques à Acoua (XIVe-XV).

Vieille de 9 millions d'années, l'île ne semble pas avoir connu de présence humaine avant le Moyen Âge, les mammifères en étant probablement absents à l'exception des roussettes.
Les VIIIe et IXe siècles voient les premières installations humaines dont les traces nous soient parvenues. Il semble que les premiers habitants appartiennent déjà aux premiers peuples swahilis, caractérisés par une culture d'origine bantoue répandue sur l'ensemble des rivages de l'Afrique orientale de la Somalie au Mozambique, entretenant des relations encore mal connues avec les populations malgaches, d'origine austronésienne. Mayotte et Anjouan ont été occupées apparemment plus tardivement car les deux îles se différencient de l'ensemble des Comores par une évolution linguistique spécifique. Le commerce maritime, très actif dès cette époque, atteste de contacts avec le Moyen-Orient musulman. Les plus vieux vestiges d'occupation humaine ont été retrouvés à Acoua, et datent de cette période ; les premières populations n'étaient vraisemblablement pas musulmanes, et ne se seraient islamisées que plus tard, au contact des marchands arabes. Mayotte est alors une étape dans le commerce entre l'Afrique et Madagascar, comme l'attestent les données archéologiques du site d'Ironi Bé à Dembéni.
Du XIIIe au XVe siècle, l'île est sous la direction de chefs musulmans, les Fani, et connaît un premier « âge d'or » du fait de sa position stratégique dans le commerce entre Madagascar et le monde swahili. Les relations avec la côte et la grande île sont importantes, et les restes de poteries africaines, malgaches, indiennes et même chinoises attestent d'un commerce florissant. Les fouilles menées à Dembéni ont mis en évidence des céramiques importées du golfe Persique, d'Inde, de Chine ainsi que des produits malgaches (notamment du cristal de roche travaillé) datant du IXe au XIIe siècle, montrant déjà une grande inclusion de cette localité dans le commerce international de l'océan Indien. Cette « civilisation de Dembéni » semble avoir connu une décadence au XIIe siècle, possiblement du fait de guerres, menant à sa disparition progressive.
Vers 1470, un sultanat shirazi (originaire de Perse) s'établit, il est reconnu jusqu'au début du XIXe siècle. C'est de cette époque que date l'établissement de l'islam sunnite chaféite encore pratiqué à Mayotte. L'île de Mayotte (« Mawutu ») est mentionnée pour la première fois en 1490 sous la plume du navigateur arabe Ahmed Ibn Majid.

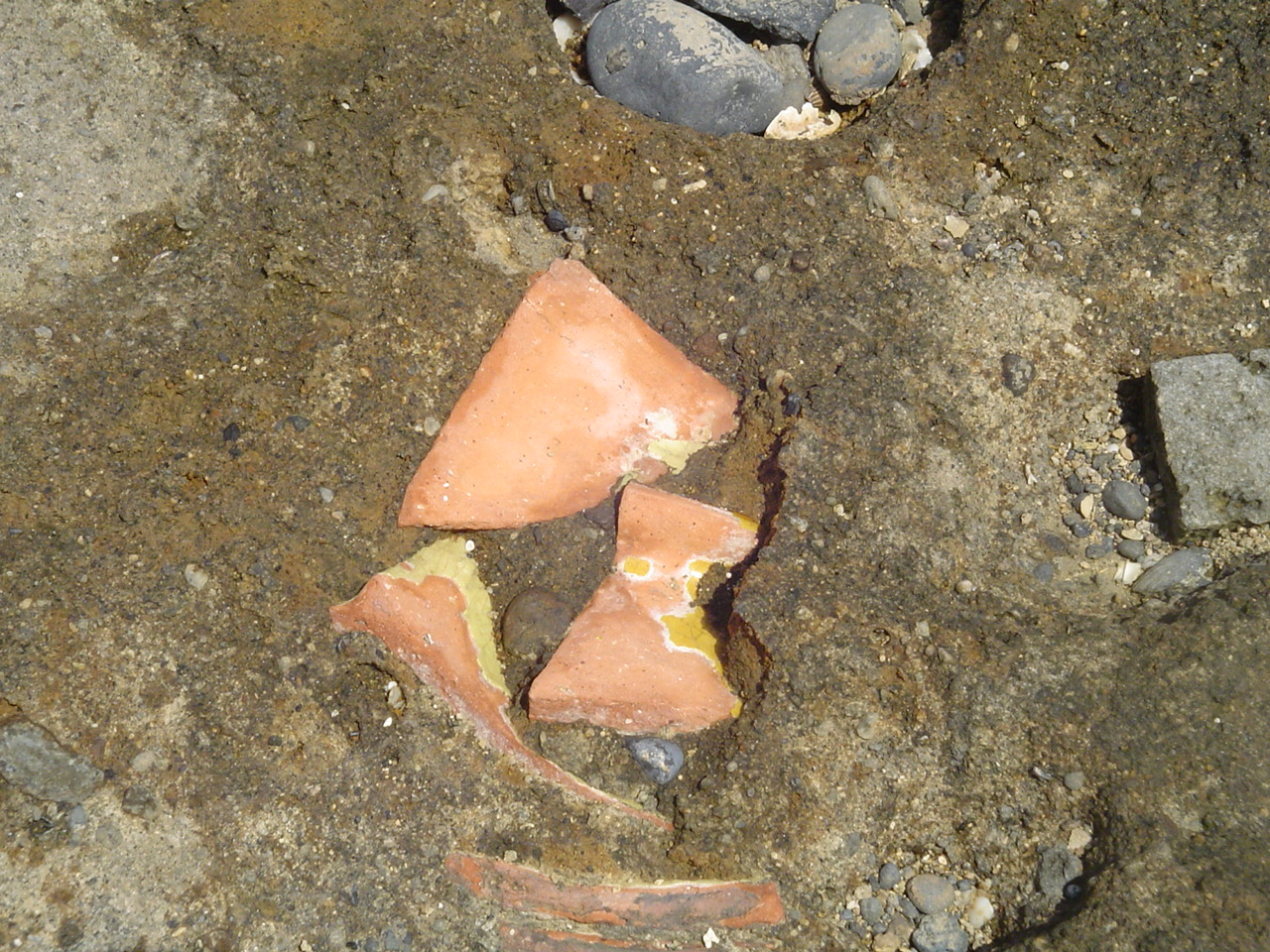
Restes de poterie pris dans le grès de plage en Petite-Terre.
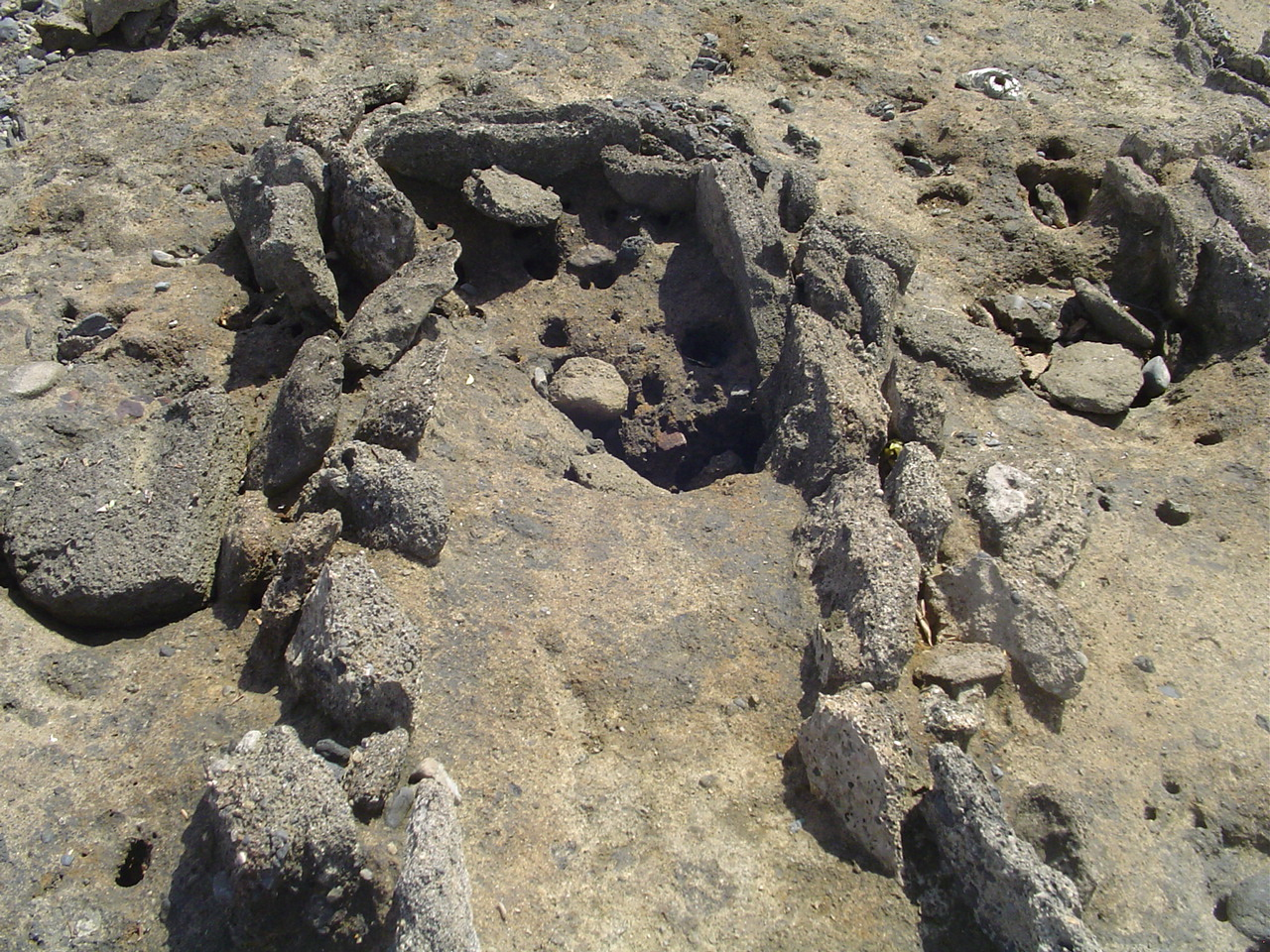
Tombe musulmane du Moyen Âge.
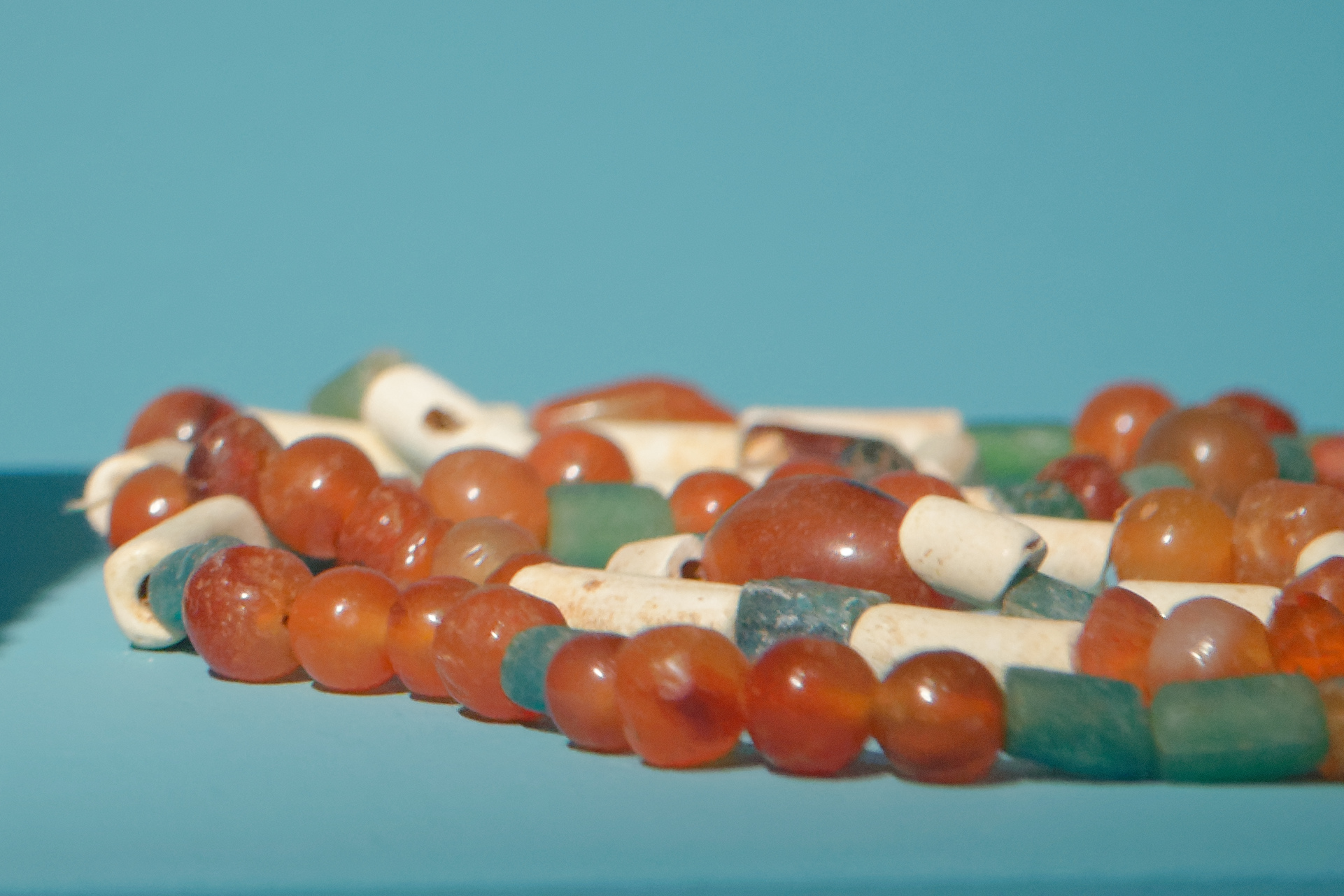
Collier trouvé sur le site d'Antsiraka Boira (XIIIe – XIVe siècle).
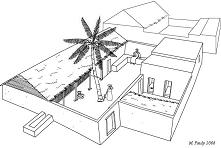
Restitution d'une habitation aisée à Acoua, au XVe siècle.

### Âge classique et temps modernes

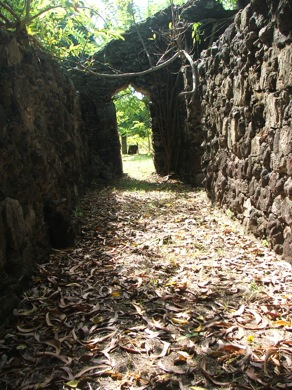
Vestige du Ziara de Polé.

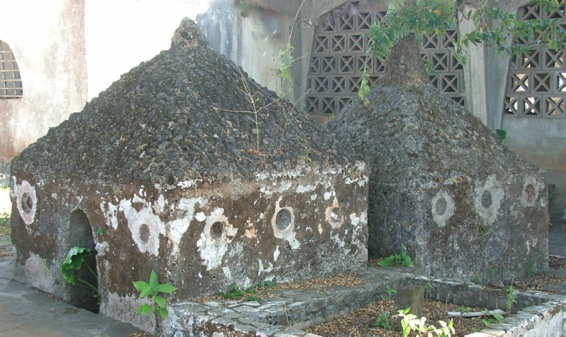
Mausolées shirazi de Tsingoni (XVIe siècle) : ces tombes royales sont similaires aux sépultures à dôme swahilies de l'archipel de Lamu.

L'archipel des Comores constitue la frontière sud de l'aire culturelle swahilie qui se développe à partir de la fin du Moyen Âge dans cette région que l'on appelle à l'époque le Zanguebar. Mayotte constitue également le point de contact de cet ensemble avec la culture malgache, très différente, ce qui fait de cette île un carrefour d'influences, mais aussi une cible guerrière. Les influences venues de l'ensemble de l'océan Indien et de la côte africaine bantoue et de la côte malgache se mêlent alors, et façonnent une société swahilie insulaire très multiculturelle. Une immigration bantoue et malgache (Sakalaves) s'installe, notamment du fait de l'esclavage introduit aux alentours du XIIe siècle.
Avec le contournement de l'Afrique de Vasco de Gama pour arriver aux Indes par voie maritime, en doublant le cap de Bonne-Espérance, à partir de 1498, le canal du Mozambique se retrouve subitement au cœur de la principale route commerciale au monde, ouvrant une importante période de prospérité pour les nombreuses îles et cités-États de l'aire culturelle swahilie.
En 1503, l'île de Mayotte est mentionnée pour la première fois par une escadre portugaise qui l'aborde ; elle est baptisée « île du Saint-Esprit » en 1507. D'après les archives de l'amirauté portugaise, elle est cartographiée par Diego Ribeiro en 1527. Dans un premier temps ce repérage soigneux permet surtout de l'éviter, à la façon des convois de boutres qui ont sillonné de manière multiséculaire le canal du Mozambique : les récifs de corail de Mayotte représentent un danger mortel pour les bateaux. C'est pourquoi jusqu'au XVIIIe siècle, l'île n'est pas un lieu d'escale ordinaire pour les grandes flottes et n'accueille que quelques grands navires européens égarés et prudents, venus s'y ravitailler par nécessité.[réf. souhaitée]

En 1521, l'amiral et cartographe ottoman Piri Reis mentionne Mayotte à son tour. Il la décrit en ces termes dans son Kitab-i Bahrije : 

« La seconde île est nommée Magota. On dit que les Portugais y ont mis des hommes. Elle a un Chah. Sa population est noire et blanche. Ils sont chafi'i, parmi eux point d'hypocrisie. Elle a une ville nommée Chin Kuni [Tsingoni]. N'y règnent que des cheikhs. »

Le grand souverain du XVIe siècle est nommé Haïssa ben Mohamed (parfois orthographié Aïssa ou Issa) : fils du sultan Mohammed d'Anjouan et de la sultane héritière de Mayotte (dont la capitale était alors Mtsamboro), c'est lui qui transfère la capitale à Tsingoni et fait ériger en 1538 le mihrab de la mosquée encore visible aujourd'hui. Son long règne (40 ans selon certaines sources) coïncida apparemment avec une période d'importante prospérité pour l'île, désormais en position stratégique sur les routes commerciales reliant l'Europe à l'Orient en contournant l'Afrique : les navigateurs européens de l'époque recommandent en effet aux navires en route pour les Indes de faire une pause atlantique au Cap-Vert au printemps et une pause indienne aux Comores en septembre, afin de profiter au mieux des courants de mousson ; cependant ces navires, choisissant entre les îles locales, préfèrent la sûre Anjouan à la dangereuse Mayotte, mais cette nouvelle prospérité profite à tout l'archipel. À sa mort, les Mahorais rejettent l'autorité de sa veuve alors établie à Anjouan, et élisent sa fille Moina-Alachora sultane de Mayotte, se séparant une nouvelle fois de l'autorité anjouanaise, et accentuant les tensions diplomatiques entre les deux îles.
Des Malgaches, essentiellement Sakalaves, prennent progressivement le contrôle du sud et d'une partie ponctuelle de l'est de l'île, et les Portugais entament des relations commerciales à partir de 1557, avec la visite de la flotte de Baltazar Lobo da Sousa.
Les relations avec l'Europe sont encore pratiquement inexistantes au XVIIIe siècle : ainsi en 1751, l'Encyclopédie de Denis Diderot et Jean Le Rond d'Alembert évoque à peine Mayotte dans un article de deux lignes : « Mayotte, ile, (Géog.) Mayota insula, c’est la plus méridionale des îles Comorres. Elle est située, selon M. de Lisle, dans le canal de Mozambique. ». L'article « Comorres » est encore plus court. Un capitaine anglais de passage notait au début du siècle que « les pirates de Madagascar viennent souvent ici, de sorte que, à cause d'une rencontre toujours possible avec ces coquins, je n'en ferais pas un endroit sûr pour un petit navire seul, bien que le pays soit agréable. ».
De 1742 à 1791, le sultanat d'Anjouan effectue plusieurs tentatives pour conquérir le sultanat de Mayotte. De 1795 à 1820, les razzias des pirates malgaches (Sakalaves et Betsimisarakas) dépeuplent considérablement l'île, et le minbar en bois sculpté de la mosquée de Tsingoni est volé par des Anjouanais (où il est encore visible). Ces nombreux raids malgaches et anjouanais sont décrits en 1791 par le capitaine Pierre-François Péron dans ses Mémoires. Ce dernier assiste notamment à une expédition punitive anjouanaise sur Mayotte.
À la fin du XVIIIe siècle, une riche famille omanaise de Zanzibar s'établit à Tsingoni et y fait fortune. Le principal héritier de cette famille (Salih ben-Mohammed ben-Béchir el-Mondzary el-Omany) épouse alors la fille du vieux sultan Boina Kombo ben Salim et devient héritier légitime du trône : après avoir abandonné l'Ibadisme pour le Chaféisme en vigueur dans la région, il devient sultan sous le nom de Salim II, jusqu'à sa mort en 1807 ou 1815 selon les sources. C'est notamment lui qui transfère la capitale de Tingoni à Dzaoudzi, localité alors plus facile à fortifier contre les attaques de pirates — Tsingoni est laissée à l'abandon.
Le dernier sultan shirazien, Mouana-Mâddi, est assassiné en 1829 : son fils Bana-Kombo (ou Bwana Combo) trouve refuge auprès du roi sakalave du Iboina à Madagascar, Andriantsoly, avec lequel son père avait conclu un pacte d'alliance. Andriantsoly aide le jeune Bana-Kombo à reconquérir son trône, et obtient en échange la moitié de l'île. Cet état de fait entraîna rapidement une rivalité entre les deux co-souverains, et après quelques batailles Andriantsoly exila Bana-Kombo à Mohéli. Celui-ci tenta alors de s'allier au sultan local d'origine malgache Ramanateka, qui préféra cependant le spolier pour devenir co-sultan de Mayotte à sa place. Ambitieux, il chasse Andriantsoly de Mayotte en 1836 pour régner sans partage sur l'île, mais regagne ensuite Mohéli. Andriantsoly s'allie alors au sultan Abdallah d'Anjouan pour récupérer l'île. Guerrier converti à l'islam et aussi diplomate respecté auprès des communautés swahilies et malgaches, Andriantsoly devient ainsi le sultan reconnu de l'île. dont il s'efforce, tant bien que mal, de préserver la souveraineté malgré les continuelles hostilités et menaces. À la suite de la prise de Nosy Be (Madagascar) en 1840, les Français prennent connaissance de la présence de ce sultan, ancien roi sakalave, à Mayotte, qui demande une protection maritime.

### Colonisation

#### Achat par la France

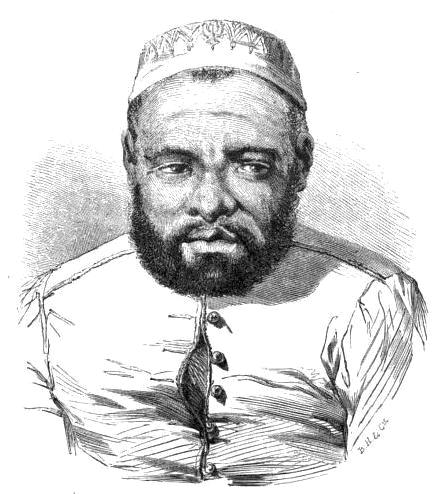
Andriantsoly, dernier sultan de Mayotte, de 1832 à 1843.

Andriantsoly a hérité du sultanat en 1832 après avoir écarté Bwana Kombo (ou « Buanacombé », ou « Banakombo »), un fils de Mawana Madi, qui trouve refuge à Mohéli. Il doit alors défendre l'île contre les visées du hova Ramanetaka - devenu le maître de Mohéli sous le nom d'Abderahmane - et des sultans d'Anjouan, Abdallah puis Salim (1836). Andriantsoly souhaite préserver l'autonomie de son île face aux autres souverains comoriens. Or, dépourvu d'allié contre ces derniers et contre la monarchie malgache soutenue par la Grande-Bretagne, il se sait menacé. Il se tourne alors vers les rivaux des Britanniques, les Français, qui, eux aussi présents à Madagascar depuis 1643, viennent de s'emparer de Nosy Be.
C'est dans ce contexte que, le 25 avril 1841, le sultan vend Mayotte à la France alors dirigée par le roi Louis-Philippe Ier. En échange il obtient du capitaine Pierre Passot, envoyé par Anne Chrétien Louis de Hell, une rente viagère personnelle de mille piastres (5 000 francs) et le droit d'élever deux enfants du sultan à La Réunion. Ce traité est ratifié officiellement par l'État français en 1843.

#### Colonisation et abolition de l'esclavage

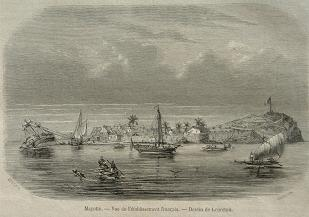
Dzaoudzi, 1855, gravure tirée du Magazine pittoresque, dessin de Lebreton.

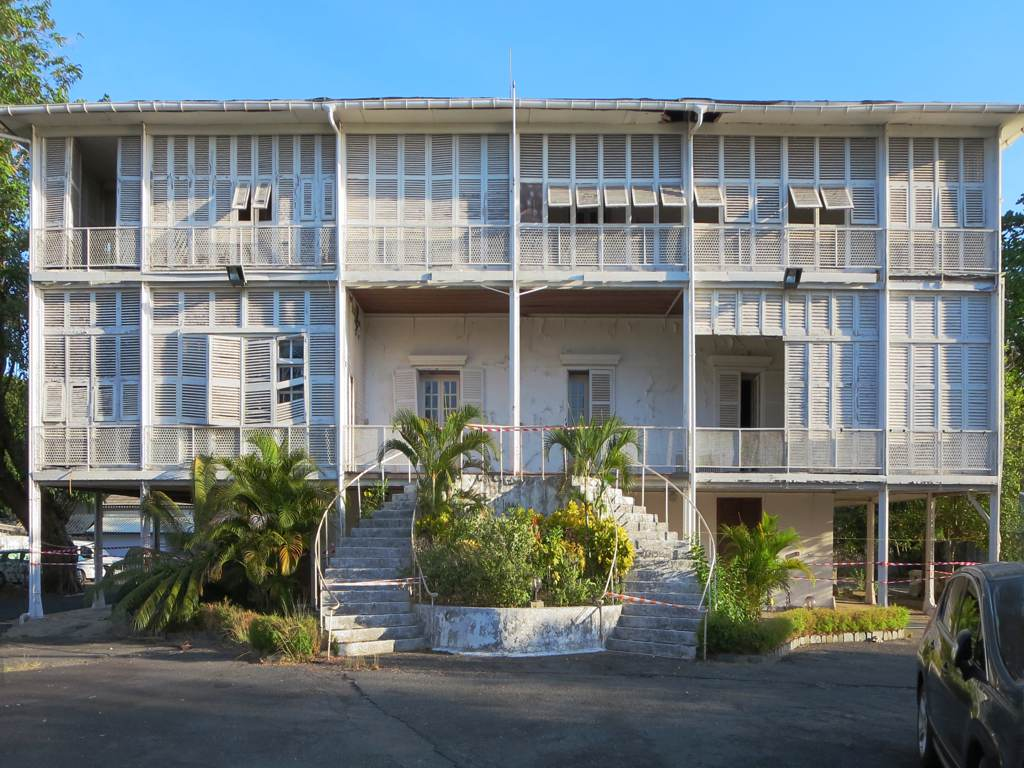
L'ancienne préfecture, réaménagée en 1881.

La souveraineté française sur Mayotte advient à un moment assez singulier, la France de Louis-Philippe n'ayant pas de politique coloniale en dehors de l'Algérie, conquise en 1830 en partie par son prédécesseur, Charles X. Cet événement est également indépendant du partage de l'Afrique issu de la conférence de Berlin qui n'aura lieu qu'après 1885.
L'abolition de l'esclavage à Mayotte est prononcée le 27 avril 1846 alors que l'île avait jusque-là été soumise à la traite arabe. À cette époque l'île avait environ 3 000 habitants presque exclusivement musulmans, dont entre un tiers et la moitié était des esclaves. Les espoirs français de développer à Mayotte un port et des plantations supposaient d'attirer davantage d'immigration depuis l'Afrique, mais le gouvernement avait conscience que l'arrivée de Noirs libres serait interprétée par les Britanniques comme de la traite déguisée, laquelle était interdite. En conséquence, le ministre de la Marine et des Colonies, Ange René Armand de Mackau suggéra au roi Louis-Philippe Ier que le développement d'une économie de marché à Mayotte nécessitait de libérer les esclaves et d'indemniser leurs maîtres musulmans. Le Parlement français approuva, au printemps 1847, le financement nécessaire au paiement d'une indemnité de 200 francs par esclave. Le processus de libération commença en juillet 1847. Après la chute de la monarchie de Juillet causée par la révolution française de 1848, l'article 3 du Décret d'abolition de l'esclavage du 27 avril 1848, voté quelques mois plus tard, confirme l'abolition de l'esclavage dans l'île.
Mayotte demeure surtout une île vidée de ses habitants par des décennies de pillages, ainsi que par l'exode des anciens propriétaires et d'une partie de leurs esclaves : la plupart des villes sont à l'abandon, et la nature a regagné ses droits sur les anciennes zones agricoles. L'administration française tente donc de repeupler l'île, en rappelant tout d'abord les Mahorais réfugiés dans la région (Comores, Madagascar…), en proposant aux anciens propriétaires exilés de revenir en échange d'un dédommagement, puis en invitant des familles anjouanaises fortunées à venir s'implanter. La France lance quelques premiers grands travaux, comme la réalisation en 1848 du Boulevard des Crabes reliant le rocher de Dzaoudzi à Pamandzi et au reste de Petite-Terre. Jusque dans les années 1870, la présence française est essentiellement cantonnée à Petite-Terre et même quasiment au rocher de Dzaoudzi, qui constitue un fort naturel, un point d'observation et un port utile, ainsi qu'un site d'habitation réputé plus salubre que Grande-Terre, où sévit le paludisme. Deux à trois cents Européens y vivent, loin des « indigènes » décrits par les rapports officiels comme un « immonde » peuple de « brutes » soumises aux « vices ».Une présence religieuse est attestée sur l'île dès 1844, mais aucune « mission civilisatrice » ni de conversion religieuse ne sera jamais entreprise, l'administration préférant s'appuyer sur les structures sociales existantes, notamment le conseil cadial en ce qui concerne l'état civil et la justice non criminelle.
À l’image des Antilles, le gouvernement français envisage de faire de Mayotte une île à vocation sucrière : malgré les fortes pentes, de vastes plantations sont aménagées, 17 usines sucrières sont bâties et des centaines de travailleurs étrangers (essentiellement africains, en particulier des Makwas du Mozambique) sont engagés à partir de 1851. Cependant, la production demeure médiocre, et la crise du sucre de 1883-1885 a rapidement raison de cette culture à Mayotte (qui venait d'atteindre son pic de production), ne laissant que quelques ruines d'usines dont certaines sont encore visibles aujourd'hui. La dernière usine sucrière à fermer fut celle de Dzoumogné en 1955. La mieux conservée, et désormais patrimonialisée, est celle de Soulou, dans l'ouest de l'île.
La conférence de Berlin s'achève en 1885 ; les puissances européennes y décident les règles d'appropriation des territoires africains et la France, déjà présente à Mayotte, va utiliser l'île pour prendre le contrôle de l'ensemble de l'archipel des Comores, dont la plus grande île est déjà contrôlée de fait par un potentat français, Léon Humblot. En 1886, les sultanats de la Grande Comore, Mohéli et Anjouan deviennent des protectorats sous la direction du gouverneur de Mayotte tandis que Mayotte, quant à elle, garde son statut de colonie. L'archipel des Comores devient alors les Îles de « Mayotte et dépendances ».
L'année 1898 est une des plus sombres de l'histoire mahoraise : l'île est frappée par deux cyclones successifs qui rasent presque complètement les habitations, ainsi que les plantations de canne à sucre. Le phénomène est suivi par un séisme et une épidémie de variole, qui dépeuplent l'île et ravagent les cultures, mettant fin aux espoirs sucriers de l'île hippocampe.
Mayotte se relève difficilement de cette période sombre, et il faudra attendre le XXe siècle pour voir réémerger une tentative de culture d'exportation, orientée cette fois-ci vers la vanille, le café, le coprah, le sisal, puis les plantes à parfum comme le vétiver, la citronnelle, le bois de santal et surtout l'ylang-ylang.
À partir de 1908, l'ensemble des Comores est intégré sous l'autorité du gouvernement général de « Madagascar et dépendances ». En 1919, au lendemain de la Première Guerre mondiale, est créée la Société des Nations, ancêtre de l'Organisation des Nations unies (ONU), qui reconnaît également la souveraineté française directe sur Mayotte et la légalité de son acquisition antérieure, ainsi que les statuts de protectorats séparés sur les autres îles, qu'elle place sous sa tutelle, à charge pour la France de veiller à garantir leur propre intégrité. La différence de traitement entre Mayotte et le reste de l'archipel devient de plus en plus une source de tensions. L'ensemble de l'archipel reste contrôlé depuis Dzaoudzi.

### Intégration à la République française

#### Marche vers l'indépendance des Comores

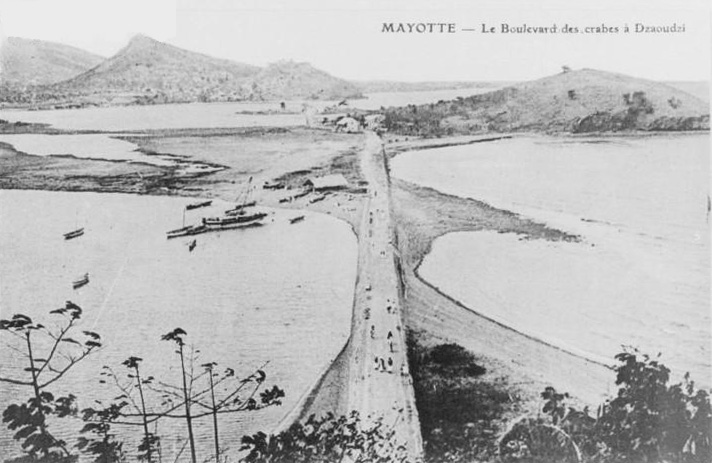
Le boulevard des crabes de Dzaoudzi en 1928.

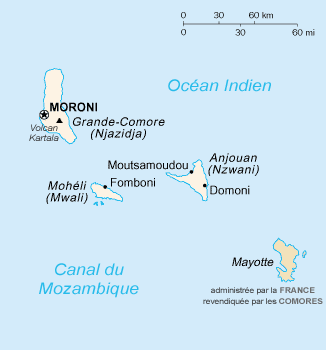
Aujourd'hui les Comores (en blanc, au nord-ouest) sont un territoire indépendant, dont Mayotte est séparée (en beige, au sud-est).

En 1946, les protectorats des Comores et la colonie de Mayotte sont séparés administrativement de Madagascar et deviennent un territoire d'outre-mer (TOM). Après avoir refusé d'accéder à l'indépendance lors du référendum de 1958 organisé par le général De Gaulle, les Comores obtiennent le 22 décembre 1961 (loi no 1412) un statut d'autonomie interne (qui sera élargie en 1968 par la loi no 6804). Ce statut d'autonomie interne donne jour à un gouvernement comorien élu par l'Assemblée territoriale. De 1961 à 1970, l'ancien député Saïd Mohamed Ben Chech Abdallah Cheikh est élu président du Conseil de gouvernement jusqu'à sa mort le 16 mars 1970. C'est durant cette période, en 1966, que la capitale du territoire est transférée de Dzaoudzi (Mayotte) à Moroni (Grande Comore), huit ans après la décision du transfert et au grand dam des Mahorais.
Au cours de cette période naissent les premiers mouvements politiques qui contestent le pouvoir de Saïd Mohamed Cheikh et, pour certains, réclament l'indépendance. D'autres, comme le Mouvement populaire mahorais (MPM), réclament au départ plus d'autonomie vis-à-vis des autres îles. Née en 1958, l'Union pour la Défense des Intérêts de Mayotte (UDIM) est un mouvement créé par un créole natif de Sainte-Marie, Georges Nahouda, un administrateur haut placé. Leur objectif est de départementaliser Mayotte. Son neveu, Marcel Henry, poursuit le combat avec la création du MPM à la mort de ce dernier la même année. Associé à une partie de l'élite mahoraise (dont Younoussa Bamana), Marcel Henry poursuivra le combat pour Mayotte française jusqu'au bout. Le MPM obtient le soutien d'une partie importante de la classe politique française.
Cependant, dans les années 1960, d'autres mouvements politiques voient le jour dont le parti « Serrez-la-main », qui revendiquait l'indépendance vis-à-vis de la France. Nombres d'échauffourées[réf. nécessaire] eurent lieu entre ce dernier et le MPM. Le MPM se radicalise et demande la séparation de Mayotte et des autres îles et notamment la départementalisation de Mayotte. Zakia Madi, parmi les leaders du MPM, est tuée lors d'une de ces manifestations entre parties opposées sur la jetée de Mamoudzou, à l'embarcadère de la barge. L'éclat d'une grenade lacrymogène est l'origine la plus probable selon les témoignages.

#### Rejet de l'indépendance par Mayotte
Le 25 août 1972, le Comité spécial de la décolonisation de l'Organisation des Nations unies inscrit l'archipel des Comores à sa liste des territoires devant accéder à l'autodétermination. Le 15 juin 1973, la France et les Comores signent des accords relatifs à l'accession à l'indépendance. Le 22 décembre 1974, la France organise aux Comores un référendum, précisant que « les populations des Comores seront consultées » (le pluriel étant ici déterminant).
Le scrutin se traduit dans son ensemble par un vote à 90 % pour l'indépendance du territoire, Mayotte se singularise en votant au contraire à 63,8 % pour le maintien des Comores au sein de la République française.
Un nouveau gouvernement arrive en France et, conformément à une recommandation d'un groupe de parlementaires venus en voyage d'étude dans l'archipel, envisage de respecter la volonté des Mahorais et de considérer le résultat « île par île ». Le président du Conseil de Gouvernement des Comores, Ahmed Abdallah Abderamane, déclare alors unilatéralement l'indépendance immédiate des Comores « dans ses frontières coloniales », sans que le processus prévu par les accords ne soit mené à son terme. Mayotte reste cependant sous administration française nonobstant la déclaration du gouvernement comorien. L'État comorien revendique Mayotte et refuse cette séparation qui remettrait en cause l'intégrité territoriale de l'archipel. L'Union africaine considère ce territoire comme occupé par une puissance étrangère,. Le territoire se retrouve donc pris dans une contradiction entre deux principes fondamentaux du droit international : le droit des peuples à disposer d’eux-mêmes (en faveur d'une Mayotte française) et le droit à l’intégrité territoriale des États (en faveur d'une Mayotte comorienne).
Juridiquement, la France ne peut pas s'opposer à l'autodétermination et à l'indépendance des Comores (hors Mayotte) puisqu'elle n'y exerçait qu'un protectorat sous tutelle des Nations unies. Mais elle conteste l'indivisibilité de l'union des Comores avec Mayotte, qui est le fait de la création tardive (par loi interne) du territoire d'outre-mer dans l'Union française en 1946, fédérant (en préservant leur statut international respectif issu des traités) le protectorat des Comores (séparées en 1946 de l'ancienne colonie de Madagascar, devenue indépendante en 1960) avec la possession française de Mayotte (qui n'a jamais été sous tutelle des Nations unies mais acquise bien antérieurement, reconnue ensuite par la Société des Nations quand elle a été créée). Le statut de territoire d'outre-mer hybride’, unifié par la loi interne de 1946, mais en deux parties séparées en droit international, sera conservé, de même que les anciens traités relatifs à la tutelle des Nations unies sur les Comores et à l'acquisition antérieure de l'île de Mayotte, quand sera créée plus tard entre 1958 et 1960 l'éphémère Communauté française, et ensuite la République française (où le territoire d'outre-mer continuait à avoir le double statut international).
La résolution non contraignante des Nations unies s'appuie principalement sur les déclarations de volonté du gouvernement français faites seulement quelques mois avant l'organisation du scrutin d'autodétermination, qui n'ont pas la force contraignante de la loi.
La France s'attendait même à ce que Mayotte vote aussi pour sa propre indépendance, comme les autres îles, mais a été surprise de l'importance du non à l'indépendance conjointe avec le reste des Comores[Source absente].
La France s'oppose depuis aux prétentions territoriales des Comores sur Mayotte, et sur l'indivisibilité de l’archipel, qui n'a fait l'objet d'aucun traité international reconnaissant leur union (et les îles étaient elles-mêmes divisées en royaumes ou sultanats distincts avant même l'acquisition française de Mayotte). Les Comores, quant à elles, défendent aussi une position basée sur une coutume plus ancienne quand divers peuples (venant de différents empires médiévaux) allaient assez librement d'une île de l'archipel à l'autre ou ont pu les occuper partiellement, souvent par la force [Source absente]. Le 21 novembre 1975, le nouveau maître des Comores Ali Soihili atterrit clandestinement avec sa garde rapprochée à Pamandzi pour essayer de s'emparer de Dzaoudzi : la réaction rapide de la population mahoraise aboutit à un simple renvoi des intrus, sans violence.
En pleine guerre froide, la France a le projet d'y implanter une base militaire navale dotée d'un port en eau profonde. Ce projet ne verra pas le jour, mais sera compensé par l'implantation d'une station d'écoute du réseau satellitaire français d'espionnage des communications, appelé réseau Frenchelon, mise en service en 2000 sur l'île de Petite-Terre : le centre d'écoute militaire des Badamiers.
Le 6 février 1976, la France oppose son droit de veto au Conseil de sécurité des Nations unies pour empêcher l'adoption d'un projet de résolution lui demandant d'engager des négociations avec le gouvernement comorien en vue de la rétrocession de Mayotte et de renoncer à la tenue d'un nouveau référendum,.
Un second référendum a lieu le 8 février 1976, et confirme par un taux de 99,4 % (82,8 % des inscrits, 17 845 voix pour et 104 contre) le choix de la population de Mayotte de rester au sein de la République française.
Par le vote de la résolution no 31/4 du 21 octobre 1976, l'Assemblée générale des Nations unies, considérant ce référendum comme nul et non avenu, condamne la présence française à Mayotte, une résolution dépourvue de force juridique (« non contraignante en matière de droit international »). L'Assemblée générale de l'ONU s'appuie sur la déclaration du 14 décembre 1960 « sur l'octroi de l'indépendance aux pays et peuples colonisés », point no 6 sur la préservation de l'intégrité territoriale, qui rentre toutefois en contradiction avec le point no 2 sur le droit à l'autodétermination et le fait que les Comores n'ont jamais constitué un pays uni par le passé. Entre 1973 et 1994, pas moins de vingt résolutions, non contraignantes, traitant de l'« île comorienne de Mayotte » ont été adoptées par l'Assemblée générale des Nations unies, au titre de l'« autodétermination du peuple comorien dans son unité et son intégrité territoriale ». Ces résolutions, toutefois, sont dépourvues de toute force juridique contraignante. Dans sa résolution du 6 décembre 1994, l'Assemblée générale de l'ONU a rappelé et confirmé l'appartenance de Mayotte à l'État comorien à ses yeux. Depuis 1995, la question de Mayotte n'a plus été inscrite à l'ordre du jour de l'Assemblée générale de l'ONU, même si la menace en a régulièrement été brandie par les autorités comoriennes.
La France, de son côté, franchit un pas supplémentaire en instaurant, en 1995, les « visas Balladur » – du nom de l'ancien premier ministre –, obligeant les Comoriens à se doter d'un visa pour venir à Mayotte.

#### Départementalisation

Mayotte représentée en rouge sur la carte des régions françaises.

Le référendum local du 29 mars 2009 sur la départementalisation est approuvé par 95 % des votants (soit 57 % des électeurs), confirmant par un troisième référendum la volonté de la population locale de rester française, plutôt que de rejoindre la nouvelle république fédérale islamique des Comores (puis l'union des Comores). L'organisation par la France d'un référendum sur la départementalisation de Mayotte est contestée par le président de l'union des Comores. Les Français de métropole ne sont pas consultés.
Le 31 mars 2011, le département de Mayotte est devenu officiellement le cent-unième département de France et son cinquième département d'outre-mer. À la suite de ce changement de statut, des négociations sont engagées avec l'Union européenne pour que l'île entre dans le territoire de l'Union, passant du statut de pays et territoires d'outre-mer (PTOM) à une région ultrapériphérique (RUP) le 1er juillet 2014, comme les autres départements d'outre-mer de France. Mayotte intègre l'Union en 2014.
Fin 2021, un projet de loi organique est en cours d'élaboration pour que Mayotte devienne un département-région, au même titre que la Guyane et la Martinique.

### Violences et troubles sociaux

#### Manifestations et violences d'octobre 2011
Dès l'automne 2011, d'importants mouvements de contestation contre l'augmentation du coût de la vie viennent troubler la vie sociale et économique du nouveau département. Pendant plusieurs semaines, des manifestations se succèdent. L'île est progressivement paralysée et les actes de violence se multiplient. Des magasins sont pillés, des barrages sont montés.
Les gendarmes mobiles chargent à plusieurs reprises ; un manifestant meurt dans ces affrontements et un autre est grièvement blessé. Les médias de la métropole observent un silence quasi-général sur les événements. Le gouvernement nomme alors un médiateur afin de dénouer la crise.
Depuis, les grèves pour les revendications de différents droits sont quasi-annuelles : beaucoup d'entreprises sont en situation de monopole (comme Total), et l'île est très facile à bloquer entièrement même pour un groupe réduit, n'étant pourvue que d'un seul port et d'une seule route principale, circulaire.

#### Pénuries d'eau à partir de 2016
Mayotte a dû faire face à une grave pénurie d'eau en 2016 et 2017. La production en eau potable dépend en effet largement des précipitations dans l'île, qui a connu une situation de sécheresse critique due à une saison des pluies tardive à la fin 2016, et au début 2017. Les ressources proviennent à 80 % des eaux de surface des rivières et des retenues collinaires, ce qui rend l'île particulièrement vulnérable aux aléas climatiques. Est mise en cause aussi la vétusté du réseau de distribution, l'augmentation de la consommation (+ 20 % en quatre ans) et la déforestation massive. Pour remédier à ces problèmes, outre la livraison d'eau par tanker, il est prévu de nouveaux forages pour diversifier la ressource en eau, la construction d'une deuxième usine de dessalement d'eau de mer et la construction de la troisième retenue collinaire.
La montée en capacité des infrastructures, votée et budgétée, se faisant attendre (notamment du fait de détournements de fonds de la part de la société gestionnaire), les restrictions d'eau ponctuelles opérées depuis 2016 se sont faites de plus en plus fréquentes à partir de 2020 avec la mise en place de « tours d'eau », d'abord en saison sèche puis presque toute l'année à partir de 2022.
Fin 2023, une sécheresse exceptionnelle entraîne la fin de l'approvisionnement en eau potable au robinet et oblige l’État à organiser un pont maritime pour acheminer de l'eau en bouteilles gratuite, d'abord pour les plus démunis puis pour l'ensemble de la population, en attendant que les travaux pour augmenter la capacité d'approvisionnement voient enfin le jour. Le production en eau avant le cyclone Chido en janvier 2025 es de 38 000 mètres cubes d'eau par jour pour une consommation quotidienne de 46 000 mètres cubes.

#### Mouvements sociaux contre la violence depuis 2018

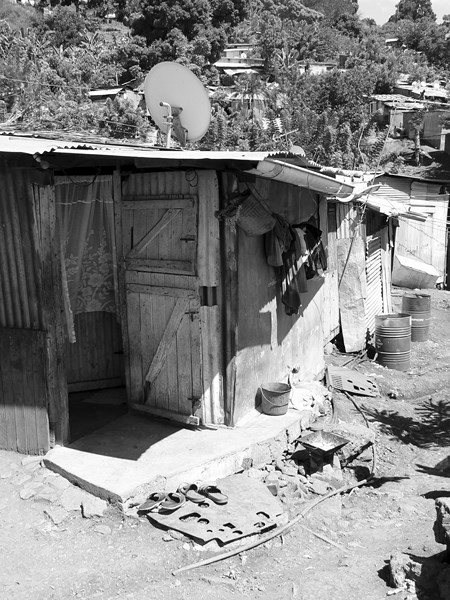
Taudis et « bangas » à Kawéni, surnommé le plus grand bidonville de France.

En janvier 2018, à la suite d'une accumulation de violences ciblant des jeunes aux abords des lycées et des transports scolaires, plusieurs établissements scolaires et la société de transport scolaire font valoir leur droit de retrait, et plusieurs manifestations contre la violence, l'insécurité et l'immigration comorienne ont lieu. Le mouvement grossit à partir du 20 février pour déboucher sur une « grève générale », avec blocages routiers et opérations « île morte », ainsi que des manifestations de plusieurs milliers de personnes, soutenue par des élus locaux et métropolitains.
Le 28 mars 2018, face au constat de l'enlisement du mouvement et aux débordements de plus en plus préoccupants de certains groupes de manifestants, Dominique Sorain, directeur de cabinet de la ministre des Outre-mer, est nommé préfet de Mayotte et « délégué du gouvernement ». Malgré des réunions menées dès le week-end avec les acteurs du conflit et l'appel de l'intersyndicale et du collectif à la levée des barrages routiers, de nombreux points de blocage subsistent les jours suivants. Le matin du 7 avril 2018, le préfet fait ouvrir par la gendarmerie le barrage entravant l'accès au port de Longoni. Les jours suivant, l'ensemble des barrages sont progressivement levés.
Le 19 avril 2018, une délégation d'élus mahorais est reçue par le Premier ministre et la ministre des Outre-mer à Matignon. Édouard Philippe annonce les grandes orientations d'un plan de rattrapage pour Mayotte et aborde également la question des relations avec l'union des Comores, ainsi que des projets visant à la déconcentration des décisions, notamment par la création d'une agence régionale de santé pour Mayotte et la création d'un rectorat de plein exercice.
Une nouvelle flambée de violences, plus brève mais non moins intense, s'est déroulée en octobre 2020.
En avril 2023, le ministre de l'Intérieur et des Outre-mer Gérald Darmanin lance l'opération Wuambushu, opération de décasage visant à raser de nombreux quartiers de bidonvilles et expulser des comoriens en situation irrégulière au nom de la lutte contre la délinquance.
En juillet 2025, le Parlement français adopte un projet de loi pour « refonder » Mayotte et lutter contre la pauvreté à Mayotte.

### CycloneChido
Le « cyclone tropical intense » Chido, de la saison cyclonique 2024-2025 dans l'océan Indien sud-ouest, traverse et ravage l'île le 14 décembre 2024. C’est la pire catastrophe naturelle depuis plusieurs siècles en France, selon le Premier ministre François Bayrou, qui déclare pour la première fois de l'Histoire française l'« état de calamité naturelle exceptionnelle ».
Il annonce aussi la mise en place d'un « plan Mayotte debout » adossé à une « loi d’urgence », une loi-programme de refondation de Mayotte et la création d'un « Établissement public de refondation de Mayotte ».

## Administration

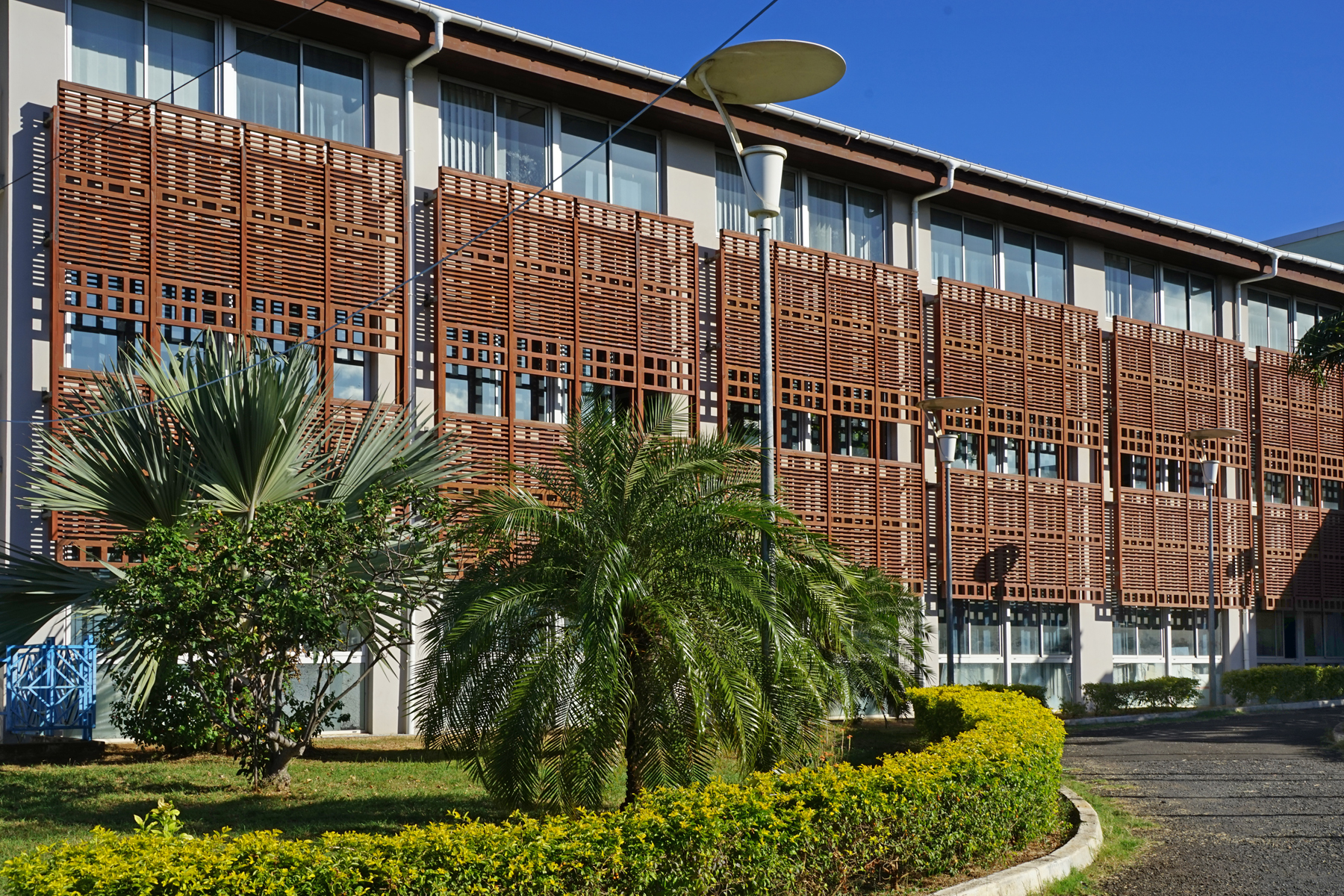
Le conseil départemental à Mamoudzou.

Mayotte est depuis 2011 une collectivité territoriale unique, où une seule institution, le Conseil départemental de Mayotte, exerce à la fois les compétences d'un département et d'une région, dans le cadre de l'identité législative.
Au plus tard le 1er janvier 2026, le Département de Mayotte prendra le nom de Département-Région de Mayotte, clarifiant ainsi son statut de collectivité territoriale unique exerçant les compétences dévolues aux régions et aux départements. A compter des élections territoriales de 2028, à l'instar de la Martinique et de la Guyane, une "Assemblée de Mayotte" sera élue au scrutin proportionnel et remplacera l'ancien conseil départemental créé en 2011.

### Droit

#### Statut juridique
La loi du 11 juillet 2001 relative à Mayotte prévoit l'application progressive du droit commun français à Mayotte, dans la perspective de l'évolution vers le statut de département d'outre-mer (DOM). Cette loi a fait de Mayotte une collectivité départementale, dotée d'un conseil général, et d'une administration décentralisée, en place depuis le 1er avril 2004, ce statut subsistant jusqu'au 30 mars 2011. Depuis 2001, les règles applicables à Mayotte figurent au code général des collectivités territoriales. La loi organique du 21 février 2007 a réécrit ce statut, en prolongeant la logique de la loi de 2001. Ensuite, après le 1er janvier 2008, hormis quelques matières (fiscalité, urbanisme, droit social…), l'identité législative régit le régime législatif de Mayotte : cela signifie que le droit commun sera applicable, comme dans les DOM.
L'État français est représenté jusqu'au 30 mars 2011 par un commissaire du gouvernement faisant fonction de préfet, puis par un préfet de plein exercice depuis cette date. En matière d'éducation nationale, Mayotte a d'abord constitué un vice-rectorat (rattaché à la Réunion), avant d'évoluer vers le statut de rectorat de plein exercice à partir de 2019.
Le changement de statut de l'île se traduit aussi en termes d'enjeux environnementaux pour lesquels les collectivités locales ont une responsabilité croissante.

### Départementalisation
Mayotte est devenu le 31 mars 2011 une collectivité territoriale unique exerçant à la fois les compétences d'un département et d'une région d'outre-mer,, avec une seule institution, le Conseil départemental de Mayotte.
À l'issue du renouvellement du conseil général en mars 2008, les conseillers généraux de Mayotte ont adopté le vendredi 18 avril 2008 une résolution (à l'unanimité) invitant le gouvernement français à transformer la collectivité en DOM. Il appartenait donc au gouvernement de consulter dans les douze mois la population de Mayotte sur le processus de départementalisation. Toutefois l'ONU et les Comores avaient prévenu qu'elles considéraient comme étant nulle et non avenue toute consultation qui serait organisée dans le cadre de la départementalisation de l'île comorienne de Mayotte. La consultation a eu lieu le 29 mars 2009,, selon l'engagement du président de la République, Nicolas Sarkozy. L'ensemble des organisations politiques locales se sont prononcées en faveur du « Oui ». La participation a été marquée par une forte abstention (38,63 %). Le « Oui » l'a emporté avec plus de 95,2 % des suffrages exprimés.
Une loi organique et une loi ordinaire précisant les conditions de cette transformation effective au lendemain des élections cantonales de 2011, la collectivité étant alors régie par l'Article 73 au lieu de l'Article 74, sont examinées à l'automne 2011. La loi prévoit des aménagements transitoires comme la création seulement en 2014 d'une fiscalité locale.
Mayotte est donc devenu le cent-unième département français et le cinquième en Outre-mer avec la Guadeloupe, la Guyane, la Martinique et La Réunion, le 31 mars 2011. Elle exerce les compétences dévolues aux départements d'outre-mer et aux régions d'outre-mer, la même assemblée exerçant les compétences du conseil général et celles du conseil régional. La loi organique prise à cet effet a été validée par le Conseil constitutionnel. Les deux lois (organique et ordinaire) ont été promulguées le 7 décembre 2010 et publiées au Journal officiel du 8 décembre.
Ce nouveau statut ne fait pas entrer automatiquement le cent-unième département dans la catégorie des régions ultrapériphériques. La demande d'intégration de Mayotte comme partie intégrante de l'Union européenne (UE) est approuvée par le Conseil européen le 11 juillet 2012. Selon cette décision, Mayotte conserve son statut de pays et territoire d'outre-mer jusqu'au 31 décembre 2013 et devient, le 1er janvier 2014, la neuvième région ultrapériphérique de l'Union.
La départementalisation, menée à la hâte, a été qualifiée par la Cour des comptes de « fuite en avant » et de réforme « insuffisamment préparée et pilotée » dont le coût et les risques financiers n'ont pas été évalués.
En 2018, la même Cour des Comptes épingle encore le département de Mayotte, en particulier pour sa gestion des ressources humaines jugée désastreuse, et héritière de décennies de recrutement de complaisance ayant abouti à la titularisation de responsables sans qualification ni efficacité, mais au coût salarial et fonctionnel (logements et voitures de fonction, frais de mission) exorbitant. Ainsi, en 2017, la seule charge salariale représentait plus d'un tiers du budget total du département, alors que l'inoccupation, l'absentéisme et les nombreuses défaillances rendent en même temps ce conseil départemental extrêmement dysfonctionnel et inefficace dans ses missions majeures. Des irrégularités proches de l'infraction ont également été notées : des agents ont continué à être rémunérés par le département plusieurs années après l'avoir quitté, plusieurs directeurs ont été nommés alors qu'ils n'avaient ni le grade ni le niveau d'étude correspondant à leur fonction, et des élus dépensent plus du double de leur budget en frais de mission. Plus généralement, la Cour relève « Voyages et mission bidon, copinage pour les embauches, sureffectifs, primes illégales, désorganisation, petits et grands arrangements avec la réglementation, directeurs sans compétences, services fantôme, emplois fictifs, titularisation à gogo ».

### Évolution vers le droit commun
À la suite de la départementalisation, Mayotte reste soumise à un régime juridique dérogatoire dans plusieurs domaines mais évolue progressivement vers le droit commun. Le code du travail applicable à Mayotte est ainsi abrogé au profit du code du travail de droit commun dont la partie législative devient applicable à partir du 1er janvier 2018.

### Spécificités du droit des étrangers et de la protection sociale
De nombreuses dérogations sur le droit des étrangers sont appliquées,,, afin de « dissuader autant que possible l’immigration irrégulière, notamment de mineurs, en provenance essentiellement des Comores ».
Les titres de séjour délivrés sur l’île autorisent uniquement la présence à Mayotte ; un « visa territorialisé » est nécessaire pour voyager dans un autre département. Depuis la loi asile et immigration de 2018, la circulation des mineurs étrangers est davantage contrainte, le « droit du sol » est plus contraignant: un enfant né à Mayotte de parents étrangers peut obtenir la nationalité française à ses 18 ans sous condition comme en métropole, mais doit en plus justifier que l’un de ses parents au moins résidait en France de manière régulière avec un titre de séjour depuis plus de trois mois avant sa naissance. Le ministre de l’intérieur Gérald Darmanin souhaite supprimer ce droit du sol par une révision constitutionnelle en 2024. Depuis l’entrée en vigueur d’un décret en mai 2022, le délai pour les demandes d’asile après l'entrée sur le territoire est de 7 jours (90 jours dans les autres départements). Les recours contre les OQTF ne sont pas suspensifs. Les demandeurs d'asile ne perçoivent pas d'allocation, ni d’aide au retour. Le délai pour saisir le juge des libertés et de la détention après qu'un étranger est enfermé en centre de rétention est de cinq jours (quarante-huit heures en métropole) : les personnes sont ainsi expulsées avant que le juge n'ait pu statuer sur la légalité de la procédure.
La législation sociale est loin des standards métropolitains. Les SMIC et le RSA sont inférieurs (de 24,5 % et 47 % inférieurs en 2023). Les conditions d’octroi des minima sociaux aux étrangers sont drastiques. Les conventions collectives sont inopérantes. La Sécurité sociale est propre à l’île, et il n'y a pas d'aide médicale d'État ; les soins sont donc pris en charge non par l’État, mais par l’agence régionale de santé. Les personnes en situation irrégulière n'ont aucune protection. Le système de retraite est autonome.
La loi de 1905 de séparation des églises et de l’État ne s’applique pas. Les cultes sont régis par les décrets Mandel de 1939.

### Divisions administratives

#### Communes

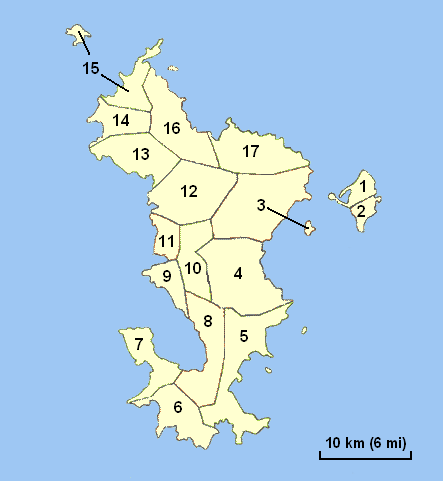
Communes de Mayotte.

Mayotte compte depuis 1977 dix-sept communes. À chaque commune correspond un canton excepté pour Mamoudzou qui en regroupe trois, ce qui fait dix-neuf cantons. Chacune des dix-sept communes regroupe le plus souvent plusieurs villages. Contrairement aux autres départements qui comportent plusieurs arrondissements ou un seul (pour Paris et le Territoire de Belfort), Mayotte ne comporte officiellement aucun arrondissement ; son territoire peut toutefois être assimilé à un arrondissement unique avec une préfecture siégeant à Dzaoudzi, qui est le chef-lieu administratif,, bien que Mamoudzou accueille le siège du conseil départemental et l'essentiel des services de la Préfecture. À partir du 24 août 2023, le décret du 11 février 1977 est abrogé et Mamoudzou devient le chef-lieu officiel de la collectivité.
Les communes les plus peuplées sont Mamoudzou, Koungou, Dembéni et Dzaoudzi.

#### Intercommunalités
Entre 2014 et 2015, une communauté d'agglomération et quatre communautés de communes ont été créées.

### Élus de Mayotte
Les habitants de Mayotte sont représentés à l'Assemblée nationale depuis juin 2022 par deux députés, Estelle Youssouffa (SE) et Mansour Kamardine (Les Républicains) ainsi qu'au Sénat par deux sénateurs : Thani Mohamed Soilihi (DVG) et Abdallah Hassani (DVG).

### Vie politique
En 1958, cinq territoires d'outre-mer, faiblement peuplés, choisissent de conserver leur statut et de ne pas devenir des États au sein de la nouvelle Communauté française : il s'agissait de Saint-Pierre-et-Miquelon, de la Côte française des Somalis (qui prendra son indépendance sous le nom de Djibouti), du Territoire des Comores (l'ancien protectorat plus l'ancienne colonie de Mayotte), de la Nouvelle-Calédonie et de la Polynésie française. Ces TOM continuèrent d'envoyer des représentants à l'Assemblée nationale, mais en raison du délai de l'exercice de l'option, ils ne purent participer aux élections législatives des 23 et 30 novembre 1958, les premières de la Ve République. Le siège de député de Mayotte remonte donc à celui des Comores, depuis que, par son vote du 8 février 1976 (« Oui » à 99,4 %, soit 82,3 % des inscrits) l'île a maintenu ses liens avec la France.
En 1978, c'est l'UDF Younoussa Bamana qui a été le premier député élu, puis réélu, dans cette collectivité territoriale de 19 000 électeurs. Avec l'élection de François Mitterrand, c'est Jean-François Hory, proche du PRG qui est alors élu (alors que Valéry Giscard d'Estaing avait obtenu 89,9 % des voix peu de temps auparavant). En 1986, c'est un centriste, originaire de la Martinique, Henry Jean-Baptiste, qui est élu, puis réélu en 1988 1993 et 1997. En 2002, le RPR-UMP Mansour Kamardine, 1er vice-président du conseil général, est élu face au candidat UDF-MDM qui briguait la succession du député sortant.
Lors des élections législatives de 2007, Abdoulatifou Aly (Mouvement démocrate), candidat de la Force de l'Alternance du Mouvement départementaliste mahorais (une dissidence du Mouvement départementaliste mahorais) est élu au second tour contre Mansour Kamardine.
En 2007, le projet de départementalisation de Mayotte s'accélère sous l'impulsion du député Mansour Kamardine qui obtient l'adoption d'une loi de consultation sur la départementalisation. En 2008, le secrétaire d'État Roger Karoutchi a annoncé le 24 janvier qu'à l'issue des élections de mars, le conseil général, s'il le souhaitait, adopterait une résolution pour que Mayotte devienne un département-région. Or, à la suite des élections cantonales de mars 2008, Ahmed Attoumani Douchina conseiller général du canton de Kani-Kéli (UMP), a été élu président du conseil général par treize voix contre cinq et un bulletin nul, succédant à Saïd Omar Oili, sans étiquette, président du Nouvel Élan pour Mayotte (NEMA). Le nouveau président a été élu par une coalition UMP-PS-MDM (le MDM est issu du Mouvement populaire mahorais) favorable à une telle évolution qui était alors attendue pour 2008 ou 2009. L'ONU et les Comores avaient alors prévenu qu'elles considéraient comme étant nulle et non avenue toute consultation qui serait organisée dans le cadre de la départementalisation de l'île comorienne de Mayotte. Le référendum pour la départementalisation a eu lieu le 29 mars 2009.
Lors de sa visite, le ministre de l'Outre-mer Christian Estrosi a évoqué la possibilité de revenir sur le droit du sol pour décourager l'immigration illégale, mais cette idée n'a pas été reprise par son successeur, Yves Jégo.
Le statut de DOM est peut-être incompatible avec le maintien du statut personnel (voir plus bas), la question n'est d'ailleurs pas claire à ce sujet, dès lors que par exemple des Guyanais, Wallisiens ou Néocalédoniens disposent déjà d'un tel statut, et que la Constitution « protège » déjà le statut personnel partout sur le territoire de la République.
La départementalisation suppose des évolutions notables, dont certaines sont mises en œuvre depuis 2003 sous l'impulsion du député Mansour Kamardine : l'âge légal minimum des femmes pour se marier est relevé de 15 à 18 ans, les mariages polygames sont interdits, même si les situations acquises ne sont pas remises en cause, la justice cadiale cède la place à une justice civile. Les minimaux sociaux seront aussi progressivement augmentés, en commençant par les deux seuls en vigueur, ceux pour les adultes handicapés et les personnes âgées. De même, la transformation de Mayotte en DOM devrait permettre l'attribution du revenu de solidarité active (RSA), ce qui explique le lobbying d'une grande partie de la classe politique en ce sens. Le RSA sera versé à partir de 2012, à environ le quart de ce qu'il représente en métropole et sera ensuite progressivement revalorisé sur une période de 20 à 25 ans, en fonction du rythme du développement économique de l'île mais, avec la mise en place d'un cadastre, la taxe d'habitation et la taxe foncière devraient également faire leur apparition.
Fin 2012, la situation sociale à Mayotte reste problématique. 75 % des habitants de l'île ne parlent que le shimaoré, 48 % des adolescents de 16 à 18 ans sont illettrés et en échec scolaire, 64 % des élèves de CE1 échouent à l'épreuve de français.
Aux différentes élections depuis la présidentielle de 2017, Marine Le Pen arrive régulièrement en tête dans ce département, avec 42,89 % des suffrages au premier tour de la présidentielle de 2022, loin devant les autres candidats. Pour le quotidien conservateur espagnol ABC, « le discours féroce sur l’immigration et la sécurité » de Marine Le Pen fait la différence auprès des mahorais. Emmanuel Macron « n’a pas été à la hauteur des attentes » durant son quinquennat aux yeux des quelque 290 000 habitants de Mayotte, assure ABC. Jean-Luc Mélenchon obtient 23,96 % et le président sortant 16,94 %.

### Drapeaux et blasons
Les armoiries de Mayotte sont coupées d'azur, au croissant d'argent, et de gueules à deux fleurs d'ylang-ylang d'or boutonnées d'argent, le tout à bordure engrelée d'argent. L'écu est soutenu par deux hippocampes d'argent de profil et posé sur une ceinture du même contenant la devise : Ra Hachiri (« Nous sommes vigilants » en shimaore). Le croissant symbolise l'Islam, tandis que l'engrènement d'argent symbolise la barrière de corail qui entoure l'île.
Le drapeau du département de Mayotte est composé des armoiries de la collectivité en son centre sur fond blanc, de la mention « MAYOTTE » en rouge ainsi que de la devise Ra Hachiri (« nous sommes vigilants » en mahorais). Il n'est pas reconnu officiellement,.
Le drapeau de la France (bleu, blanc, rouge) est le drapeau officiel de Mayotte.

Armoiries de Mayotte.
Drapeau du département de Mayotte.
Drapeau français.

## Société

### Religion
Selon l'Insee, Mayotte est estimée à 321 000 habitants au 1er janvier 2024.
L’islam est présent dans l’archipel depuis au moins le XVIe siècle : la mosquée de Tsingoni (construite au XVIe siècle), classée monument historique en 2015, est considérée comme la plus ancienne mosquée encore en activité de France.

### Démographie

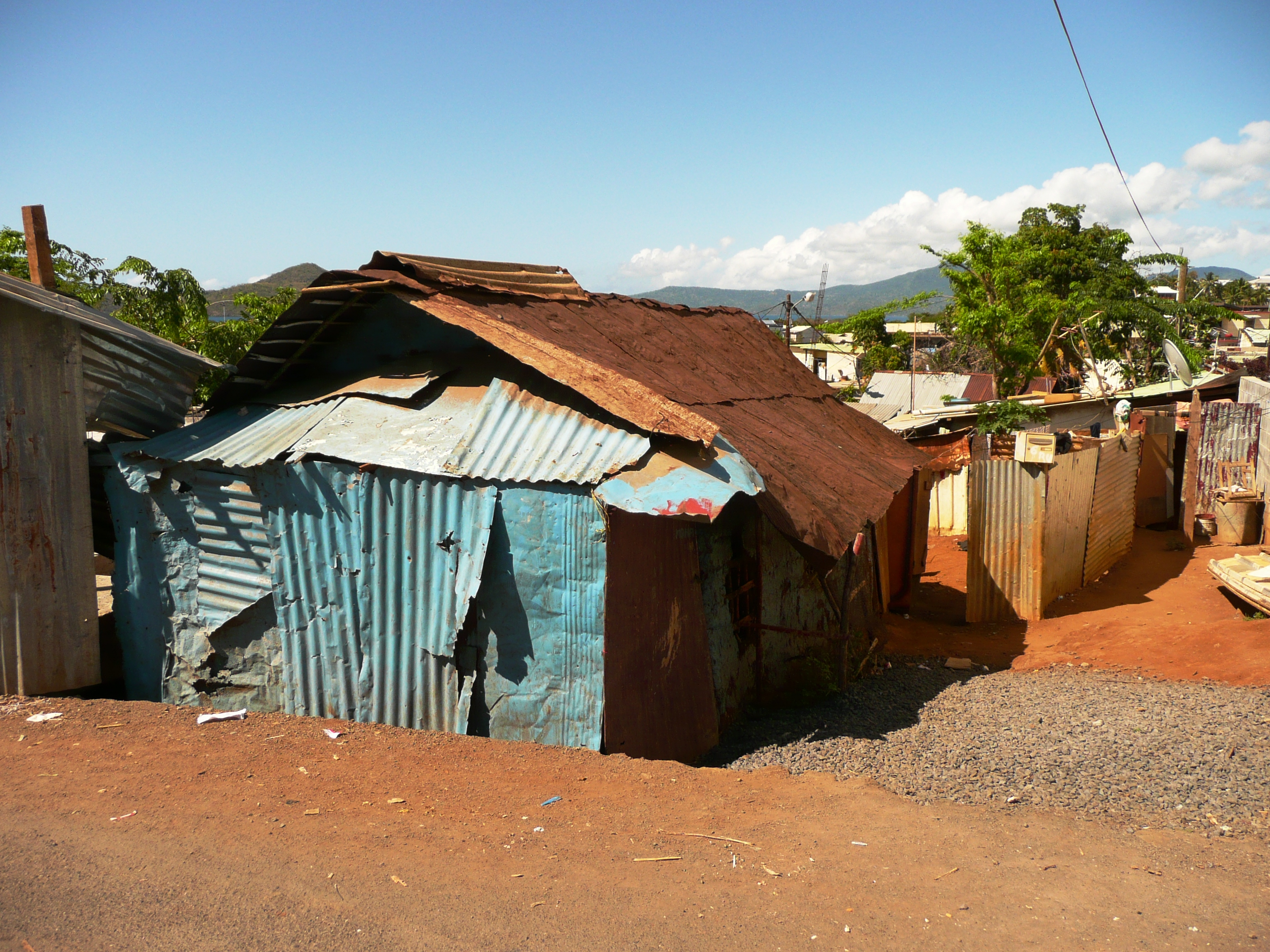
Une grande partie de la population vit dans des cases en tôle, improprement appelées bangas.

La croissance démographique est extrêmement forte à Mayotte : l'île comptait 3 000 habitants à son achat par la France dans les années 1840, 11 000 en 1911, 67 205 en 1985, croissance qui a connu une accélération avec 186 452 habitants en 2007, 212 645 en 2012 et 256 518 habitants en 2017. Cela en fait le département français avec le plus fort taux de croissance démographique (3,8 % par an) et même la plus forte croissance démographique de tout le continent africain, à l'exception du Niger, pays le plus jeune de la planète. Mayotte a d'ailleurs une population très jeune : actuellement, plus d'un habitant sur deux a moins de 20 ans à Mayotte (contre 1/3 à la Réunion et 1/4 dans l'Hexagone). Selon une projection de l'Insee réalisée en 2020, la population de Mayotte pourrait atteindre environ 440 000 habitants en 2050.
Cette croissance est la conséquence de la fécondité et de l'immigration importantes. En 2019, le taux de fécondité s'élève à 4,68 enfants par femme. En 2017, le CHM de Mayotte fut encore une fois la première maternité de France, avec 9 800 naissances, dépassant comme chaque année son propre record.
Mayotte est le département le plus dense 825 hab./km2 (en 2017 :682 hab./km2) hors Île-de-France . À titre de comparaison, le second DOM le plus densément peuplé est la Réunion, avec seulement 339 hab./km2, soit moins de la moitié de la densité mahoraise.
L'amélioration des conditions d'hygiène, de santé publique (médecine rurale, préventive, gratuite pour tous jusqu'en 2005) et du niveau de vie a eu pour conséquence une diminution du taux de mortalité passé de 25 ‰ habitants lors du recensement de 1958, à 7,36 ‰ en 2008. Le taux de mortalité estimé en 2015 est de 2,8 ‰, mais il est considéré comme sous-évalué par l'Insee.
Malgré l'espérance de vie moyenne la plus basse de tous les départements français (76,3 ans, comme la Jamaïque ou l'Argentine), Mayotte compte quelques personnes très âgées dont Tava Colo, officiellement née le 22 décembre 1902 à Passamaïnty et décédée dans la même ville le 1er mai 2021 , et qui fut doyenne des Français pendant plusieurs années. En 2020, on estime que 2 350 mahorais sont âgés de plus de 75 ans.
On estime que 84 % de la population vit en dessous du seuil de pauvreté à Mayotte. L'indice de développement humain pour Mayotte a été estimé à 0,75, ce qui selon les auteurs de l'estimation placerait Mayotte à la soixante-dixième place du classement mondial.

### Villes et habitat
La forte croissance démographique de Mayotte se manifeste par une accélération de l'urbanisation. Mamoudzou, chef-lieu du département et principale ville, compte 71 437 habitants en 2017, contre 53 022 dix ans auparavant. Elle est au cœur d'une aire d'attraction de 256 518 habitants en 2017. La deuxième commune la plus peuplée, Koungou (32 156 habitants en 2017), est limitrophe de Mamoudzou. Ce sont les communes de la Grande Terre proches du chef-lieu qui se développent le plus[réf. nécessaire].
Les conditions de vie matérielles d'une importante partie de la population demeurent très faibles, avec une extension des bidonvilles qui est sans doute la première au sein des États européens : 
- « 28 % des logements ne disposent pas d'eau courante, 59 % n'ont pas de toilettes à l'intérieur de l'habitation et 52 % n'ont ni baignoire ni douche »[219].
- 21 % des logements n'ont pas d'électricité (sans compter les nombreux ménages qui bénéficient de raccordements illégaux)[217].
- 47 % des habitations n'ont qu'une pièce ou deux (contre 19 % en Métropole) malgré une taille moyenne des ménages bien plus importante, ce qui fait que plus de la moitié des logements sont en état de surpopulation, avec une personne sur trois vivant dans un ménage de plus de quatre personnes dans une seule ou deux pièces (contre 0,5 % en Métropole)[217].
- 79 % des ménages de Mayotte vivent en habitat précaire et seulement 3 % bénéficient de logements sociaux[220].

Selon l'Union sociale pour l'habitat, il y aurait en 2022 plus de 1500 demandes de logement non satisfaites, chiffre qui en réalité pourrait être trois fois supérieur. L'organisme relève que sur les 63000 ménages résidant à Mayotte, 38% soit environ 24000 vivent dans une maison en tôle, dont plus de la moitié sont des couples avec enfants, fréquemment des familles nombreuses de trois enfants et plus.

### Santé
Mamoudzou est l'unique ville où se trouve un hôpital (le CHM, Centre hospitalier de Mayotte), dont des annexes sont ouvertes à Dzaoudzi (sur Petite-Terre), Chirongui, Kahani et Dzoumogné. Depuis 2001, le CHM dispose d'un service de santé mentale. La capacité totale de l'hôpital est de 411 lits.
Des maternités dites « intercommunales » sont ouvertes : Mramadoudou au sud de l'île (2005), Kahani commune de Ouangani au centre (2006), et Bandraboua au nord (2010).
Cependant, la grande majorité des naissances a lieu à Mamoudzou, ce qui fait du CHM la première maternité de France : 54 % des naissances annuelles dans l'île en 2003, 57,3 % en 2004.
Depuis le 1er avril 2005, les soins ne sont plus gratuits sur le territoire. Les patients doivent présenter une carte de Sécurité sociale ou acquitter un droit forfaitaire auprès des structures de soins publics ou des honoraires auprès d'un médecin privé.
Il existe aussi une quinzaine de dispensaires dans les villages, qui se partagent les rares médecins de garde. Ils sont appuyés par quatre hôpitaux intercommunaux, ou dispensaires de référence : antenne du CHM de Petite-Terre (Dzaoudzi), hôpital Sud (Chirongui), hôpital Centre (Kahani), hôpital Nord (Dzoumogné).
L'île est le territoire français le plus dépourvu en termes de personnel médical, puisqu'on ne compte à Mayotte que 0,18 médecin pour 1 000 habitants, contre 2 en Métropole (et 1,8 à la Réunion).
Depuis 2005, des infirmiers s'installent en libéraux, assurant les soins à domicile.
Bien qu'il soit possible de bénéficier de la couverture maladie universelle à Mayotte, les habitants ne peuvent bénéficier de la CMU-Complémentaire comme en métropole.
Le paludisme, la dengue et le chikungunya sont signalés sur l'île, tous transmis par les moustiques, mais les infections sur les personnes en bonne santé résidant dans des conditions d'hygiène acceptables sont rares.
Les rats sont parfois vecteurs de leptospirose et une espèce d'escargots géants invasifs (Lissachatina fulica) pourrait transmettre une forme de méningite (Angiostrongylose).
L'obésité est l'un des fléaux majeurs en matière de santé à Mayotte : selon l'ARS, près d'une femme sur deux (47 %) est obèse, et une personne sur 10 est diabétique entre 30 et 69 ans. En conséquence, l'hypertension artérielle et le diabète ont une prévalence record sur le territoire.
En 2020, alors que l'île est déjà atteinte par une vague de dengue, elle subit de plein fouet la pandémie de Covid-19, la situation sociale et sanitaire empêchant une mise en place satisfaisante des mesures protectrices.

### Enseignement

#### Historique
Malgré l'ancienneté du rattachement de Mayotte à la France, l'implantation de l'Éducation nationale est relativement récente : au début du XXe siècle, on comptait à peine une cinquantaine d'écoliers, pour plus de 12 000 habitants, l'instruction primaire étant essentiellement dévolue aux madrassas, ce qui a considérablement retardé l'apprentissage du français dans l'île. La scolarisation des enfants de plus de 6 ans ne devient obligatoire qu'en 1986[réf. nécessaire]. Les premiers collèges n'ont ouvert qu'après-guerre, et le premier lycée en 1980 (le second en 1998) ; les écoles maternelles apparaissent seulement dans les années 1990. En 1990, 90% de la population ignore la langue française[réf. nécessaire]. D'autre part, certaines mutations récentes (irruption de la télévision puis des réseaux sociaux, maisons climatisées et donc fermées sur l'extérieur, insécurité…) ont beaucoup perturbé les modes d'éducation traditionnels, notamment l'éducation commune à l'échelle du village, refermant les enfants sur des cellules familiales souvent inadaptées.

#### Tableau général
Avec plus de la moitié de la population en âge d'être scolarisée, Mayotte est un département exceptionnellement jeune, où l'éducation est un défi à de multiples égards.
L'analphabétisme est extrêmement important dans l'île. En 2000, il concernait encore 35 % des hommes et 40 % des femmes. Selon les données JDC de 2015, 50,9 % des jeunes seraient en situation d'illettrisme. 71 % de la population ne possède aucun diplôme. Par ailleurs, certains habitants ne maîtrisent pas l'alphabet latin mais lisent quand même l'arabe. Le français est la seule langue utilisée en classe, même si la majorité des jeunes ne le connaissent pas à leur arrivée à l'école. En 2022, l'INSEE estime que seules 55 % des personnes vivant sur le territoire affirment maîtriser le français, un taux qui s'élève jusqu'à 75 % pour les habitants nés sur le territoire.
La coupure entre la génération Y et leurs aînés pose le problème du suivi des devoirs à la maison. Le français, bien que langue officielle, est peu utilisé au domicile, ce qui compromet l'adaptation aux études et entraîne progressivement l'échec scolaire. En général, les jeunes Mahorais ne se rendent compte de leurs lacunes qu'en terminale. En une année, certains tentent alors de rattraper le retard des acquisitions censées être intégrées depuis le collège, mais les chances de réussite dans les études supérieures de niveau national demeurent très faibles.

#### Éducation nationale
L'enseignement est administré dans le département par le rectorat de Mayotte.
Plus de 100 000 mineurs sont scolarisés à Mayotte, ce qui en fait une des académies les plus peuplées de France. Lors de la rentrée 2022, 112 065 élèves sont scolarisés.
Il y a 67 écoles maternelles, 121 écoles élémentaires, 21 collèges et 11 lycées, dont le lycée Younoussa-Bamana de Mamoudzou (ouvert en 1980), le lycée de Petite-Terre (ouvert en 1998), le lycée de Sada, le lycée Mamoudzou Nord de Kawéni, les lycées du Nord, de Dembéni, de Kahani et de Chirongui.
La situation éducative à Mayotte est préoccupante : le SNES annonce qu'il y a jusqu'à 30 élèves par classe en collège classé REP+ et jusqu'à 38 élèves par classe au lycée. Tous les collèges ont par ailleurs été classés REP ou REP+ depuis la rentrée 2015. Le constat de l'augmentation des effectifs d'élèves cumulé au manque d'investissements des établissements marque les difficultés rencontrées pour répondre aux besoins de l'éducation primaire et secondaire. La ministre des Outre-mer Annick Girardin avoue ainsi début 2018 « pour être au rendez-vous, il nous faudrait créer une classe par jour ».
L'éducation scolaire apportée à Mayotte par les enseignants n'est globalement pas à remettre en cause, sauf en ce qui concerne le grand nombre de professeurs contractuels, dont le niveau de formation n'est pas toujours à la hauteur.

#### Enseignement supérieur

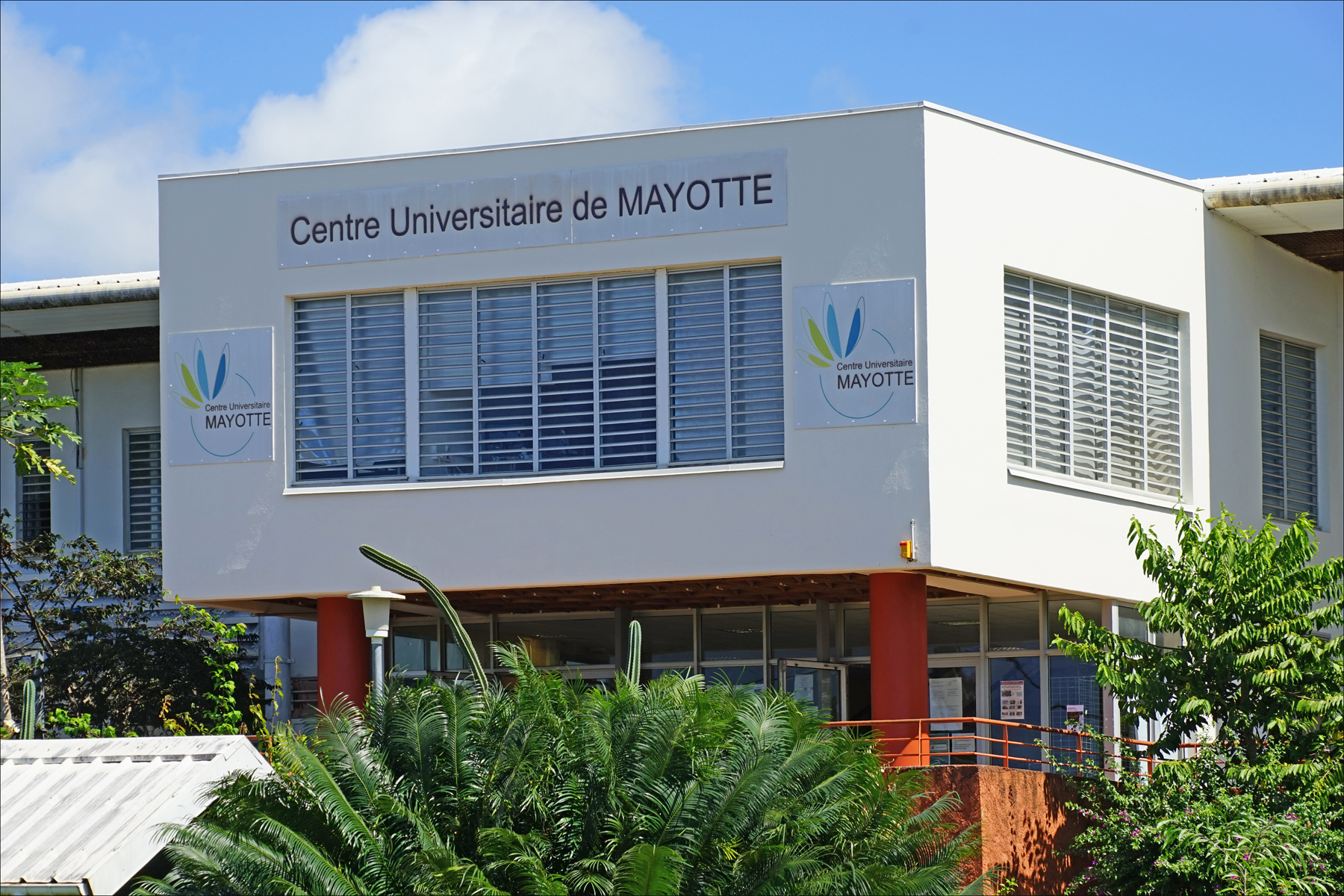
L'Université de Mayotte (anciennement Centre universitaire de Mayotte).

L'Université de Mayotte (anciennement « Centre universitaire de formation et de recherche de Mayotte ») est un établissement français d'enseignement supérieur créé en 2011 et situé à Dembéni, qui a obtenu un statut universitaire de plein exercice fin 2023. Elle demeure rattachée à différentes universités de la métropole, notamment Nîmes pour la mise en place administrative, et pour la pédagogie Aix-Marseille, Rouen, Montpellier et Nîmes.
Depuis 2018, l'établissement compte treize formations différentes, dont six licences universitaires (droit, administration économique et sociale, lettres modernes, géographie, sciences de la vie, mathématiques), deux licences professionnelles et des formations d'instituteurs. Pour l'instant, les élèves désirant poursuivre en master doivent partir terminer leur cycle d'études à la Réunion ou en métropole, sauf formation des instituteurs par le master « Métiers de l'enseignement, de l'éducation, et de la formation ».
En dehors de l'Université de Mayotte, plusieurs autres formations post-bac existent à Mayotte comme l'institut de Formation en Soins Infirmiers (école d'infirmières du Centre hospitalier de Mayotte) et douze BTS hébergés dans les lycées, essentiellement pour les métiers du tertiaire et des services.
Quelques classes passerelles de « mise à niveau » et « classes préparatoires aux études supérieures » existent également (notamment en voie économique au lycée de Chirongui) et permettent aux élèves anxieux d'aborder leur cycle d'études supérieures avec davantage de sérénité.
Enfin, pour les plus ambitieux, deux « Classes préparatoires aux grandes écoles » existent : une économique (« Prépa HEC ») au lycée de Sada et une scientifique (PTSI, « Maths sup techno ») au lycée Bamana.
Hors Mayotte, les moyens financiers octroyés aux étudiants pour leurs études en métropole ne semblent pas suffire. En outre, un fort taux d'échec est observable au niveau des études supérieures des étudiants mahorais en Métropole. Le développement de l'université sur l'île devrait permettre une meilleure prise en charge de l'enseignement supérieur, car une partie des difficultés semble être d'ordre plus culturel que seulement scolaire (difficulté d'adaptation à la vie en Métropole pour des jeunes de 18 ans isolés). À cet effet, plusieurs villes étudiantes de Métropole disposent d'associations d'étudiants mahorais, qui permettent aux aînés d'aider les nouveaux arrivants dans leur nouvelle vie.

### Immigration clandestine

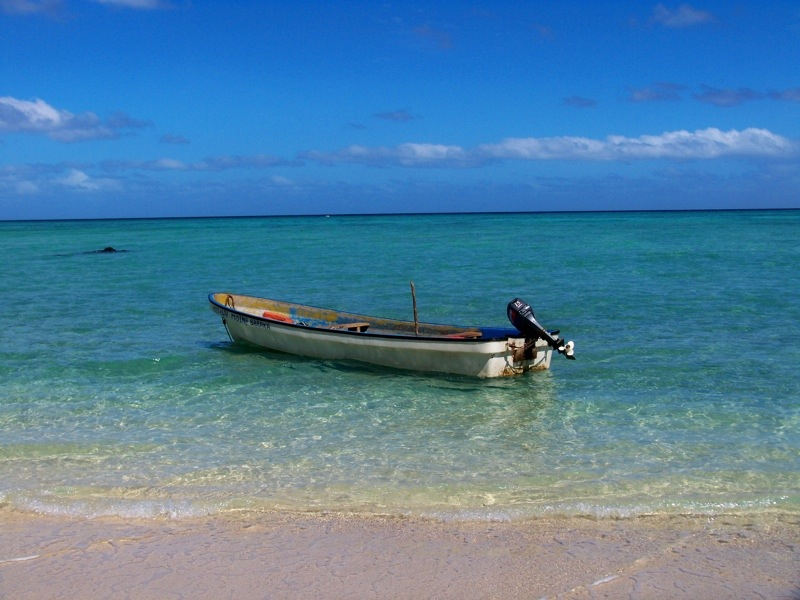
Un kwassa kwassa, canot de pêche utilisé par les passeurs pour se rendre à Mayotte.

En mars 2018 la population immigrée est estimée à 45 % de la population adulte de l'île. 95 % des étrangers sont de nationalité comorienne ; en 2012, 39 % de ces étrangers étaient nés sur le territoire mahorais, essentiellement des mineurs qui pourront donc obtenir la nationalité à leur majorité,
Le 18 janvier 1995, consécutivement à des manifestations et à la demande des autorités mahoraises qui constatent un afflux continu de migrants comoriens, est instauré le « visa Balladur » (du nom du Premier ministre à cette époque) qui s'applique aux Comoriens pour venir à Mayotte. En effet, Mayotte apparaît de plus en plus comme une oasis de prospérité dans un océan de misère. En 2010, le PIB par habitant est huit fois supérieur à celui des Comores. De plus, Mayotte offre la possibilité d'être éduqué et de se soigner gratuitement, et de bénéficier d'allocations au même niveau que le territoire métropolitain depuis la départementalisation.
Mayotte doit aujourd'hui faire face à une immigration clandestine massive, et on estimait en 2012 qu'un habitant sur trois serait un étranger en situation irrégulière. Depuis mai 2014, le code de l'entrée et du séjour des étrangers et du droit d'asile (CESEDA) s'applique à Mayotte.
En 2011, près de 22 000 étrangers en situation irrégulière ont transité par le centre de rétention administrative (CRA) de Pamandzi, ouvert depuis 1996 sur Petite-Terre. La capacité du centre de rétention limitée, à la fin de l'année 2012, à cent places, et légèrement étendue en 2014, est largement dépassée. On estime le flux entrant d'immigrés clandestins à environ 25 000 à 30 000 personnes par an, pour 18 000 à 20 000 reconduites à la frontière. Malgré la présence marginale d'Africains continentaux, ce flux serait essentiellement constitué de Comoriens, et notamment d'Anjouanais.
En toute logique, la plaque tournante de l'immigration se situe à Anjouan, car cette île, la plus proche de Mayotte, n'est située qu'à 70 kilomètres. Les clandestins venant des différentes îles de la République comorienne viennent s'y regrouper pour utiliser les services des passeurs.
Environ 12 000 personnes auraient trouvé la mort en tentant de rejoindre Mayotte dans des embarcations de fortune, les kwassa kwassa, ce qui fait du bras de mer séparant Mayotte d'Anjouan le premier cimetière marin au monde.
De nombreuses associations (comme l'Association nationale d'assistance aux frontières pour les étrangers) et personnalités mahoraises dénoncent une complicité active de l'État comorien dans ce drame : l'usine qui produit les fragiles embarcations à Anjouan n'a jamais été inquiétée, et sur les 450 à 500 départs estimés de ces dernières chaque année, les autorités comoriennes en interceptent à peine un, laissant ainsi prospérer cette sinistre industrie de mort et abandonnant l'ensemble de la gestion de ce drame humanitaire à l'État français, de l'autre côté de l'océan.
En 2017, la population de Mayotte et les autorités françaises elles-mêmes sont divisées sur la conduite à tenir par rapport au « visa Balladur », la première s'opposant à tout projet de remise en cause de celui-ci. À l'inverse, au-delà des incitations économiques, une partie des Comoriens, qui imputent les morts en mer au visa Balladur, justifient l'émigration illégale par l'appartenance de Mayotte aux Comores.
En 2023, Mediapart révèle un rapport rédigé en janvier 2022 par six ministères sur l'état de Mayotte. Le rapport pointe notamment que, selon le scénario le plus alarmiste de l'Insee, l'immigration comorienne pourrait conduire à comptabiliser 760 000 habitants à l'horizon 2050

### Médias

Logo de Mayotte La 1re, média public local (membre du réseau France Télévisions).

Le 12 avril 2012, le département accède pour la première fois à l'internet haut débit après avoir été raccordé au câble sous-marin Lion 2 de France Télécom-Orange. Depuis, la 4G a fait une arrivée remarquée dans l'île, dès lors bien mieux connectée à la métropole.
Aucun média papier (journaux, magazines) n'est importé à Mayotte, qui se contente de ses quelques titres locaux. Seules quelques radios nationales comme France Inter sont diffusées.
Mayotte dispose de plusieurs organes de presse locaux, dont une chaîne de télévision publique (Mayotte Première) et une privée (Kwézi TV), des radios (Mayotte Première, Kwézi FM, Yao FM, RMJ, Radio Dziani, Ylang FM, Caribou FM…), des quotidiens (Flash Infos, Le Journal de Mayotte, Les Nouvelles de Mayotte, France Mayotte Matin), un hebdomadaire généraliste (Mayotte Hebdo) et quelques autres titres plus spécialisés, à diffusion plus espacée (Mayotte Magazine, Memento, Glitter, Swiha, Fantasia…).

### Sécurité
Mayotte est le département français avec le plus fort taux de délinquance. On note cependant un taux de criminalité inférieur aux autres départements d'outre-mer (notamment la Guyane), sans doute liée à l'absence relative de grandes organisations criminelles et de trafic d'armes ou de stupéfiants.
Mayotte est particulièrement en tête pour les cambriolages, atteignant en 2016 près de deux faits pour cent logements. L'île est également le premier département français pour les coups et blessures volontaires (hors sphère familiale), atteignant 5,1 faits pour 1 000 habitants en 2016, et un total de 1 838 faits déclarés en 2017 (pour une population de 256 518 habitants, soit une agression pour 139 habitants). Une partie de ces violences sont toutefois à imputer aux rixes intervillageoises et autres bagarres de bandes de jeunes.
Mayotte était cependant seconde ex-aequo en matière de vols avec violence (3,3 pour 1 000 habitants), derrière la Guyane et à égalité avec la Guadeloupe (contre 1,5 ‰ en Métropole et 1,4 ‰ à la Réunion).
Une partie de ces chiffres sont cependant en baisse depuis 2015 : après deux années de hausse significative, les autorités ont relevé une diminution de la délinquance générale de 9 % en 2017 de 8,8% en 2018, puis encore de 1,9% en 2019, et le taux d'élucidation par les forces de l'ordre est en hausse constante.
Une prison moderne de 278 places existe à Majicavo (commune de Koungou), mais elle affiche un taux moyen de remplissage de 110%.
Une statistique préoccupante à Mayotte est le nombre de mineurs délinquants, en hausse continue depuis la départementalisation : 1 505 mineurs ont ainsi été placés en garde à vue en 2017 (30,3 % des mis en cause), mais leur âge et leur nombre limitent les possibilités de mesures coercitives. Un centre éducatif renforcé, l'action éducative en milieu ouvert (AEMO) a ouvert en 2018, avec 400 places. Mais plus de la moitié de la population de l'île est mineure, et la ministre Nicole Belloubet estime que le nombre de mineurs isolés, sans aucun tuteur légal (parents expulsés ou décédés, enfants abandonnés…), est compris entre « entre 3 000 et 6 000 ». Seulement « une infime partie » est prise en charge par l'Aide sociale à l'enfance (ASE).
L'insécurité prononcée sur le territoire a déclenché régulièrement des mouvements sociaux, notamment en 1993, 2001, 2011 et 2018.
La principale drogue en circulation à Mayotte depuis 2011 est appelée « la chimique » : il s'agit de tabac à rouler trempé dans une solution d'alcool à 90° dans lequel on aura dilué un cannabinoïde de synthèse concentré, généralement coupé avec des restes de médicaments psychotropes (anxiolytiques, anesthésiants vétérinaires, etc.) et parfois des détergents ou d'autres produits chimiques. La composition est donc très variable d'un lot à l'autre, tout comme les effets, parfois extrêmement nocifs. La police relève des effets allant de l'agressivité gratuite et extrême à la perte de conscience, en passant par une forme de zombification qui permet d'abuser très facilement d'une personne droguée.
Le nombre de tués sur les routes est relativement faible à Mayotte comparé aux autres départements d'outre-mer (huit décès en 2017) : la vitesse maximale est de 70 km/h sur la route nationale, et la fréquence des embouteillages limite sans doute les ardeurs des chauffards. L'islam limite également le taux d'alcoolisme.

## Économie

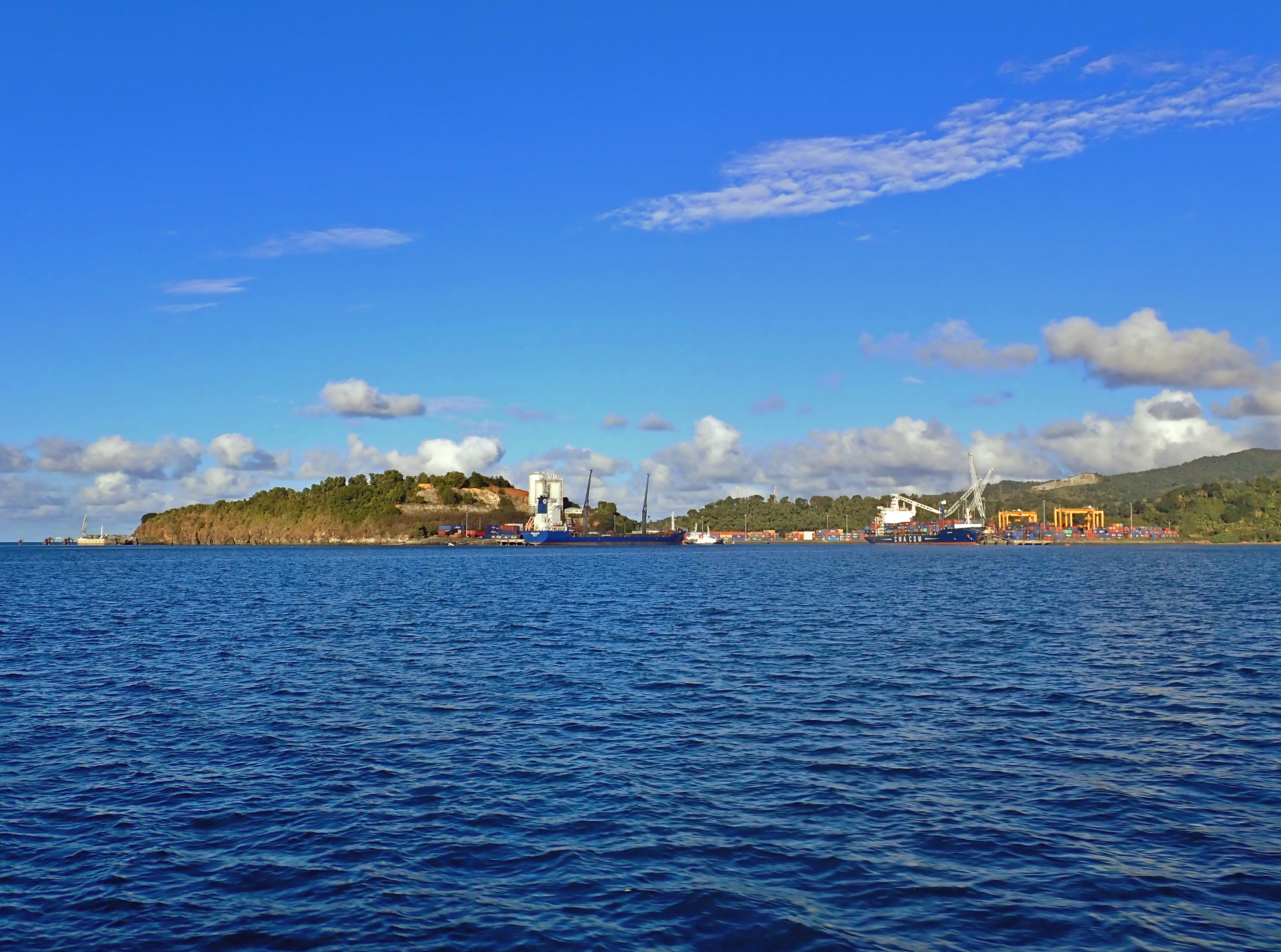
Le port de Longoni (commune de Koungou) est le seul port de commerce de l'île, par lequel transite l'essentiel des biens consommés à Mayotte.

Le tertiaire administratif occupe, en 2001, 45 % des salariés de l'île. Outre l'administration (essentiellement l'hôpital et l'Éducation nationale), les travaux publics, le commerce et ses services associés sont les principaux employeurs.
Malgré une croissance de 9 % par an, le taux de chômage atteint 35 % : l'INSEE dénombre, début 2019, 51 400 personnes « sans emploi mais qui souhaitent travailler », ce qui est de très loin le record de France tous territoires confondus (et alors que l'emploi informel est comptabilisé comme travail).
Le SMIC à Mayotte est de 25 % inférieur au SMIC national. Le revenu annuel moyen des ménages était de 9 337 euros en 2005 contre 29 696 euros en métropole. Selon l'INSEE, Mayotte souffre plus des inégalités que du niveau moyen de revenu.
Le montant du revenu solidarité active (RSA) à Mayotte est la moitié du montant disponible en France hors Mayotte,.
En 2018, l'île compte 2 360 entreprises, auxquelles s'ajoutent environ 5 300 entreprises informelles (inconnues de l'administration fiscale mais recensées par l'INSEE). Ces entreprises informelles sont le plus souvent très modestes, et ne constituent que 9 % de la valeur ajoutée générée, pour environ 6 640 employés non déclarés (l'agriculture n'est pas comprise dans ces chiffres). Ce phénomène est dû au fait qu'un grand nombre des entrepreneurs sont des étrangers en situation irrégulière, ce qui les empêche de formaliser leur activité.
La quasi-totalité des biens disponibles à Mayotte sont importés, et transitent en petite partie par l'aéroport de Dzaoudzi-Pamandzi mais essentiellement par l'unique port en eaux profondes à Longoni (commune de Koungou). La propriété du port de Mayotte a été transférée au conseil général en 2008. La plupart des produits non locaux sont soumis à un octroi de mer et surtout à la situation de monopole de l'essentiel des importateurs et distributeurs : en conséquence, les prix sont 73% plus chers qu'en métropole (contre 66% en moyenne dans les autres départements d'outre-mer). Un Observatoire des prix a été mis en place en 2007 dans le but de contrôler les marges excessives de certaines entreprises (« bouclier qualité-prix »).
Il existe à Mayotte plusieurs supermarchés (essentiellement autour de Mamoudzou), et dans les villages un réseau d'épiceries généralistes de première nécessité appelés « doukas ». On trouve un grand marché couvert à Mamoudzou, et des marchés paysans à Coconi, Combani (un village de Tsingoni) et Acoua.

### Agriculture, élevage et pêche

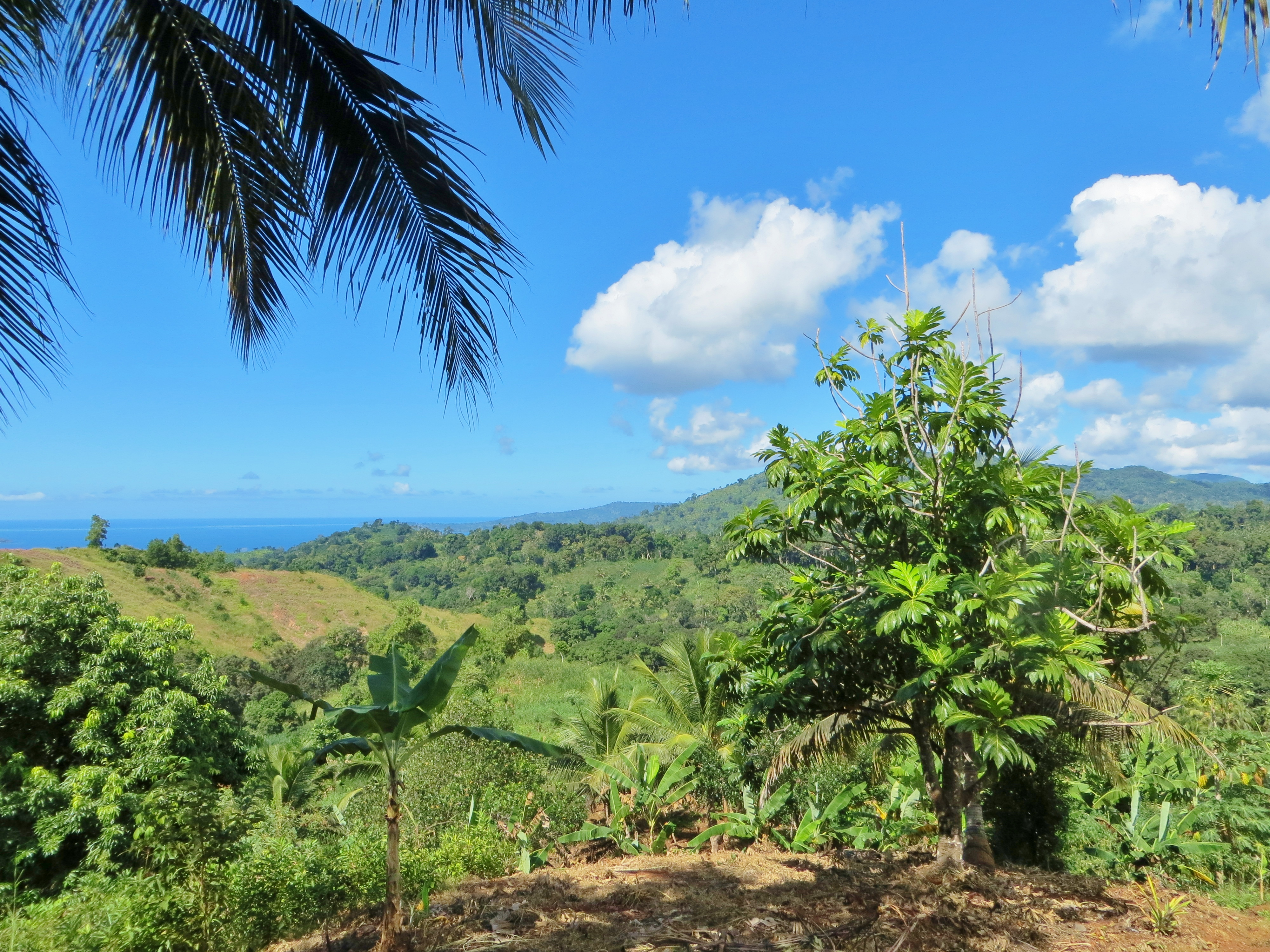
Un agro-paysage caractéristique à Mayotte, dans la région de Vahibé (près de Passamaïnty).
On distingue les principaux végétaux d'intérêt alimentaire de la région : cocotier, bananier, arbre à pain, papayer, manguier, et champs de manioc.

On dénombre à Mayotte environ 20 000 exploitations agricoles, pour la plupart de taille très modeste, ainsi qu'un grand nombre d'exploitations « sauvages » sur brûlis. La superficie agricole utilisée (SAU) est de 22 257 hectares, soit plus de la moitié de la surface de l'île.
Les productions agricoles sont principalement les cultures vivrières et notamment le riz et le manioc et les fruits tropicaux, banane (17 000 tonnes en 2003), noix de coco, ananas, papayes, mangues (sept-déc.), oranges (juin-août) et litchi (décembre). Mais l'on trouve également des cultures spécialisées d'exportation, l'ylang-ylang et la citronnelle utilisés dans la parfumerie, la vanille, la cannelle[réf. nécessaire] et le girofle, même si la départementalisation et l'alignement de Mayotte sur le droit du travail français a fait fuir les principaux exploitants (comme Guerlain) vers les pays voisins (Comores ou Madagascar), où la main-d'œuvre est moins chère. Depuis les années 2020, des tentatives de résurrection de ces cultures à forte valeur ajoutée commencent à voir le jour.
Certaines populations pratiquent une agriculture sauvage en brûlant la forêt pour planter du manioc et des bananes, deux cultures assez productives et demandant relativement peu d'investissement, mais délétère pour l'environnement car entraînant dans ces conditions une érosion dramatique, d'autant qu'elles sont souvent aspergées de nombreux pesticides illégaux. En particulier, les tomates mahoraises achetées en bord de route contiennent des taux préoccupants de diméthoate (jusqu'à 500 % de la limite maximale résiduelle tolérée), alors que ce pesticide toxique est interdit en France.
Un petit élevage bovin, caprin et avicole (production d'œufs essentiellement) se maintient, mais ne suffit pas à satisfaire la demande de l'île, qui importe l'essentiel de ses denrées alimentaires, y compris de première nécessité.
Le chombo et l'upanga sont des outils traditionnel souvent utilisés.
La mer fournit, outre les poissons de la pêche côtière, espadons, langoustes, mérous et crevettes, sur une zone économique exclusive (ZEE) de 74 000 km2 (dont une faible partie est placée en réserve et interdite de pêche). La pêche demeure peu régulée, faisant peser une menace de surexploitation ou de destruction de l'habitat sur les ressources qui en sont issues : cela concerne en particulier la pêche industrielle au thon, mais aussi la pêche artisanale aux poulpes, langoustes et bivalves (notamment le bénitier, espèce protégée). La pêche côtière est essentiellement informelle : à peine 48% du poisson débarqué provient de pêcheurs en règle, et une partie des pêcheurs sont sans papiers, ce qui empêche de réglementer leur activité. En 2007 a été créée une Commission régionale des pêches maritimes et de l'aquaculture marine (COREPAM), qui a pour mission d'instruire les dossiers de demande de subventions des professionnels du secteur.
Plusieurs projets d'aquaculture existent depuis 1999 tel « Mayotte Aquaculture », partenaire de l'association « Aquamay ». La production totale annuelle est d'environ 180 tonnes de poisson, ce qui fait de Mayotte le premier producteur en aquaculture de tous les DOM français (avec un chiffre d'affaires dépassant les 700 000 €/an). Cette aquaculture implique cependant essentiellement des espèces étrangères, à la culture potentiellement polluante comme l'ombrine américaine, qui représente 90% de la production, essentiellement destinée à l'exportation. Le lagon de Mayotte, grand, profond, calme et productif, possède un excellent potentiel pour l'aquaculture, mais son eau déjà chargée en nitrates et à faible circulation limite aussi la capacité de charge du milieu pour des espèces polluantes. Ainsi, l'aquaculture d'espèces moins polluantes voire, au contraire, dépolluantes (huîtres, éponges, concombres de mer…) commence à être timidement envisagée, et les premières études montrent que le potentiel pour ces cultures alternatives est au rendez-vous.

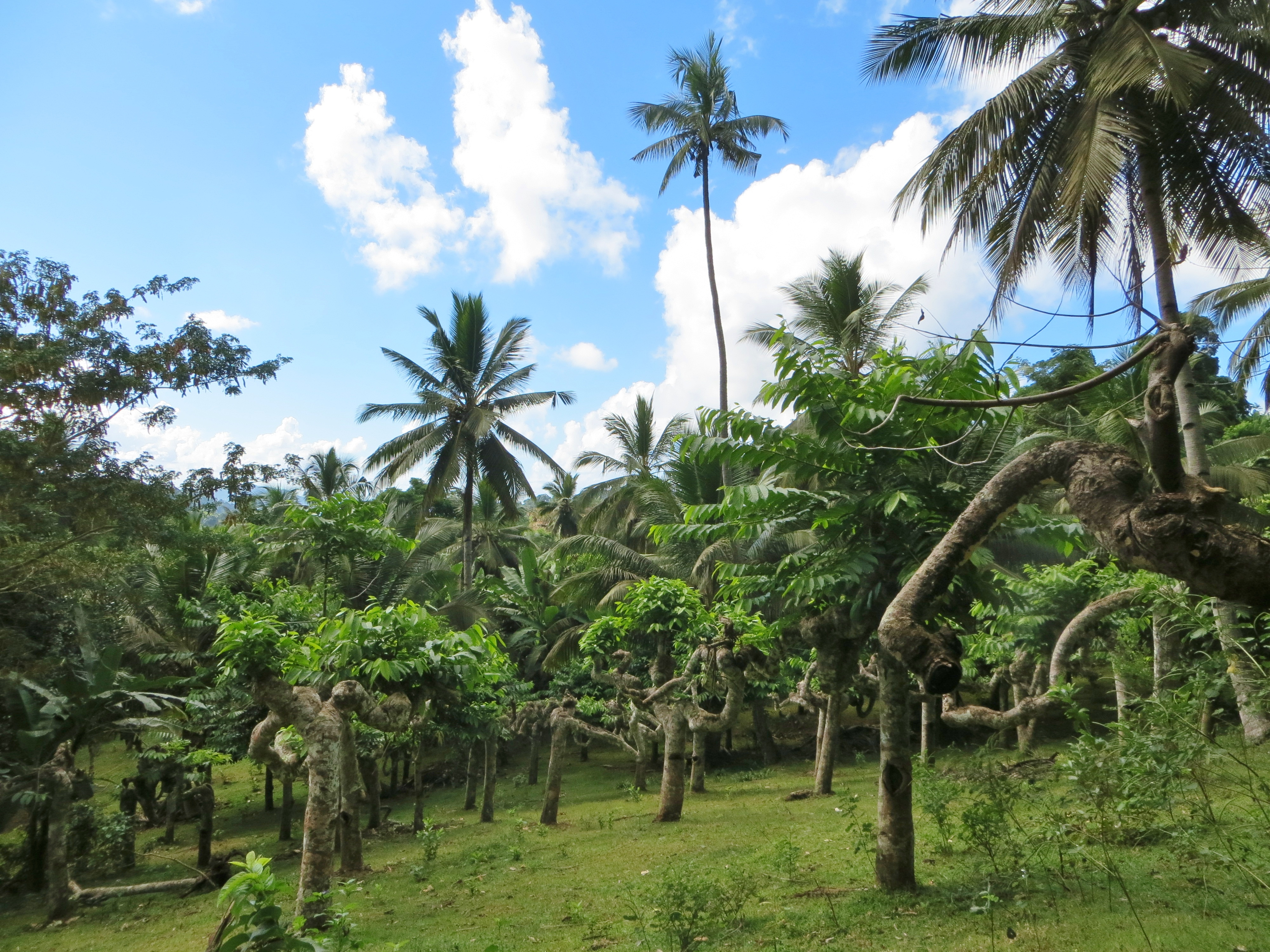
Champ d'ylang-ylang, culture en déshérence progressive à Mayotte.
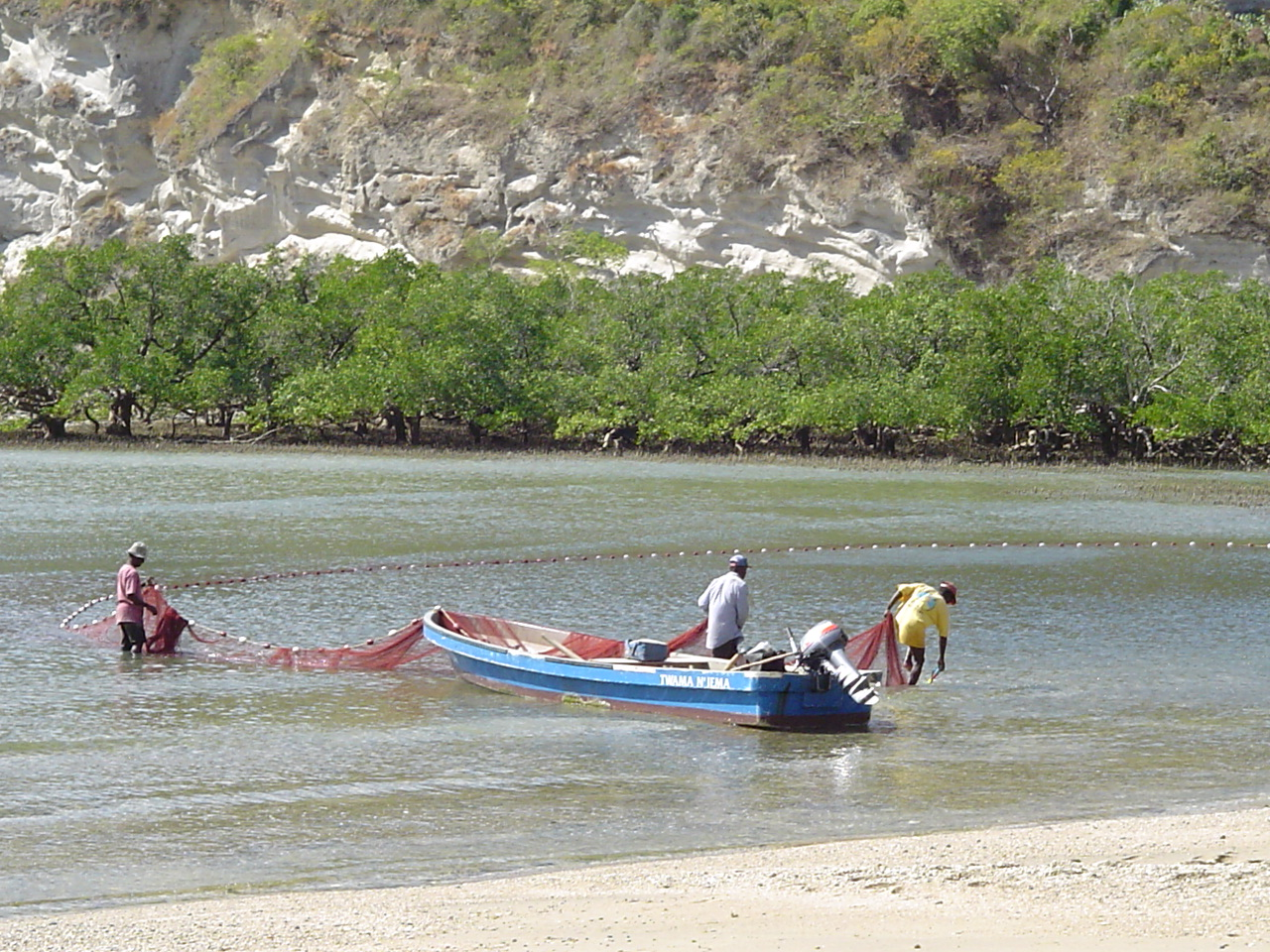
Pêcheurs à Moya (Petite-Terre).

### Énergie
Électricité de Mayotte (EDM) est une société anonyme d'économie mixte (SAEM) détenue à 50,01 % par le conseil départemental de Mayotte, 24,99 % par Électricité de France (EDF), 24,99 % par SAUR International et 0,01 % par l'État. EDM est entrée aux IEG (industries électriques et gazières) le 1er janvier 2011. Elle exerce la mission de service public de production, distribution et commercialisation de l'électricité sur l'île de Mayotte.
L'électricité à Mayotte est constituée à 95 % d'électricité produite par des moteurs Diesel ; la part d'énergies renouvelables est de 5 %, chiffre stable depuis 2013. La demande est en forte croissance (+14,5 % par an entre 1995 et 2013) du fait de la croissance de l'île ; la centrale de Longoni, mise en service en 2009, a fait l'objet d'une extension en 2015. L'objectif de 30 % d'énergies renouvelables en 2020 ne sont pas atteint ; des projets pour le stockage d'énergie visant à lisser la production d'énergie photovoltaïque sont en cours de développement depuis plusieurs années, mais n'ont pas encore été démarrés. En 2021, un nouveau plan est lancé visant à atteindre 30 % d'énergies renouvelables d'ici 2030, essentiellement par du solaire photovoltaïque.
EDM déploie en 2021 une ligne 90 kV entre Longoni et Sada afin d'améliorer la qualité de la distribution d'électricité au sud de l'île.
|                                                          | 2011 | 2011 | 2012 | 2012 | 2013 | 2013 | Variation (%) | Variation (%) |
| -------------------------------------------------------- | ---- | ---- | ---- | ---- | ---- | ---- | ------------- | ------------- |
|                                                          | GWh  | %    | GWh  | %    | GWh  | %    | 2012/11       | 2013/12       |
| Production d'électricité                                 |      |      |      |      |      |      |               |               |
| Électricité primaire                                     | 14   | 5,3  | 15   | 5,7  | 17   | 5,9  | 11,5          | 8,5           |
| dont photovoltaïque                                      | 14   | 5,3  | 15   | 5,7  | 17   | 5,9  | 11,5          | 8,5           |
| Thermique classique                                      | 248  | 94,7 | 256  | 94,3 | 268  | 94,1 | 3,0           | 5,0           |
| Production totale brute                                  | 262  | 100  | 271  | 100  | 285  | 100  | 3,5           | 5,2           |
| Consommation branche énergie (% de la production)        |      |      |      |      |      |      |               |               |
| Conso. interne branche                                   | 14   |      | 14   |      | 15   |      |               |               |
| Pertes et ajustements                                    | 8    |      | 11   |      | 10   |      |               |               |
| Total conso. branche énergie                             | 22   | 8,4  | 25   | 9,3  | 25   | 8,6  | 14            | -2,6          |
| Consommation finale d'électricité                        |      |      |      |      |      |      |               |               |
| Résidentiel                                              | 162  | 67,4 | 167  | 68,1 | 180  | 69,2 | 3,5           | 7,8           |
| Professionnel (tertiaire, industrie, agric., transports) | 78   | 32,6 | 78   | 31,9 | 80   | 30,8 | 0,4           | 2,1           |
| Consommation finale                                      | 240  | 100  | 246  | 100  | 260  | 100  | 2,5           | 6,0           |

### Transports

Carte routière de Mayotte.

#### Terre
L'investissement français depuis une trentaine d'années est tangible avec plus de 230 km de routes asphaltées où circulent voitures et deux-roues de divers types : 90 kilomètres de routes nationales et de 139 km de routes départementales. Le contraste est important avec les années 1980, où une circulation peu dense ne laissait apercevoir que de rares berlines parmi les Renault 4 des taxis, les Méharis des légionnaires ou les camionnettes bâchées dénommées taxis-brousse. De nos jours, Mayotte compte plusieurs dizaines de milliers de véhicules, encombrant bien souvent une route nationale à voie simple, avec des kilomètres de bouchons ininterrompus aux heures de pointe.
Un système de taxis, en partie informels et sans réelle organisation, permet aux piétons de se déplacer pour des sommes très modiques, mais avec une régularité et une fiabilité médiocres. Mayotte est actuellement le seul département français sans système de transports en commun terrestre.
Depuis 2008, un vaste projet de réseau de bus (« Caribus ») est censé voir le jour pour désengorger les embouteillages qui paralysent toute l'île désormais quotidiennement, mais les nombreuses implications politiques et la très mauvaise gestion par les élus locaux retardent considérablement sa mise en œuvre (malgré l'exaspération des bailleurs de fonds européens), et début 2022 les travaux n'ont toujours pas commencé.
Le réseau routier de Mayotte se limitant quasiment à une unique route circulaire, l'idée d'un train refait régulièrement surface, comme ce fut le cas jadis à la Réunion (ou plus récemment avec le projet avorté de tram-train). Le dernier projet en date, baptisé Treni bile (« train bleu »), proposé par le Conseil départemental, est chiffré à un coût de 900 millions d'euros, prix exorbitant et très au-delà des moyens du département, mais à mettre en regard avec les 800 millions du contournement de Mamoudzou, les 2 milliards d'euros de la Nouvelle route du Littoral à La Réunion, ou encore le fait que les transports scolaires coûtent à Mayotte 100 millions d'euros par an, quand un train a une durée de vie de 30 à 40 ans.

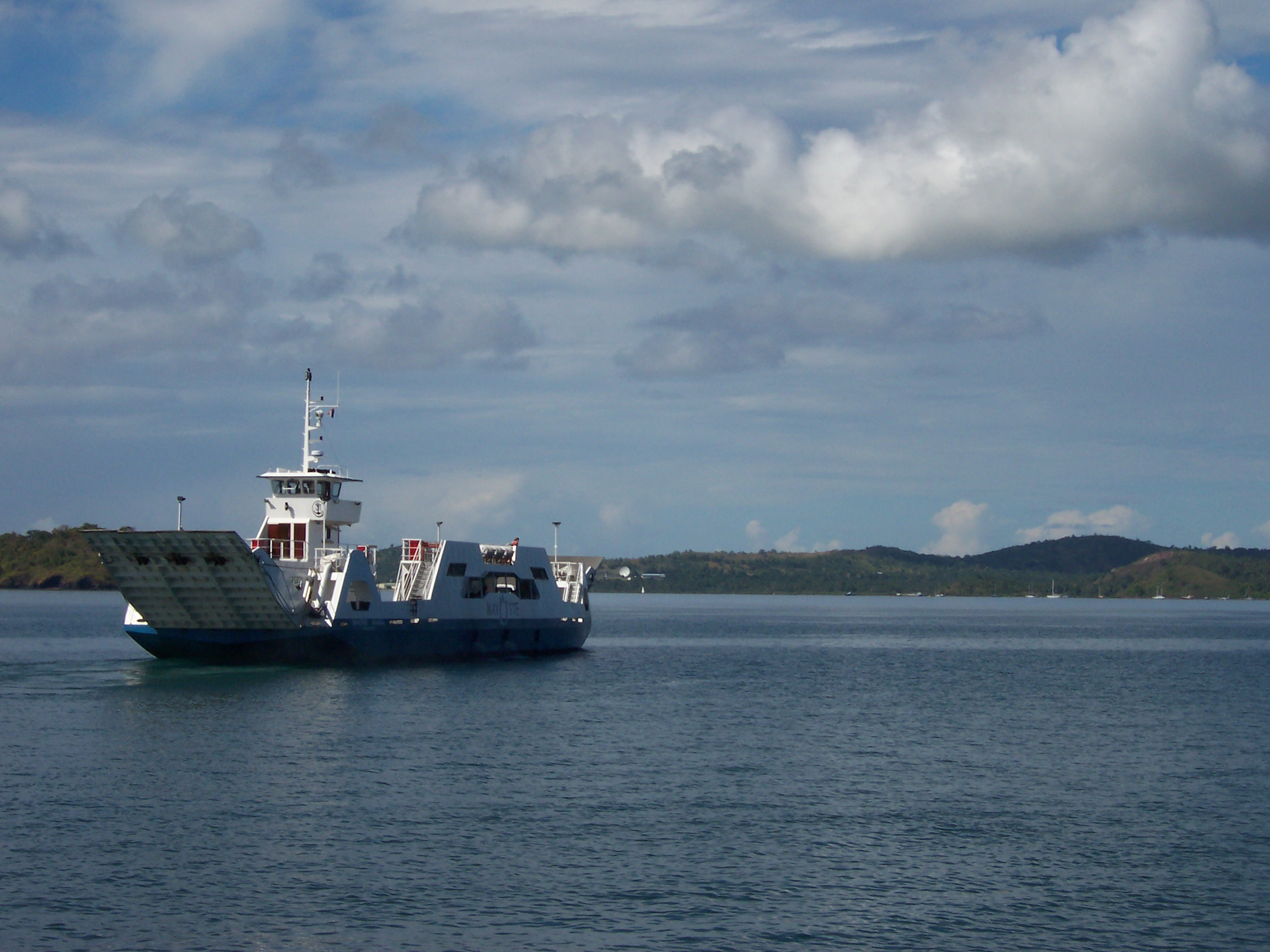
« La Barge », le moyen de transport entre Mamoudzou et Dzaoudzi.

#### Eau
Divisée en deux îlots, Mayotte est difficile d'accès. Le débarcadère de Mamoudzou, en Grande-Terre, ne peut accueillir que des embarcations légères. La liaison entre les deux se fait par bateau de transport piétonnier (barge) et bateau de transport de véhicules (amphidrome), qui transportent chaque année plus de 4,5 millions de passagers, 360 000 deux-roues, 400 000 véhicules et 20 600 poids lourds.
Le port en eau profonde de Longoni, sur la commune de Koungou, au nord du département, est un port d'escale mineur dans le canal du Mozambique. La concession portuaire a été attribuée en 2014 à une entreprise locale (MCG Mayotte Channel Gateway) qui a entrepris une modernisation des infrastructures et ambitionne d'en faire l'un des plus importants ports commerciaux de la zone.

#### Air
L'unique aéroport desservant l'île est celui de Dzaoudzi-Pamandzi, qui accueille chaque année plus de 350 000 voyageurs.
Il est agrémenté d'un aérodrome de plaisance pour avions de tourisme et ULM.

### Tourisme

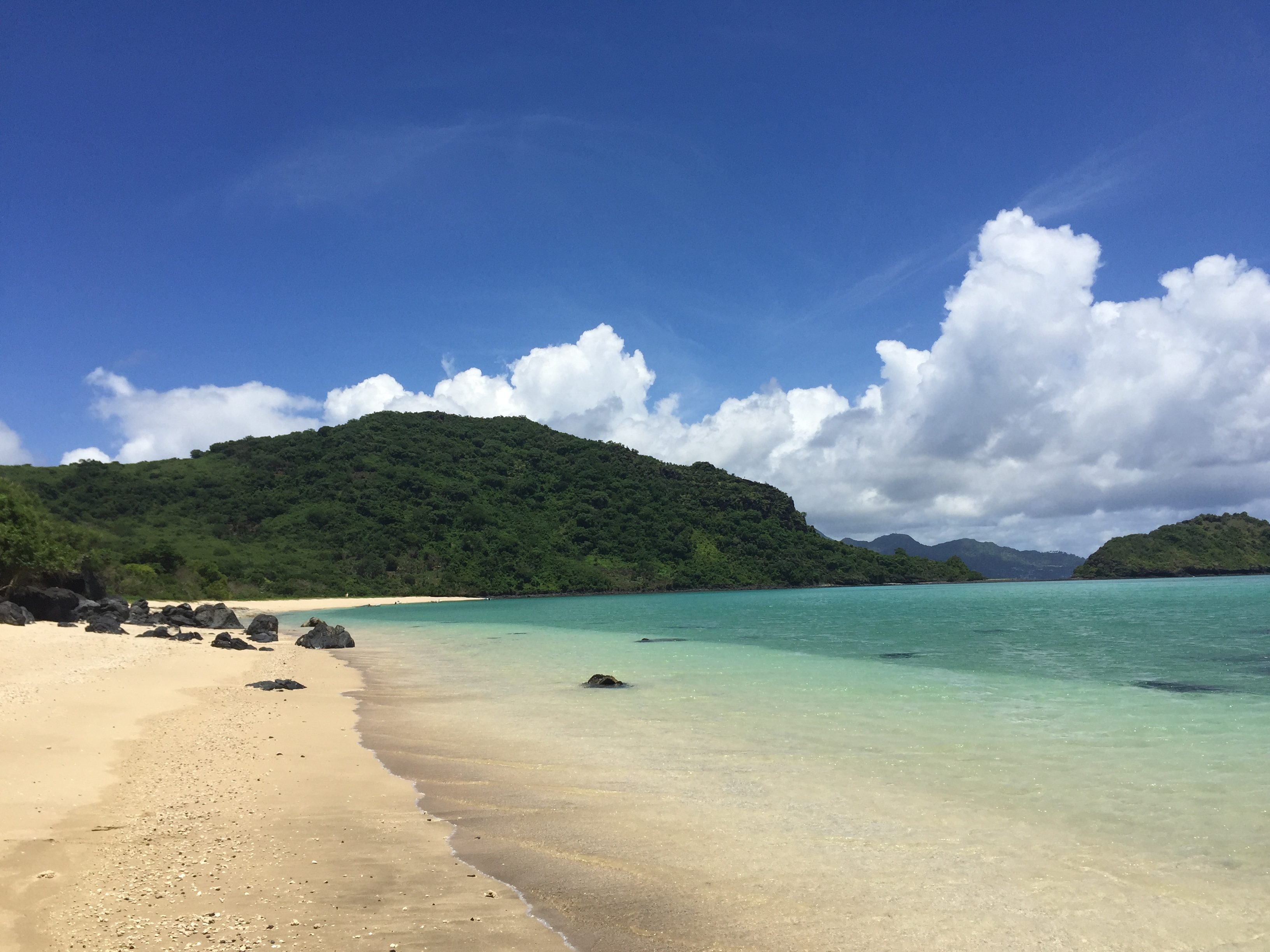
Plage de sable blanc de l'îlot Mtsamboro.

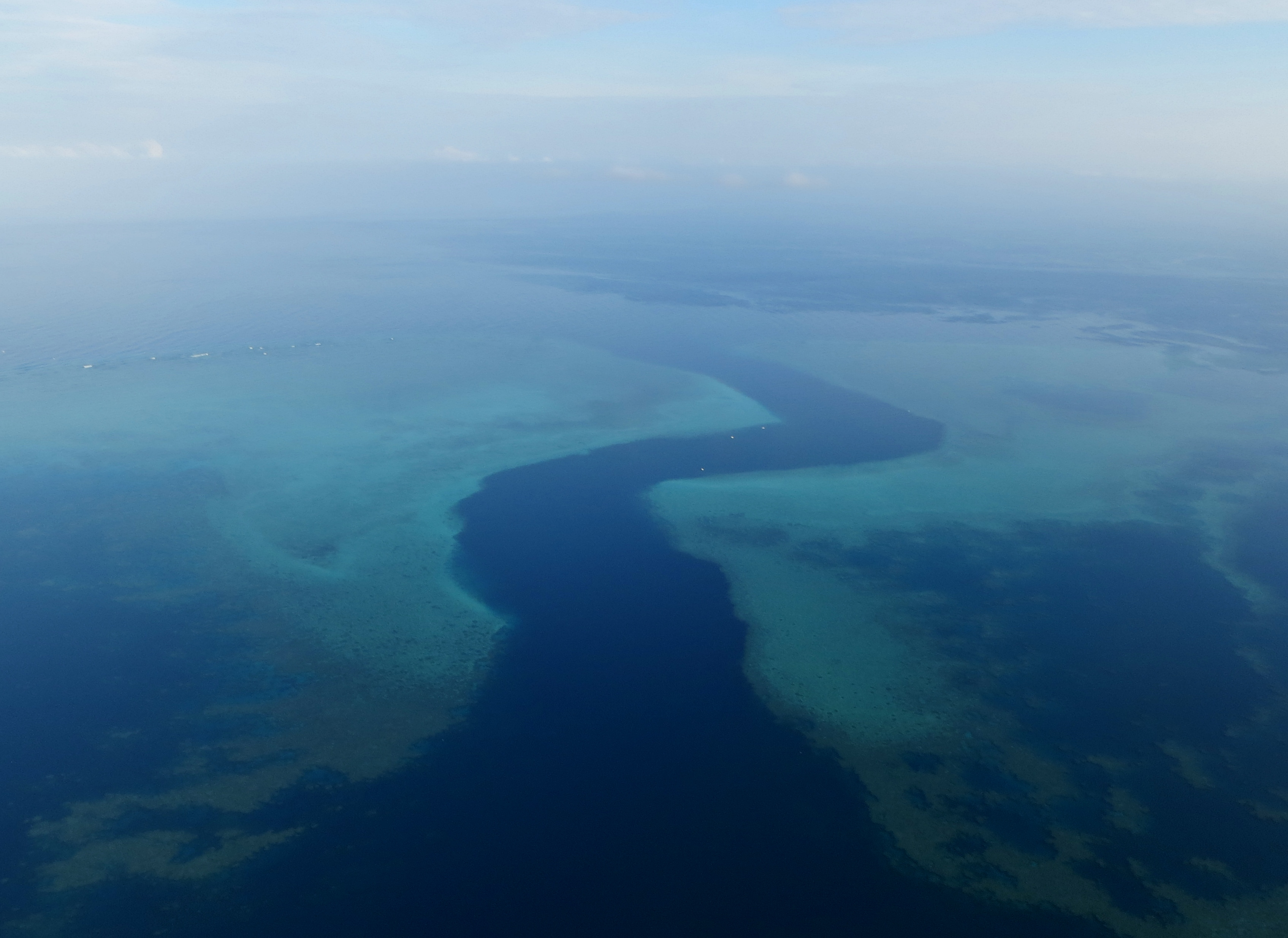
La passe en S est un haut lieu de la plongée sous-marine.

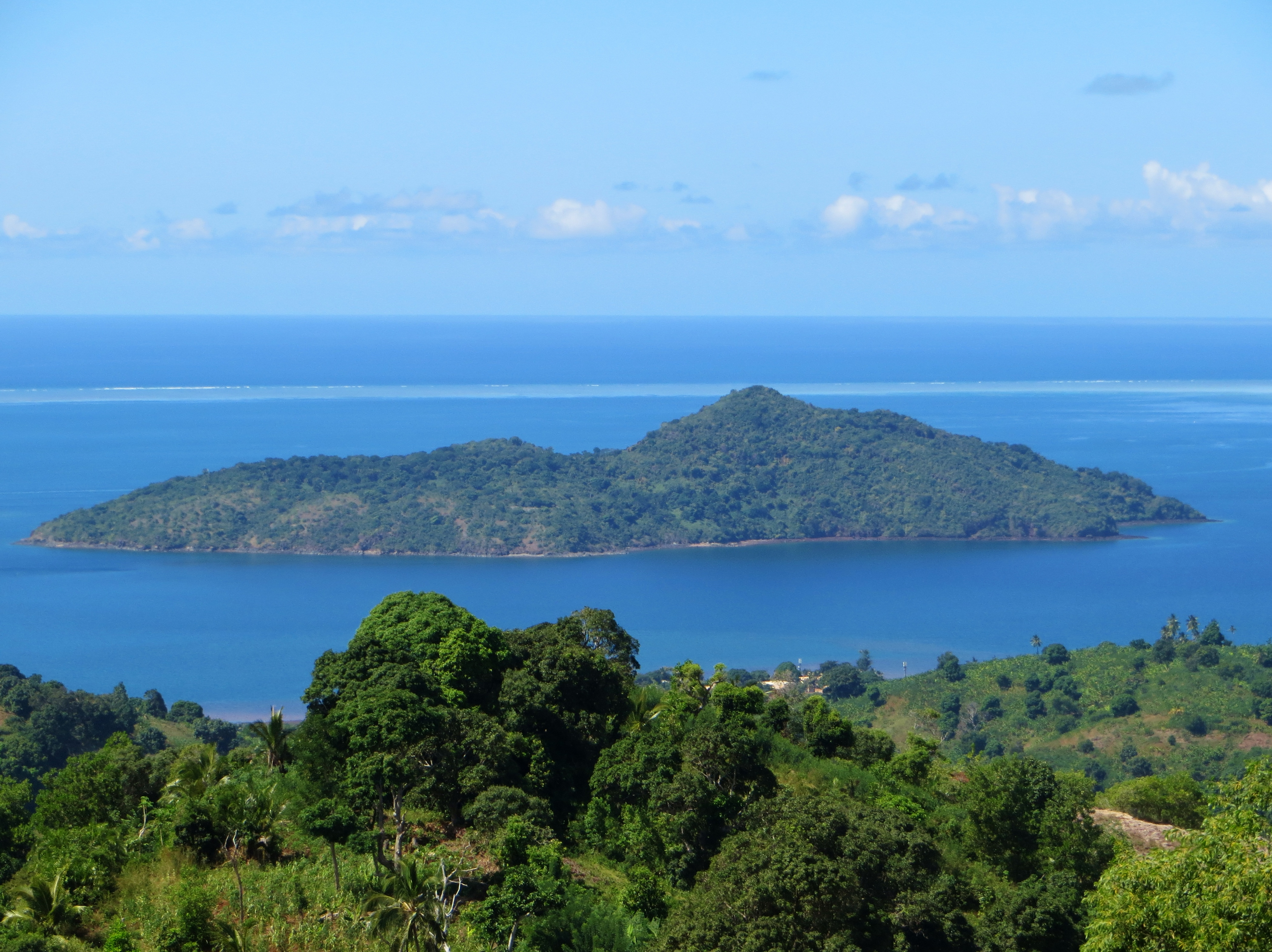
L'Îlot M'Bouzi, une des réserves naturelles de l'île.

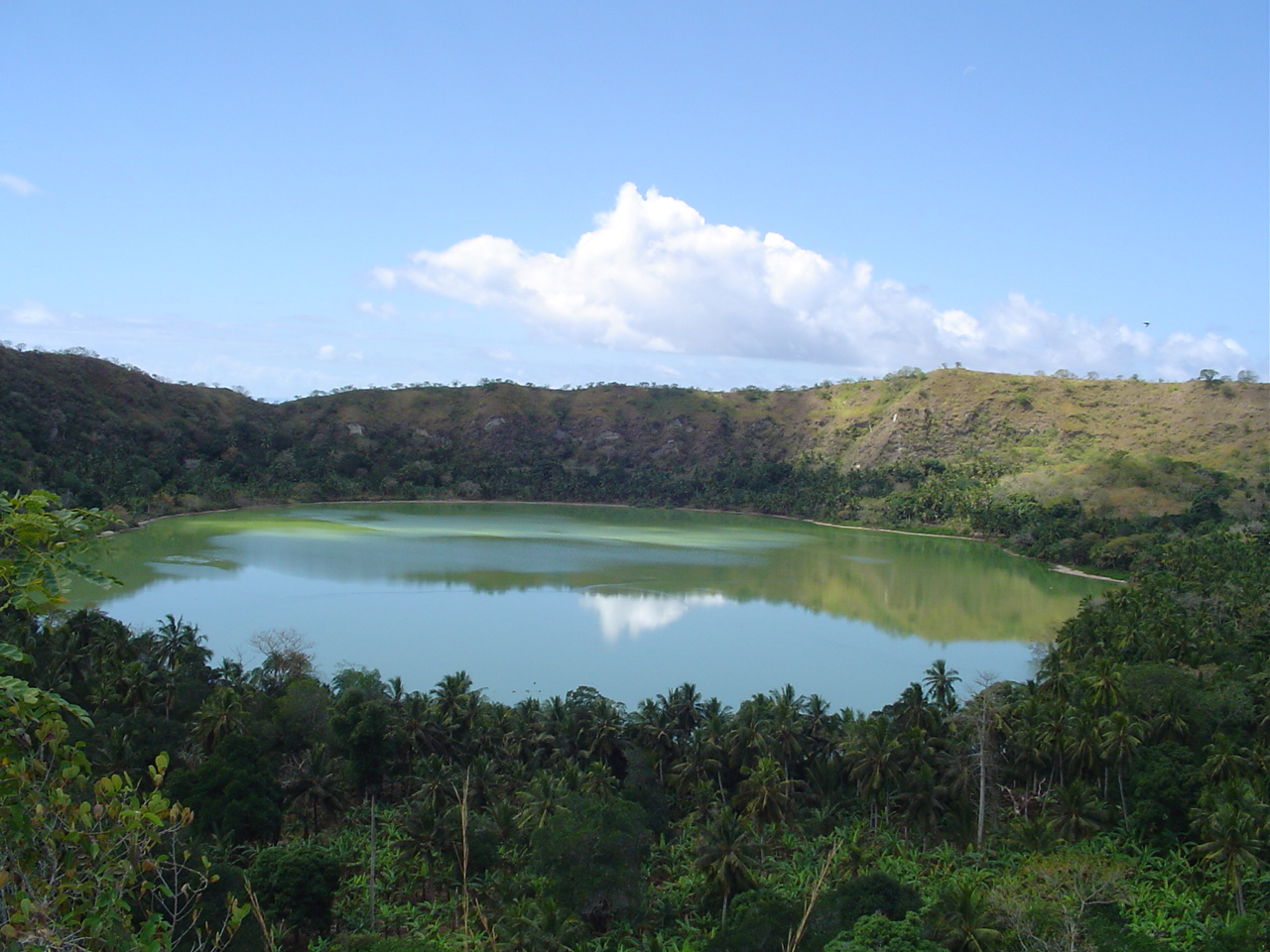
Le lac Dziani Dzaha, une curiosité géologique et biologique.

L'île de Mayotte, qui possède des reliefs côtiers forts variés, offre moins de plages de sable blond que les Seychelles, l'île Maurice et Madagascar (quoique toutefois plus que la Réunion ou la Grande Comore), mais présente une grande diversité de littoraux et de couleurs de sable (noir, brun, gris, rouge, beige, blanc…). Son lagon est le plus grand (1 500 km2) et le plus profond de cette partie du monde (et un des plus importants de la planète), et sa double barrière de corail est une curiosité biologique qui ne compte qu'une dizaine d'occurrences sur notre planète, hébergeant une grande diversité d'animaux, dont de grands cétacés, fait rarissime.
Le tourisme reste une activité encore peu développée dans l'île, comparé aux autres DROM-COM français (notamment les Antilles, la Réunion et la Polynésie), l'île souffrant de sa réputation de misère et d'insécurité. En conséquence, les capacités hôtelières de l'île sont encore réduites : 1100 lits touristiques répartis sur environ 150 établissements (dont seulement 80 étaient réglementaires en 1997), 13 hôtels et résidences de tourisme et 34 chambres d'hôtes et gîtes dont 14 possèdent le label touristique local « Ylang ». Cependant, la mode du BnB et du couchsurfing ont beaucoup élargi l'offre : seuls 15 % des touristes séjournent dans un hébergement marchand. Le conseil départemental porte cependant l'ambition de passer à 2 000 lits d'ici 2030, soit 500 chambres d'hôtels supplémentaires d'ici 2025.
En 2019, l'INSEE a comptabilisé 65 500 touristes, soit une augmentation de 16 % par rapport à l'année précédente. Ils étaient 62 000 en 2017, et en moyenne 50 000 depuis 2014, contre 30 000 en 2006, et moins de 20 000 en 1999 - tous ces chiffres incluent les escales de paquebots de croisière. Parmi ceux-ci, 44 % venaient de la Réunion et 42 % de la métropole. 69 % du total correspond à des visites familiales (« tourisme affinitaire »), et 16 % à du tourisme de loisir. Les enquêtes de l'INSEE montrent que Mayotte a une excellente image auprès de ces touristes, puisque 95 % reconnaissent l'intérêt touristique de l'île, et 93 % déclarent vouloir y revenir prochainement ; de fait, 60 % sont déjà venus. Au total, ces touristes ont rapporté 44 millions d'euros à Mayotte en 2019, contre 36 millions en 2017.
Pendant longtemps, il n'y a pas eu de vol direct entre Mayotte et la métropole : les Boeing 777 de la compagnie réunionnaise Air Austral n'atterrissent que depuis 2005 à Mayotte, ce qui a permis une augmentation de l'attrait de cette destination pour les touristes. Air Austral possède un quasi-monopole sur la destination, mais en 2020, La compagnie française Corsair International va ouvrir un vol vers la métropole faisant escale à La Réunion. Les vols régionaux sont eux assurés par Air Madagascar et Ewa Air (filiale de Air Austral) L'union des Comores est desservie par Int'Air Îles pour Anjouan, Air Austral pour Moroni.
Actuellement, une grande partie (38 %) des touristes viennent de l'île proche de la Réunion, venus profiter du grand lagon calme de l'île aux parfums, ainsi que de sa faune plus riche et de son climat plus sec.
Certaines activités touristiques sont structurées :
- randonnée au volcan éteint le Dziani Dzaha de Petite-Terre et son lac Dziani ;
- randonnée au mont Combani et au mont Choungui ;
- randonnée de la maison du gouverneur ;
- observation des lémuriens makis de l'îlot Bouzy ;
- Plongée et snorkeling sur le récif de corail parmi les poissons tropicaux dans la « passe en S », à N'Gouja, à Saziley ou sur la barrière extérieure[310] ;
- le lagon permet d'observer des tortues vertes et imbriquées (qui viennent pondre sur les plages désertes), des dauphins (commun à long bec, tacheté et tursiops notamment), des baleines et leurs baleineaux (qui viennent y mettre bas)[311] ;
- activités nautiques ou de détente sur les nombreuses plages de Mayotte ;
- baignade et visite aux plages isolées des îlots de sable blanc du nord et du sud ;
- bivouacs sur les îles désertes ;
- la cascade de Soulou, sur la plage du même nom, est une curiosité naturelle ;
- la vasière des Badamiers, à Petite-Terre, est un marais riche en biodiversité et en beaux paysages ;
- les épaves comme celle de la goélette à voile Dwyn Wen face aux Badamiers (dont deux mâts sortent encore de l'eau) ;
- le tour de l'île en ULM permet d'observer les récifs depuis le ciel ;
- le musée de Mayotte, le MuMa à Dzaoudzi, labellisé musée de France[312].

Plusieurs associations comme Les Naturalistes de Mayotte proposent des sorties guidées (randonnées, visites, bivouacs…), et plusieurs opérateurs marins accompagnent des touristes à la découverte du lagon et notamment de ses mammifères marins, sans compter les nombreux clubs de plongée sous-marine.
Le comité départemental de tourisme de Mayotte est l'organisme officiel qui administre tout ce qui a trait au tourisme pour le territoire de Mayotte. C'est en soi l'autorité officielle centrale qui veille au développement et à la mise en valeur du tourisme à Mayotte,.

## Culture mahoraise
La culture de Mayotte est issue de croisements de populations depuis des siècles, elle est le résultat d’un métissage très riche, avec pour creuset principal la culture swahilie. Ce mélange se reflète dans la musique, le chant et la danse. L’île possède une grande tradition musicale et chorégraphique liée à la culture arabo-musulmane. La musique est un moyen d’exprimer des sentiments forts mais aussi un moyen de vivre sa foi.

## Sports
- Football à Mayotte